# Époque classique
Pour les articles homonymes, voir Époque classique (homonymie).
Cette page se comprend mieux après la lecture de Histoire de la Grèce antique.
Sauf précision contraire, les dates de cet article sont sous-entendues « avant l'ère commune », c'est-à-dire « avant Jésus-Christ ».

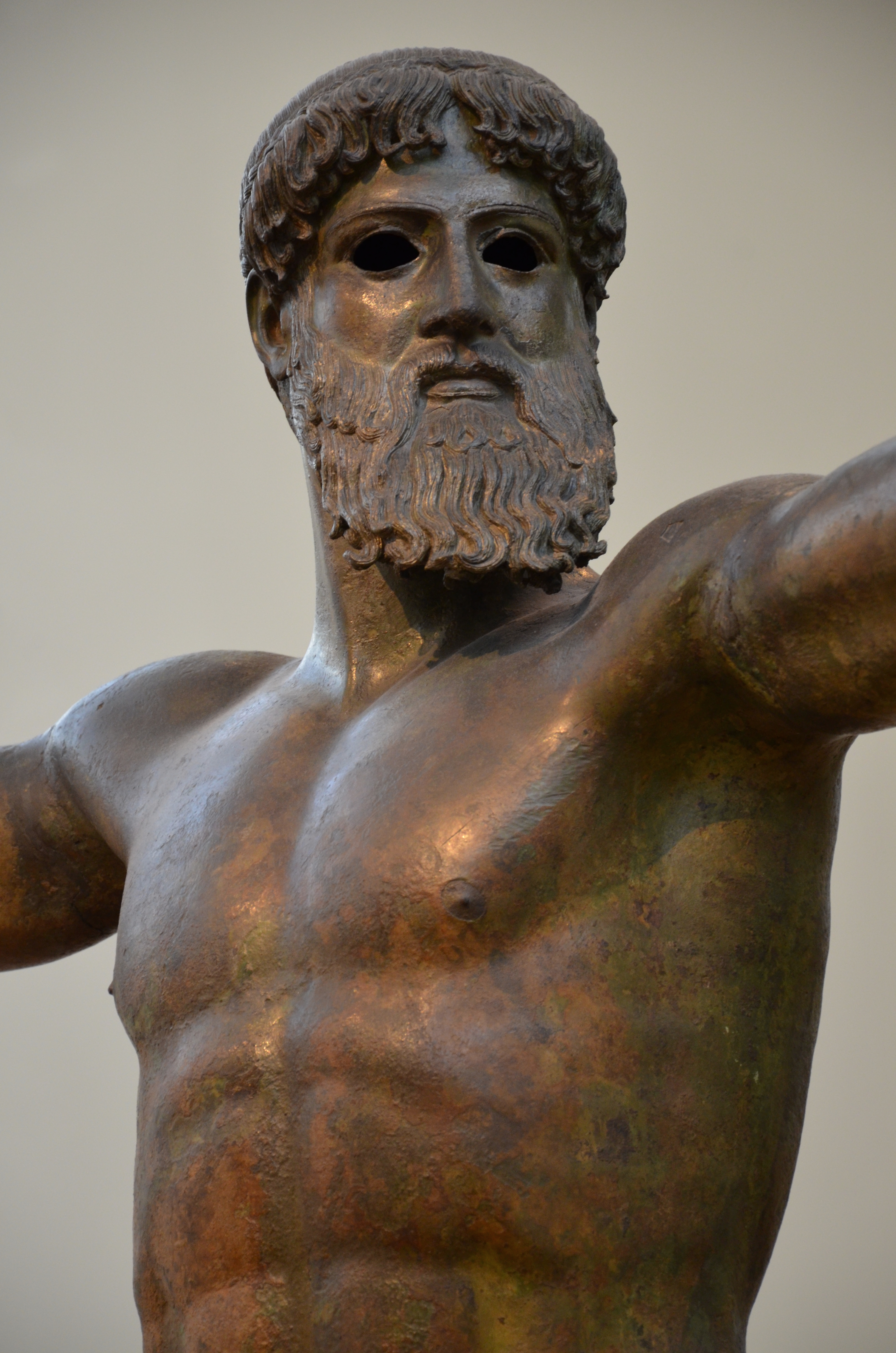
Dieu de l'Artémision, sculpture en bronze, v. 460 av. J.-C. Musée national archéologique d'Athènes.

L’époque classique est une période de l'histoire de la Grèce antique, située entre l'époque archaïque et l'époque hellénistique. Elle correspond à la majeure partie des Ve et IVe siècles av. J.-C., c'est-à-dire, pour les bornes chronologiques les plus courantes, depuis la victoire grecque de Salamine contre les Perses en 480 av. J.-C. jusqu'à la mort d'Alexandre le Grand en 323 av. J.-C.
Du point de vue politique et militaire, cette période débute au moment où une coalition de cités grecques conduites par Athènes et Sparte a repoussé la tentative de l'Empire perse de les faire passer sous sa coupe, lors des Guerres médiques (499-479 av. J.-C.). S'ouvre alors une période durant laquelle les cités sont les maîtresses du jeu politique en Grèce, constituent des alliances regroupant un grand nombre d'entre elles, sous l'égide d'une des plus puissantes d'entre elles. La première phase de l'époque classique à proprement parler, qui dure une cinquantaine d'années, la Pentécontaétie (v. 480-430 av. J.-C.) est marquée par la constitution de la ligue de Délos par Athènes, pour lutter contre les Perses, mais qui devient progressivement un instrument de son hégémonie sur le monde égéen. Elle se heurte de plus en plus à Sparte et ses alliés de la ligue du Péloponnèse. La guerre du Péloponnèse (431-404 av. J.-C.) est une période de conflits âpres et destructeurs entre les deux ensembles, qui embrase la majeure partie du monde grec. Au sortir du conflit, Sparte et ses alliés sortent vainqueurs avec l'appui des Perses, et l'« empire » athénien est démantelé, même si la cité vaincue évite la destruction. La trentaine d'années qui suit voit Sparte tenter d'imposer son ordre sur la Grèce, sans succès, suscitant l'opposition d'autres cités, notamment Athènes, Corinthe, puis Thèbes, qui dirige la ligue béotienne et parvient à mettre fin à la suprématie de l'armée spartiate. Aucune cité ne parvient cependant à imposer durablement son hégémonie. C'est finalement le royaume de Macédoine de Philippe II qui y parvient en 338 av. J.-C. Son successeur Alexandre le Grand (336-323 av. J.-C.), après avoir confirmé sa domination sur la Grèce, se lance ensuite à la conquête de l'Empire perse, ce qui entraîne une dilatation considérable du monde grec, ouvrant l'époque hellénistique (323-31 av. J.-C.).
L'époque classique est donc, au moins sur le plan politique et militaire, l'apogée de la cité grecque (polis), modèle politique qui s'est mis en place durant l'époque archaïque. Il est courant d'opposer les systèmes d'Athènes, une démocratie, et de sa rivale Sparte, de tendance oligarchique. La Grèce compte autour d'un millier de cités à cette époque, qui proposent des régimes politiques très divers, qui de plus évoluent au gré des événements affectant leur vie politique, intérieure ou extérieure. Depuis l'époque archaïque, le monde grec a de plus colonisé de nouvelles terres, et des cités se sont implantées autour de la mer Noire, en Italie (« Grande Grèce » et Sicile), en Afrique du Nord (Cyrénaïque), en Méditerranée occidentale (sud de la France et nord de l'Espagne). Elles vivent une histoire propre, marquée par les contacts avec les populations occupant les régions où elles se trouvent (Phéniciens, Étrusques, Scythes, etc.).
Du point de vue culturel, la période classique est marquée par la formidable floraison culturelle qui a lieu à Athènes, en particulier au Ve siècle av. J.-C. (le « siècle de Périclès ») avant la guerre du Péloponnèse, ce qui coïncide à sa période d'apogée politique, en particulier quand Périclès est son principal dirigeant politique, au moment où elle est devenue la principale ville du monde égéen (après le déclin des cités ioniennes tombées aux mains des Perses), dynamique et cosmopolite, car elle attire des gens depuis tout le monde grec. Cette période voit les traditions artistiques et intellectuelles mises en place durant l'époque archaïque être prolongées et prendre leur aspect « classique », amené à servir de modèle par la suite : architecture et sculpture (notamment autour des monuments de l'Acropole d'Athènes dont le chantier est dirigé par Phidias ; aussi les temples de Sicile et de Grande Grèce), rhétorique, théâtre (Eschyle, Sophocle, Euripide, Aristophane), philosophie (Socrate, Platon, Aristote), histoire (Hérodote, Thucydide).
L'expression d'« époque classique » est une dénomination postérieure à la période chronologique à laquelle elle renvoie, même si les Grecs ont eu conscience que le monde qui existe avant l'épopée d'Alexandre le Grand et la dilatation du monde grec, ou plus précisément la période précédant directement la guerre du Péloponnèse, peut être considéré comme un « âge d'or », en particulier à Athènes. Les réalisations artistiques et intellectuelles de cette période ont par suite été souvent vues comme des modèles à suivre, un idéal. Cependant les études récentes ont mis en avant le fait qu'il n'y avait pas de rupture nette entre les différentes « époques » de l'Antiquité grecque, et se sont d'une manière générale éloignées des considérations idéalisant le « miracle grec ».

## Contours et définitions

### Bornes chronologiques
L'époque classique de la Grèce antique couvre la majeure partie du Ve siècle av. J.-C. et du IVe siècle av. J.-C. Dans le détail, comme souvent les dates de début et de fin de la période varient selon les spécialistes qui ont le choix entre plusieurs options.
Le début de l'époque classique est généralement situé à la fin de la seconde guerre médique, en 480/479 av. J.-C., date voyant le triomphe de la coalition des cités grecques face à l'empire perse, qui constitue un tournant concernant toute la Grèce égéenne, puisqu'elle voit les cités devenir le moteur principal de l'histoire politique de la région après avoir évité l'intégration à l'empire. D'autres choisissent d'intégrer les guerres médiques à l'époque classique, qui peut alors débuter lors de la première guerre médique, en 490 av. J.-C., ou lors de la révolte de l'Ionie qui constitue le point de départ des confrontations avec la Perse, en 500/499 av. J.-C. D'autres encore suivent une logique centrée sur l'histoire d'Athènes, qui domine traditionnellement les narrations historiques sur la période, et font débuter l'époque classique dans la dernière décennie du VIe siècle av. J.-C., en 510 av. J.-C. quand s'achève la tyrannie et que s'ouvre la période des réformes de Clisthène (mises en place sur 508/507 av. J.-C.). Du point de vue spartiate, cette date correspond à la période durant laquelle la cité affirme sa domination dans le Péloponnèse,,,.
La fin de l'époque classique, en suivant la logique qui voit dans cette période une phase de l'histoire grecque durant laquelle les cités occupent le devant de la scène politique et militaire, peut prendre place au moment où le royaume de Macédoine de Philippe II met fin à la suprématie des coalitions de cités, lors de la bataille de Chéronée en 338 av. J.-C. Il est aussi possible de choisir la date de la mort de ce souverain et la montée sur le trône de son fils Alexandre le Grand, en 336. Le règne de ce dernier est également souvent intégré à l'époque classique, qui prend alors fin à sa mort en 323 av. J.-C., période qui ouvre la phase de formation des royaumes hellénistiques. Pour la Grèce en elle-même l'année suivante constitue une autre rupture pertinente, avec l'échec de la dernière révolte des cités contre la Macédoine, qui marque leur retrait définitif du devant de la scène politique,,,.

### La notion d'époque «classique»

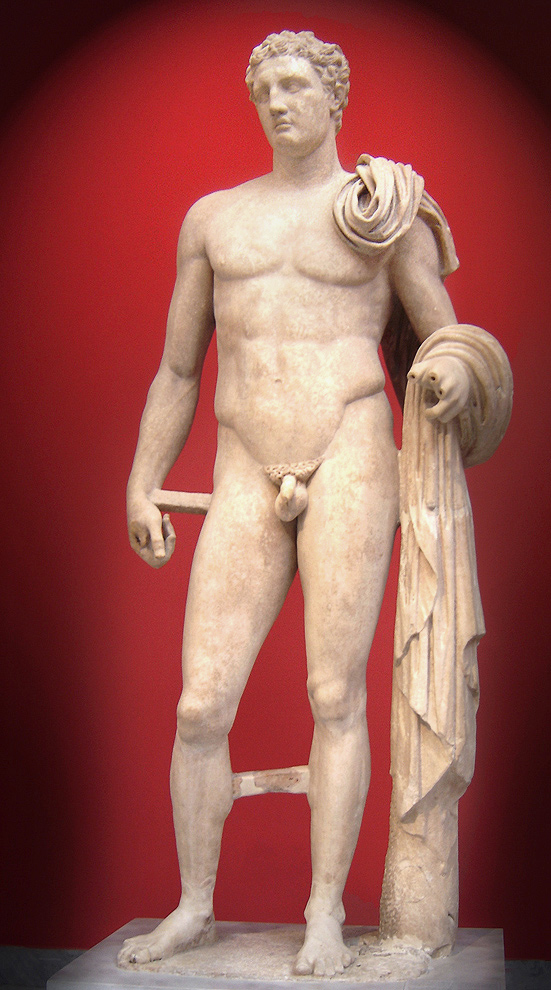
Hermès d'Atalante, copie romaine d'un original attribué à Lysippe. Musée national archéologique d'Athènes.

La notion de « classique » remonte à l'Antiquité romaine, et désigne dans le domaine littéraire puis plus largement artistique une œuvre ou un artiste qui sert de modèle, puis ce sens se prolonge et en vient à avoir une signification historique plus ou moins bien circonscrite dans le temps. Ainsi que le résument B. Holtzmann et A. Pasquier : « De manière très générale, on parle de civilisations ou d'études classiques à propos de la Grèce et de la Rome antiques en tant que sources et modèles de l'Occident. D'une manière plus précise, on qualifie de classique depuis le XIXe siècle la période historique qui voit l'apogée des cités grecques aux Ve et IVe siècles (490-338) ; l'art de cette époque est classique dans la mesure où il a servi ultérieurement de modèle. » Le terme « classique » est appliqué en Europe occidentale aux œuvres de l'Antiquité grecque à compter du XVIIIe siècle, notamment sous la plume de Johann Joachim Winckelmann (1717-1768) qui place l'imitation des Grecs comme le seul moyen d'atteindre la perfection artistique. Avec l'étude des textes et la progression de la connaissance sur l'histoire de l'art grec, l'Athènes du Ve siècle av. J.-C. en vient à devenir plus largement un âge classique par excellence. On ne prête qu'aux riches, et de fait dès l'Antiquité (dès le IVe siècle av. J.-C. voire un peu avant) la période qui va des Guerres médiques au déclenchement de la guerre du Péloponnèse à Athènes est vue comme une période brillante sur le plan artistique et intellectuel, parce qu'elle voit la réalisation des monuments et œuvres d'art de l'Acropole, la rédaction des pièces de théâtre les plus réputées de l'Antiquité, l'épanouissement de la philosophie, qui restent des modèles et plus largement un idéal, célébrés, copiés et imités encore à l'époque romaine.
Les études historiques se sont depuis éloignées de ces superlatifs, ont relativisé les visions idéalisées du « miracle grec », et sont allées au-delà de l'Athènes classique, qui est certes incontestablement le principal foyer intellectuel et artistique de la période, un de ses principaux acteurs politiques, mais ne doit pas faire laisser dans l'ombre les autres cités et entités politiques du monde grec de la période. Les historiens choisissent pour la plupart de conserver la dénomination de « classique » pour la période, même s'ils n'en reprennent plus la vision idéalisée, alors que certains préfèrent s'en abstenir tout en conservant l'idée d'une période à part.
Qui plus est, la meilleure prise en compte des périodes qui encadrent l'époque classique, à savoir l'époque archaïque (v. 776-500/480 av. J.-C.) et l'époque hellénistique (v. 336/323-31 av. J.-C.) a fait réévaluer leur importance et repenser la position de l'époque classique. Ainsi que le souligne P. Brun, la période classique « ne se comprend, malgré les côtés brillants que le hasard historique de la conservation des textes ou des monuments laisse entrevoir, qu'à l'intérieur d'un ensemble chronologique plus vaste. » Assez souvent, ce qui prend forme durant l'époque archaïque se stabilise durant l'époque classique, et ensuite il se répand considérablement au-delà du monde grec durant l'époque hellénistique.
Que reste-t-il donc pour garantir la cohérence de la période ? Sur le plan politique et militaire, l'époque classique apparaît comme un âge marqué par le polycentrisme, durant lequel les cités, et pas seulement Sparte et Athènes, jouent le rôle moteur. Il en résulte qu'un des traits caractéristiques de la période est « le contrôle des hommes libres sur les décisions qui les concernaient directement », par le biais des institutions civiques, quelle que soit la nature du gouvernement. Les principaux accomplissements culturels de la période, en premier lieu ceux du « siècle de Périclès », sont largement le produit de cette organisation politique caractéristique de la Grèce antique et du poids politique qu'elle a atteint à cette période, en premier lieu à Athènes, et certes les cités grecques survivent et se multiplient sous les monarchies hellénistiques et romaine, mais elles ont après 338 une position politique subordonnée. Par rapport aux deux périodes qui l'encadrent, l'époque classique est un moment d'arrêt (ou du moins de ralentissement) de l'expansion géographique de l'hellénisme et des cités, entre la colonisation archaïque et l'expansion asiatique hellénistique. C'est aussi un moment de définition de l'identité grecque face aux « Barbares », surtout durant la première partie de la période, avec les Guerres médiques, qui prépare les nouvelles affirmations de cette identité à l'époque hellénistique.

## Sources
Comme pour les autres périodes de l'histoire de la Grèce antique, les sources documentant l'époque classique reposent traditionnellement sur l'étude des sources littéraires antiques qui ont été préservées depuis l'Antiquité, et qui sont pour la plupart originaires d'Athènes. Cela concerne en premier lieu les écrits d'historiens antiques, à savoir avant tout ceux qui ont été contemporains des faits : Hérodote pour la période des Guerres médiques, Thucydide pour la majeure partie de la Guerre du Péloponnèse (jusqu'en 411), et Xénophon pour les années suivantes. D'autres auteurs d'écrits historiques plus tardifs tels que Diodore de Sicile et Plutarque fournissent aussi des informations sur la période, sans en être des témoins directs. Parmi les écrits antiques retrouvés par l'archéologie à l'ère moderne, les Helléniques d'Oxyrhynque (découverts sur papyrus en Égypte) fournissent également des informations sur l'histoire de la période,. Les écrits poétiques antiques documentent également la période, à savoir la poésie lyrique du début de la période (Pindare, Bacchylide) et les tragédies et comédies athéniennes. Les écrits des orateurs attiques (Isée, Isocrate, Démosthène, Lysias, etc.), surtout datés du IVe siècle av. J.-C., sont une autre source historique de première importance, de même que les discours de philosophie politique, là encore majoritairement écrits à Athènes, par exemple la Politique et la Constitution des Athéniens d'Aristote,.
Les écrits non-littéraires sont en premier lieu les inscriptions antiques (épigraphie) sur pierre, qui rapportent notamment des lois et décrets officiels, et également une grande quantité d'inscriptions privées (surtout religieuses ou funéraires),. Des inscriptions se trouvent aussi sur des poteries, en premier lieu les légendes expliquant les images peintes et signatures de potiers appliquées lors de leur fabrication, et aussi les écrits faits sur des fragments de poteries, ostraca, documentant notamment la vie politique athénienne (ostracisme).
L'étude des pièces de monnaie, la numismatique, constitue une autre discipline importante pour fournir des informations sur la période. Leurs légendes fournissent des informations sur la vie des entités politiques qui les ont émises.
Les sources non-écrites, issues des recherches archéologiques, sont également très importantes, et de plus en plus mobilisées par les historiens car elles servent souvent à documenter des sujets que les textes ne permettent pas d'approcher, ou du moins de les compléter, et en particulier d'avoir une vision de la période moins centrée sur Athènes. Les études des sanctuaires a permis de mieux comprendre les pratiques religieuses, par l'étude des offrandes, les fouilles de sépultures ont permis d'étendre les études sur la société, les croyances et pratiques religieuses, les analyses sur la diffusion des amphores et les fouilles sous-marines de bateaux échoués durant l'Antiquité sont un apport très appréciable pour comprendre les échanges commerciaux, les prospections au sol ont permis de documenter le peuplement humain et ses évolutions, plus largement l'analyse démographique, et aussi les structures agraires.

## Histoire politique et militaire de la Grèce classique

### Les guerres contre les Perses

La Grèce pendant les guerres médiques.

Quelle que soit la date choisie pour marquer le début de l'époque classique, la période de transition entre l'époque archaïque et celle-ci est marquée par une série d'affrontements entre des cités grecques et l'empire perse dirigé par la dynastie des Achéménides, la superpuissance dominant alors le Moyen-Orient. Ils culminent dans les deux conflits surnommés « guerres médiques » (les Grecs du début du Ve siècle av. J.-C. ne distinguant pas les Perses des Mèdes, un autre peuple iranien, voisin et vassal).
Le déclenchement de ces conflits remonte à la conquête par l'empire perse, sous Cyrus II, des cités grecques d'Asie Mineure en 547-540, consécutivement à la défaite de la Lydie par les Perses. L'Asie Mineure est alors intégrée dans une province, ou satrapie, dirigée depuis Sardes, l'ancienne capitale lydienne. Sous le roi Darius Ier, dans les dernières années du VIe siècle av. J.-C., les Perses étendent leur domination sur des îles égéennes (prise de Samos) et leurs troupes passent en Europe pour combattre les Scythes.
En 499 av. J.-C., les cités d'Ionie (en Anatolie occidentale) se révoltent contre la domination perse. Elles demandent l'appui des cités de Grèce, mais ne reçoivent que l'aide d'Athènes et d'Érétrie. Après des succès initiaux, les rebelles sont vaincus. Leur défaite à la bataille de Ladé en 494 scelle leur sort : les cités d'Asie Mineure et des îles voisines retournent aux Perses. Les cités ioniennes perdent alors le dynamisme qui en faisaient un des pôles de la civilisation grecque à l'époque archaïque, même si cette vision semble à relativiser : le régime perse consent une réduction des taxes et l'instauration de régimes politiques non tyranniques, ce qui lui assure la loyauté des Ioniens dans les années suivantes.
Darius décide ensuite de lancer une expédition punitive contre Athènes et Érétrie, qui devient en fait l'occasion d'obtenir la soumission d'autant de cités grecques que possible. Son général Mardonios prend en 490 la tête d'une flotte qui obtient la domination sur plusieurs îles, et la neutralité de la plupart des cités grecques, avant de ravager Érétrie, leur première cible désignée. Puis ils débarquent en Attique, où ils sont vaincus lors de la bataille de Marathon par les troupes athéniennes, seulement renforcées de celles de Platées (les troupes spartiates arrivant après la bataille en raison de la tenue d'une fête dans la cité qui leur imposait une trêve). Ayant vaincu quasiment seule, Athènes tire un grand prestige de cette victoire. Mais d'un autre côté elle ne représente sans doute qu'un échec minime pour les Perses, qui n'ont pas mobilisé une grosse troupe pour cette expédition et ont quand même obtenu la soumission de plusieurs cités.

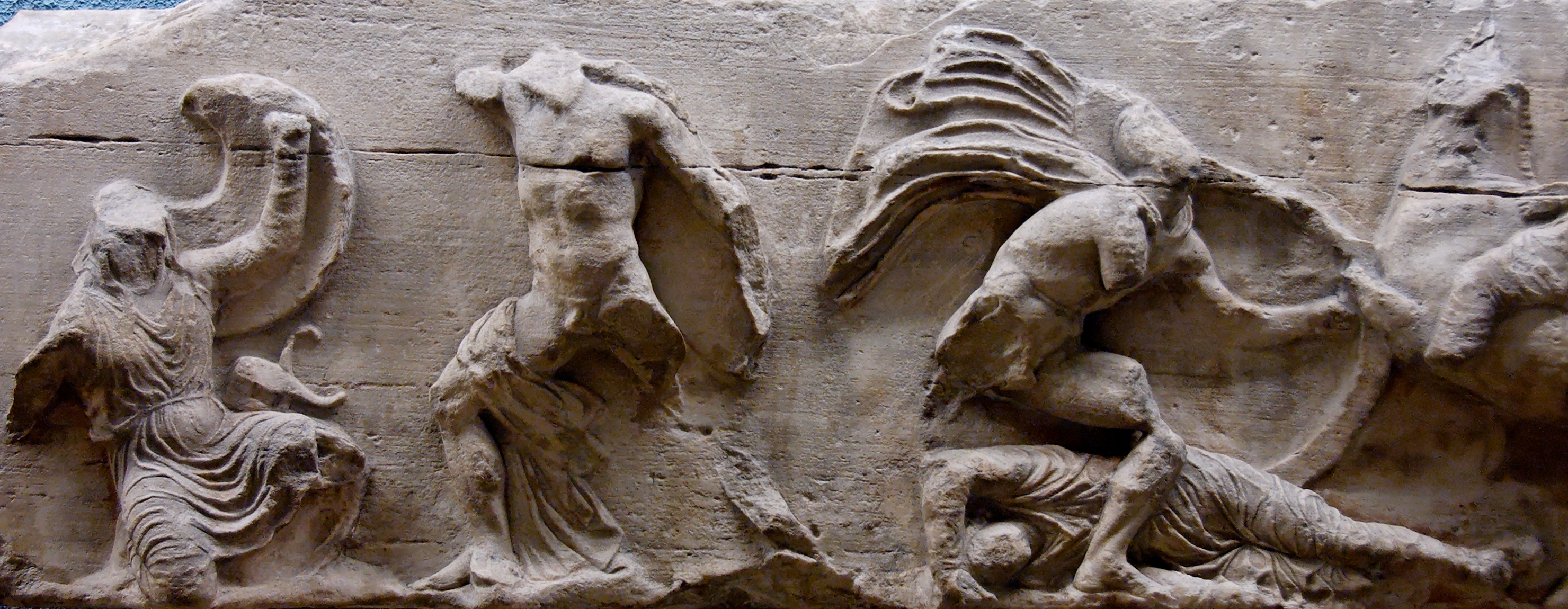
Fragment d'un relief de la frise sud du temple d'Athéna Niké d'Athènes représentant un combat entre Athéniens et Perses, v. 430-425, British Museum.

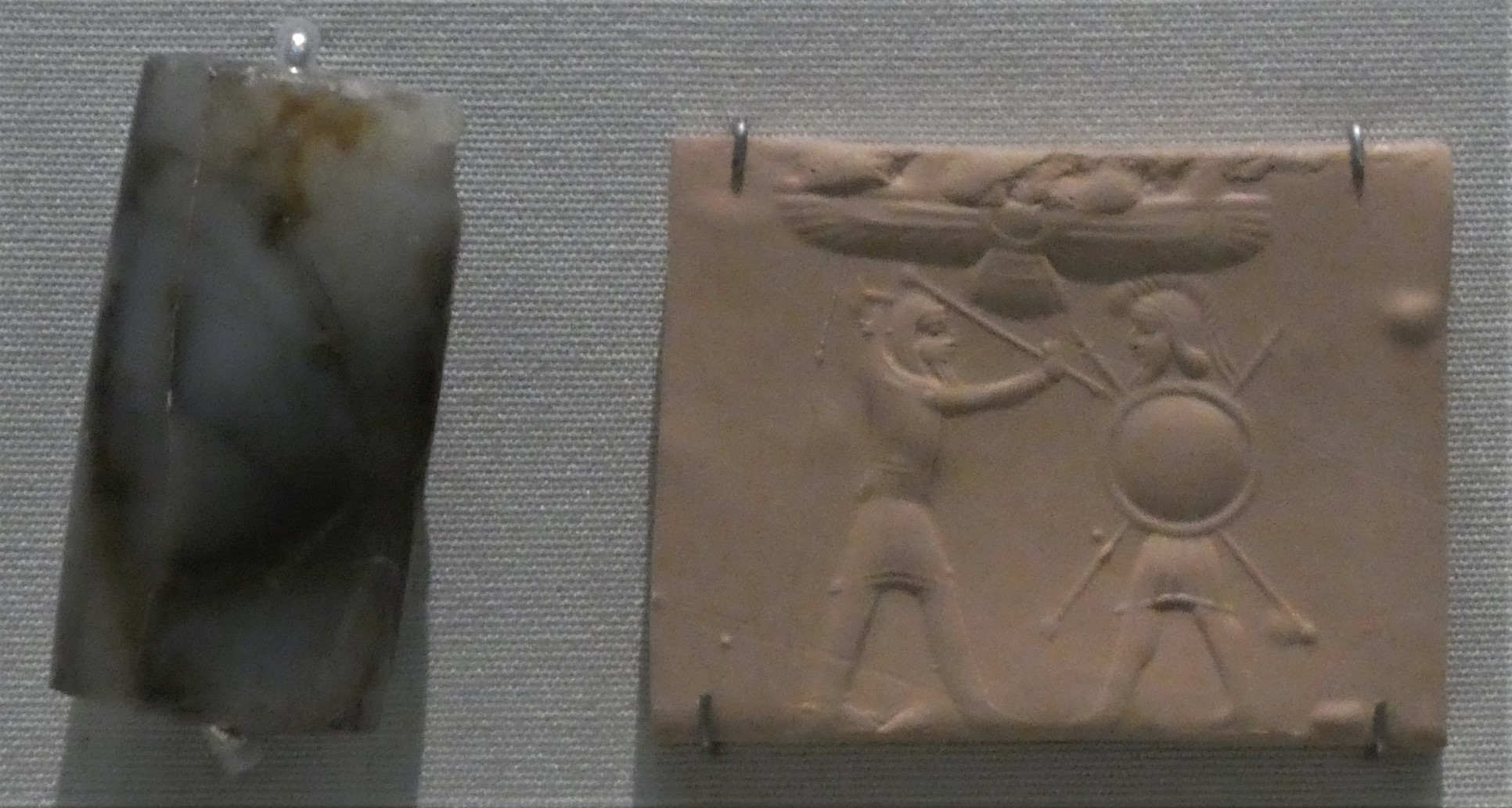
Sceau-cylindre perse avec impression moderne, représentant un soldat « mède » plantant une lance dans un soldat grec. British Museum.

Une décennie plus tard, la seconde guerre médique, déclenchée par le nouveau roi perse Xerxès en 480, est une autre affaire. Elle mobilise de nombreuses troupes, et à leur tête le roi perse se rend personnellement en Grèce. Athènes est une nouvelle fois un objectif, mais plus largement la soumission de la Grèce est attendue. L'armée perse pénètre par la terre et la mer, les troupes terrestres passant par le nord puis traversant la Thessalie. Elles ne rencontrent aucun obstacle sur leur passage jusqu'au défilé des Thermopyles, où elles défont une troupe spartiate qui défend le lieu jusqu'au bout (bataille des Thermopyles). La Béotie réserve majoritairement un accueil favorable ou du moins neutre aux Perses, qui se dirigent vers Athènes, qui a été abandonnée par ses habitants qui se sont réfugiés sur l'île de Salamine. La ville est saccagée mais la cité survit grâce à la fuite de ses citoyens. Elle dispose alors d'une flotte puissante, construite dans les années précédentes grâce aux revenus tirés des mines du Laurion, pour faire face à la menace que représentait sa voisine et rivale Égine (avec laquelle elle était en conflit quelques mois avant la bataille de Marathon). La bataille navale de Salamine voit les bateaux d'Athènes et ses alliés mettre en déroute la flotte perse. Xerxès se retire alors de Grèce, mais laisse une armée terrestre conséquente, stationnée en Thessalie. Elle est défaite l'année suivante à Platées en Béotie, par une coalition de cités grecques conduite par Sparte. La flotte grecque emmenée par Athènes remporte au même moment une difficile victoire contre ce qui reste de la flotte perse de l’Égée au cap Mycale au large de Samos, scellant définitivement la victoire de la coalition grecque et éloignant le menace perse pour longtemps.
Les vainqueurs buttent cependant sur un ensemble de désaccords qui fracturent leur alliance dès la victoire obtenue. Sparte propose l'évacuation des citoyens grecs de Ionie, et leur relocalisation en Grèce continentale sous leur protection, mais cette option est rejetée par les intéressés et Athènes. La proposition spartiate faite à Athènes de ne pas reconstruire ses murs et de se placer sous sa protection n'a pas plus de succès. La découverte de tractations entre le général spartiate Pausanias et le roi perse, qui conduisent à sa mise en retrait, scellent la fin des ambitions de la cité laconienne de se présenter comme la protectrice des Grecs libérés du joug perse. Athènes embrasse alors ce rôle, forte de sa suprématie maritime. Elle constitue pour cela en 477 une alliance englobant de nombreuses cités égéennes, la « ligue de Délos », dont elle prend le commandement.

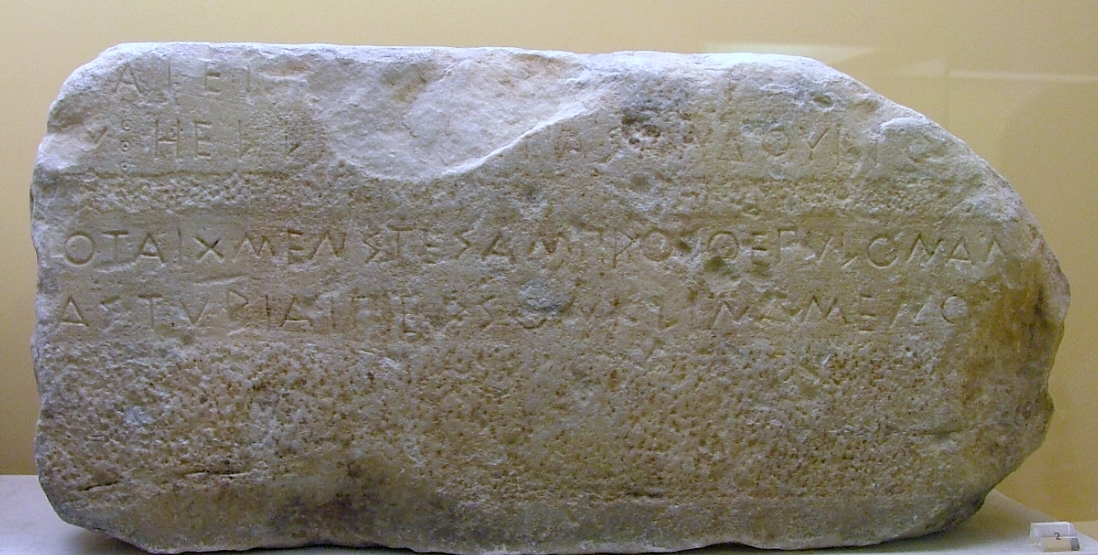
Fragment d'une base de monument avec une épigramme commémorant les victoires contre les Perses. Athènes, v. 490-480 av. J.-C. Musée de l'Agora antique d'Athènes.

Le triomphe lors des guerres médiques est un tournant majeur dans l'histoire grecque. Il a un impact sur la façon dont les Grecs se perçoivent eux-mêmes (en particulier la division entre vainqueurs, Athènes et Sparte en tête, et les « médisants », traitres, en premier lieu Thèbes), et leur identité et leurs attitudes face aux autres, les « Barbares », dont les Perses deviennent un des archétypes. La rhétorique anti-perse est souvent invoquée comme élément de l'unité grecque durant la période classique. Les victoires sont commémorées par des offrandes somptueuses aux sanctuaires panhelléniques, et célébrées en particulier à Athènes où elles deviennent un thème artistique, littéraire, et sont couramment évoquées dans les discours publics,. La confrontation à des royaumes et empires qui tentent de contrôler les cités (la Perse, et avant elle la Lydie) contribue aussi à l'émergence du concept de « liberté » (eleuteria) dans les années qui suivent la fin du conflit (il apparaît dans Les Perses d'Eschyle), contre la royauté autocratique dont les Perses sont l'archétype, et qui devient un mot d'ordre repris par la démocratie athénienne. Cette thématique de la résistance grecque à l'oppression perse a été reprise jusqu'à l'époque moderne, mais dans les faits elle n'a rien d'évident. Les Grecs ont certes conscience dès cette époque d'être unis par un ensemble de traits culturels communs, mais ils présentent un front désuni face à l'invasion perse, leurs querelles internes restant vivaces et expliquant en bonne partie le fait qu'Argos, Corcyre et Syracuse se tiennent à l'écart plutôt que s'allier avec leurs rivaux historiques. La victoire est avant tout celle d'Athènes et de Sparte et de ses alliés du Péloponnèse, dont la stratégie consiste surtout à se défendre eux-mêmes. L'attitude des « médisants » de Grèce centrale s'explique souvent par le réalisme, l'armée perse qui pénètre sur leurs territoires étant trop puissante pour eux alors que les cités dirigeant la coalition anti-perse, qui sont celles qui disposent des moyens militaires les plus conséquents, n'ont pas l'intention de venir à leur secours. D'un autre côté, l'impérialisme perse implique certes une domination politique, mais n'a pas forcément l'aspect despotique qu'on lui prête traditionnellement : comme le prouve leur attitude en Ionie, du moment que leur autorité est reconnue la domination des Perses n'est pas très pesante, n'implique pas d'assimilation culturelle, et s'accommode aussi bien des tyrannies que des régimes où les citoyens ont des droits égaux.

### Les États et leurs relations
Parmi les héritages des innovations politiques de la période précédente se trouve le fait que la Grèce est un pays où la forme d'organisation politique la plus courante est la « cité-État », ou cité tout court (polis). Chacune de ces très nombreuses communautés est susceptible d'avoir une vie politique animée, et d'expérimenter des régimes politiques divers et évolutifs, parfois opposés. C'est une des caractéristiques essentielles de la civilisation grecque antique, qui explique sans doute en bonne partie ses accomplissements dans le domaine culturel. Mais il ne s'agit pas de la seule forme d'organisation politique, notamment parce que les différentes modalités que prend la coopération entre entités politiques rendent la situation particulièrement complexe.

#### La cité et l’ethnos
L'histoire politique de la Grèce classique est dominée par l'antagonisme entre Sparte et Athènes, qui sont incontestablement les deux cités les plus puissantes et influentes de la période. Mais cela ne doit pas masquer la diversité politique de la Grèce. Ce pays est parsemé depuis l'époque archaïque d'une myriade de cités d'une importance plus ou moins grande, surtout localisées dans le centre et le sud de la Grèce continentale et les îles et le littoral égéens. Se trouvent aussi un type d'entité relevant d'une autre forme d'organisation politique, bien moins documentée, l’ethnos, plus présent dans les régions moins urbanisées, notamment l'ouest et au nord.

##### La cité (polis)
Le processus de constitution de cités, entamé à l'époque archaïque, se poursuit durant l'époque classique, toutes les régions de Grèce n'ayant pas le même degré d'intégration politique et le pays étant loin d'être entièrement couvert de cités. Les territoires dominés par les cités varient grandement de l'une à l'autre, Sparte et Athènes étant des exceptions par leur étendue. La population qui y vit est dirigée politiquement par un groupe d'hommes adultes qui ont le statut de citoyens (politai), auquel ils accèdent suivant des conditions diverses, déterminées par des lois formant une constitution (politeia). Ces lois leur offrent aussi accès aux magistratures suivant des modalités là encore très variables, tous les citoyens n'ayant pas les mêmes capacités politiques (notamment au regard de leur âge). C'est suivant ces critères que sont distingués les deux principaux régimes politiques : les oligarchies où le processus de décision est contrôlé par une élite ; les démocraties qui intègrent la plupart des hommes adultes des familles originaires de la cité, dont Athènes représente l'aspect le plus « radical ». La majeure partie des régimes semble avoir un profil « modéré », avec une large base citoyenne. Les non-citoyens, la majorité de la population, qui n'ont pas accès au processus de décision politique sont donc les femmes et enfants des citoyens, les hommes libres non-citoyens et leur famille, groupe qui comprend des natifs de la cité et des étrangers, et enfin les populations de statut servile,,.
Les citoyens se répartissent la direction des affaires de la cité au sein d'institutions qui ont des prérogatives diverses suivant la cité, mais qui se retrouvent d'une cité à l'autre, quel que soit son système politique : 
- une assemblée de citoyens qui intervient généralement en dernier lieu dans la prise de décision (sur les lois, la guerre, et toute décision de premier ordre, notamment judiciaire) ;
- un conseil plus restreint préparant les lois (probouleusis ; cette institution est peut-être absente des cités où le corps de citoyens est très restreint) ;
- un conseil des Anciens, qui peut avoir des fonctions législatives et judiciaires ;
- des magistrats civils et militaires (les deux étant souvent confondus), généralement désignés pour un an, qui se chargent de la gestion de la cité, et de la conduite de ses armées ; Sparte est la seule cité connue à avoir conservé des rois, avec une fonction qui n'est pas à proprement parler monarchique, alors que la tyrannie, courante à l'époque archaïque, a quasiment disparu dans la Grèce classique où le terme a pris une connotation négative (à la différence de ce qui se passe à la même époque en Grande Grèce)[39],[40].

Divers cadres sociaux assurent la liaison entre le niveau de la cité et celui du foyer familial (oikos) : la tribu (phylè), la phratrie, le dème, le village (kômè), ou d'autres, selon la cité.
Les cités sont traversées par des tensions et conflits internes (stasis), reposant en bonne partie sur des rivalités entre catégories sociales. Elles rejoignent souvent des oppositions plus politiques, en particulier celle entre démocratie et oligarchie, qui structure de nombreuses guerres civiles durant l'époque classique, et pas seulement à Athènes, puisqu'elle devient de plus en plus marquée pendant la guerre du Péloponnèse.

##### L’ethnos
Les cités n'ont pas le monopole du territoire grec, loin de là, puisqu'elle coexistent et s'entremêlent avec une autre forme d'organisation politique aux contours flous, présentant des profils très variés, que les textes antiques désignent par le terme ethnos (pl. ethnè). Mais les éléments qui s'y trouvent ne permettent pas aux historiens d'en donner une délimitation aussi précise que celle qu'ils peuvent donner de la cité, et le terme peut prendre bien d'autres sens.
En général, un ethnos est un peuple ayant une culture et des traditions communes, occupant un territoire donné, comme les Béotiens, les Achéens, les Étoliens, etc. Ces ethnè occupent la plus grosse portion de la Grèce, notamment au nord et à l'ouest, dans les régions moins urbanisées et moins intégrées politiquement que celles du monde des cités du sud et de l'est. C'est donc un monde de villages (komai), généralement très peu urbanisé ou s'ouvrant à l'urbanisation, où le pastoralisme est important. Mais dans plusieurs cas on y trouve des villes, et même des cités, notamment parce que certaines des subdivisions d'un ethnos ont pu connaître un processus d'urbanisation et de poliadisation, sans forcément en sortir (c'est en particulier le cas de la Béotie et de la Thessalie). Il n'y a donc pas de coupure nette entre un monde des cités d'un côté et un monde des ethnè de l'autre, qui seraient juxtaposés, et on ne peut pas non plus voir les ethnè comme des entités situées à un stade de développement plus « primitif » que les cités, ou du moins pas systématiquement. On a pu proposer qu'il s'agisse plutôt de deux niveaux d'organisation, quoique cette approche ne fonctionne pas dans toutes les situations, ou encore de deux catégories complètement différentes. De plus un ethnos peut être dispersé à la suite de diasporas, comme les Locriens. La dispersion concerne aussi les ethnè des Ioniens et Doriens, qui se revendiquent une origine commune mais occupent dès l'époque archaïque des territoires éloignés les uns des autres, où ils sont avant tout organisés en cités, tout en préservant des traditions communes et souvent des liens politiques qui renvoient à leur appartenance au même ethnos. Les ethnè les mieux consolidés sont organisés en circonscriptions, et développent leurs propres institutions collectives, qui sont la réplique de celles des cités, souvent moins bien structurées, siégeant plus ou moins régulièrement : une assemblée, un conseil, des tribunaux et des magistrats ayant en général une fonction militaire, car ces entités ont avant tout pour rôle de constituer une armée commune. Certains frappent des monnaies. Les sanctuaires et fêtes communs (par exemple à Thermon en Étolie, Dodone en Épire, Dion en Macédoine) jouent également un rôle structurant, là encore comme dans les cités. Certains ont des rois, comme les Molosses d'Épire, et les Macédoniens. Avec le temps, certains ethnè deviennent des sortes de fédérations (ou « confédérations », « ligues », dans la terminologie des historiens) se dotant d'institutions communes fortes siégeant régulièrement, avec une sorte de capitale. Cette forme d'organisation s'affirme surtout à partir du IVe siècle av. J.-C. et connaît son heure de gloire durant l'époque hellénistique (Étolie, Achaïe). Les entités en question peuvent également être désignées par le terme koinon, qui qualifie plus généralement une association de personnes, dans ce cas des entités politiques (le terme est alors interchangeable avec ethnos). Elles se distinguent des alliances militaires faites sous l'hégémonie d'une grande puissance (la ligue de Délos, la ligue du Péloponnèse, la dernière ligue béotienne). D'autres ethnè en revanche sont affaiblies par les rivalités internes et notamment la constitution de cités en leur sein, qui sont tentées par l'indépendance, ce qui explique le déclin ou la mise en sommeil de leurs institutions (comme en Béotie et en Thessalie). La Macédoine enfin, présente un autre profil, évoluant vers la monarchie territoriale,,,.

##### Des réalités plurielles
La difficulté rencontrée pour définir ces deux types d'entités et les limites entre elles renvoie au fait qu'en pratique la situation est difficilement réductible à une opposition binaire, notamment en raison de l'existence de nombreuses manières de tisser des liens entre les communautés (voir plus bas). Ainsi, selon R. Osborne : « L'éventail des arrangements politiques dans le monde grec classique défie des divisions aussi simples que celle entre poleis et ethnè. De nombreuses communautés politiques qui étaient effectivement indépendantes ont quand même fait le choix de collaborer de diverses manières (militaires, religieuses) avec d'autres qu'elles considéraient comme apparentées à elles par les origines. Elles pouvaient le faire au sein d'une ligue politique ou sous le couvert de leurs liens « ethniques ». La gamme plus ou moins complète des relations entre les unités politiques, de l'indépendance totale jusqu'à l'asservissement total d'une communauté par une autre, se retrouve dans la Grèce classique. De même, certaines unités politiques se sont efforcées d'intégrer les communautés rurales dans la structure politique, tandis que d'autres ont ignoré la campagne et ses habitants. »

#### Les rapports entre États
Dans le domaine des relations entre États, la période classique se caractérise en Grèce par le fait que les cités-États jouent le rôle moteur, après s'être constituées et consolidées durant l'époque archaïque. Dès cette dernière sont apparues les premières grandes coalitions entre cités, pouvant entraîner un grand nombre d'entre elles dans un conflit qui au départ n'implique que deux cités voisines autour d'enjeux locaux. Durant l'époque classique s'affirme la conscience d'une histoire politique commune au monde grec, avec des alliances de plus en plus importantes.

##### Les alliances
En principe, tous les États ont pour idéaux la liberté, eleutheria, et l'autonomie, autonomia, notions qui recouvrent leur capacité à gérer eux-mêmes leurs affaires extérieures et intérieures, sans interférence d'une autre autorité. Ces notions deviennent un slogan politique important au sortir des guerres médiques, durant lesquelles la liberté des cités grecques a été vue comme un mot d'ordre fédérateur, contre la volonté dominatrice perse, avant d'être repris dans les années suivantes par Athènes. L'idéal d'autonomie rejoint aussi celui de paix (eirene). En pratique, cela entre en conflit avec les ambitions hégémoniques (hegemonia, arche) de certaines cités qui tentent, et parviennent souvent, à contrôler la politique extérieure voire intérieure d'autres cités. Cela concerne en premier lieu Athènes (devenue une « cité tyrannique » envers les autres cités, selon les termes de Thucydide) et Sparte, sans pour autant qu'aucune d'entre elles ne parvienne à asseoir durablement une domination sur le reste des cités grecques.
Les relations entre cités passent par différentes pratiques et institutions. Les regroupements religieux en place depuis l'époque archaïque, comme amphictyonie delphique, jouent le rôle d'instance de discussion diplomatique. Les regroupements aux aspects fédéraux (appelés ethnos ou koinon) qui se consolident durant l'époque classique prennent en charge la défense militaire et la diplomatique des entités qui en font partie. Sinon, les États grecs concluent entre eux des alliances, symmachia, de durée limitée ou indéfinie. D'autres éléments sont susceptibles de jouer un rôle dans les rapports entre cités : l'origine ethnique (notamment l'opposition entre Doriens et Ioniens qui est souvent instrumentalisée dans la rivalité entre Sparte et Athènes) et aussi la nature des régimes politiques (la lutte de Sparte contre les tyrannies, celle d'Athènes contre les oligarchies).
La principale puissance militaire de la Grèce au sortir de l'époque archaïque est Sparte, forte de son armée terrestre sans égale, et de ses extensions territoriales dans le Péloponnèse, qui ont néanmoins été interrompues après ses échecs en Arcadie et l'opposition posée par Argos. Elle est cependant la cité la plus influente du Péloponnèse, où elle dispose de nombreuses alliées, telles que Tégée, Sicyone et surtout Corinthe. Le regroupement de Sparte et de ses alliés à l'époque classique est désigné par les historiens modernes comme la « ligue du Péloponnèse ». Elle repose sur des alliances solides, mais ne constitue pas un regroupement de défense commune, encore moins un instrument d'hégémonie spartiate, car la cité laconienne dépend du bon vouloir de ses alliés (notamment Corinthe, forte de sa puissance maritime), même si elle sert ses ambitions vers le reste du monde grec, qui s'affirment à la fin du VIe siècle av. J.-C.. Athènes a refusé à cette période de s'aligner sur Sparte, après que celle-ci y ait appuyé le renversement de la tyrannie, ce qui crée une première rupture. Elle conduit une politique extérieure plus dynamique à partir de la fin du VIe siècle av. J.-C., visible notamment dans l'Égée.
Au sortir de la seconde guerre médique, Athènes constitue son propre regroupement d'alliés, que les historiens désignent comme la « ligue de Délos », car il est au départ centré sur le sanctuaire de cette île. Il devient rapidement un instrument de ses ambitions hégémoniques, souvent caractérisées dans la littérature moderne comme un « empire » ou un « impérialisme ». De fait, cette alliance exige plus de ses membres que celle de Sparte : ils versent une contribution financière qualifiée de « tribut » (phoros), dont Athènes entend disposer comme elle le souhaite, quitte à le détourner pour financer sa propre armée voire ses travaux somptuaires sur l'Acropole ; plusieurs d'entre eux se voient imposer des colonies d'Athéniens (clérouquies), surtout après des révoltes, ou des arrangements juridiques qui leur font en pratique perdre leur autonomie politique et juridique,.

##### La guerre
La guerre est donc très courante dans le monde grec des cités. Cela est particulièrement marqué durant l'époque classique, pour laquelle les années sans conflits sont minoritaires, bien que cela soit à relativiser par l'aspect local et saisonnier de la plupart des guerres. La base des armées des cités sont les corps de fantassins, appuyés sur les hoplites, qui doivent leur nom à leur bouclier rond (hoplon). Leur arme principale est la lance (ils disposent aussi d'une épée courte), ils combattent en formation serrée, la phalange, sur des terrains ouverts. Mais les armées de l'époque classique se diversifient : elles font appel à des troupes légères, les peltastes, armés d'un petit bouclier, d'un javelot et d'une épée, recrutés notamment par le mercenariat, des Thraces, Étoliens et Acarnaniens, dont l'efficacité est redoutable durant plusieurs affrontements de la guerre du Péloponnèse. Les archers sont également courants dans les armées de l'époque classique, et la cavalerie se développe.
Les flottes reposent avant tout sur la trière, qui doit son nom à ses trois rangées de rameurs, mais on trouve aussi un modèle plus imposant, le pentécontère. Les combats navals se font soit par le biais des hoplites embarqués sur les navires, ou bien par des manœuvres des rameurs visant à éperonner les navires ennemis (l'affrontement pratiqué par la flotte de la démocratie athénienne).
Les armées de citoyens sont avant tout constituées dans un but défensif. Les centres urbains des cités sont souvent protégés par une muraille, et des forteresses sont également érigées en des points stratégiques. Les guerres offensives sont moins courantes, et elles ont rarement pour but d'annexer un territoire ennemi, notamment pour éviter d'avoir à se poser la question de l'intégration de ses citoyens dans le corps politique. Le but d'une guerre offensive de l'époque classique est donc l'hégémonie d'une cité sur l'autre. Dans le cas des grandes puissances (Athènes, Sparte), cette ambition les conduit alors à des expéditions de plus en plus lointaines, ces objectifs offensifs changeant le rapport des citoyens à leur armée et à leur cité, d'autant plus qu'ils se traduisent par le recours de plus en plus courant à des mercenaires. D'une manière générale, l'époque classique est marquée par une escalade de la violence, en particulier durant la guerre du Péloponnèse : les affrontements se font plus âpres, les populations non-combattantes des cités vaincues peuvent être asservies voire massacrées (ce second point faisant alors l'objet de réprobation), ce qui s'ajoute aux pratiques habituelles de pillage,.

##### Une conscience commune?
La récurrence des conflits et leur aspect plus extrême explique sans doute pourquoi l'idéal de paix est de plus en plus vanté au cours de la période (qui voit aussi l'essor du culte de la Paix divinisée, Eiréné), et pourquoi les trêves qui impliquent les grandes coalitions portent sur des durées de plus en plus longues, jusqu'à l'apparition des « paix communes » du IVe siècle av. J.-C., qui n'ont aucune limite de durée et auxquelles toute cité qui le souhaite peut s'intégrer.
C'est donc un contexte de fragmentation politique, où la cité est une référence primordiale, fait de conflits récurrents et de tentatives hégémoniques plus ou moins marquées mais qui ne débouchent jamais sur une domination durable. L'intégration politique du monde grec et son unification sont un horizon impossible. La conscience d'une histoire proprement grecque n'apparaît que chez certains auteurs du IVe siècle av. J.-C. (Xénophon, Théopompe), et l'idéal de panhellénisme, qui met en avant ce qui unit les Grecs, est surtout tourné contre les Perses, archétypes des « Barbares ». Mais l'importance de ces discours ne doit pas être surévaluée, car l'opposition Grecs/Barbares rencontre de nombreuses limites. Si l'idée d'avoir des relations diplomatiques avec les Perses semble généralement exclue dans les décennies suivant la seconde guerre médiques, elle devient de plus en plus acceptable par la suite.

### La diversité politique de la Grèce duVesiècleav. J.-C.
Au sortir des guerres médiques, la Grèce est dominée par deux puissances militaires, Athènes et Sparte, qui sont également les cités qui ont le plus vaste territoire, et se singularisent par leurs régimes politiques, fruits d'une histoire complexe qui remonte à l'époque archaïque. Au-delà de ces deux cas très étudiés, d'autres cités joue un rôle politique important sur la période (Corinthe, Argos, Thèbes), ainsi que certains ethnè ou ligues (Béotie, Thessalie, Épire, Macédoine), et de ce fait de la documentation permet d'approcher leur organisation politique. Néanmoins la majorité des cités et ethnè de l'époque classique sont moins bien connus faute de sources.

#### Athènes et la démocratie

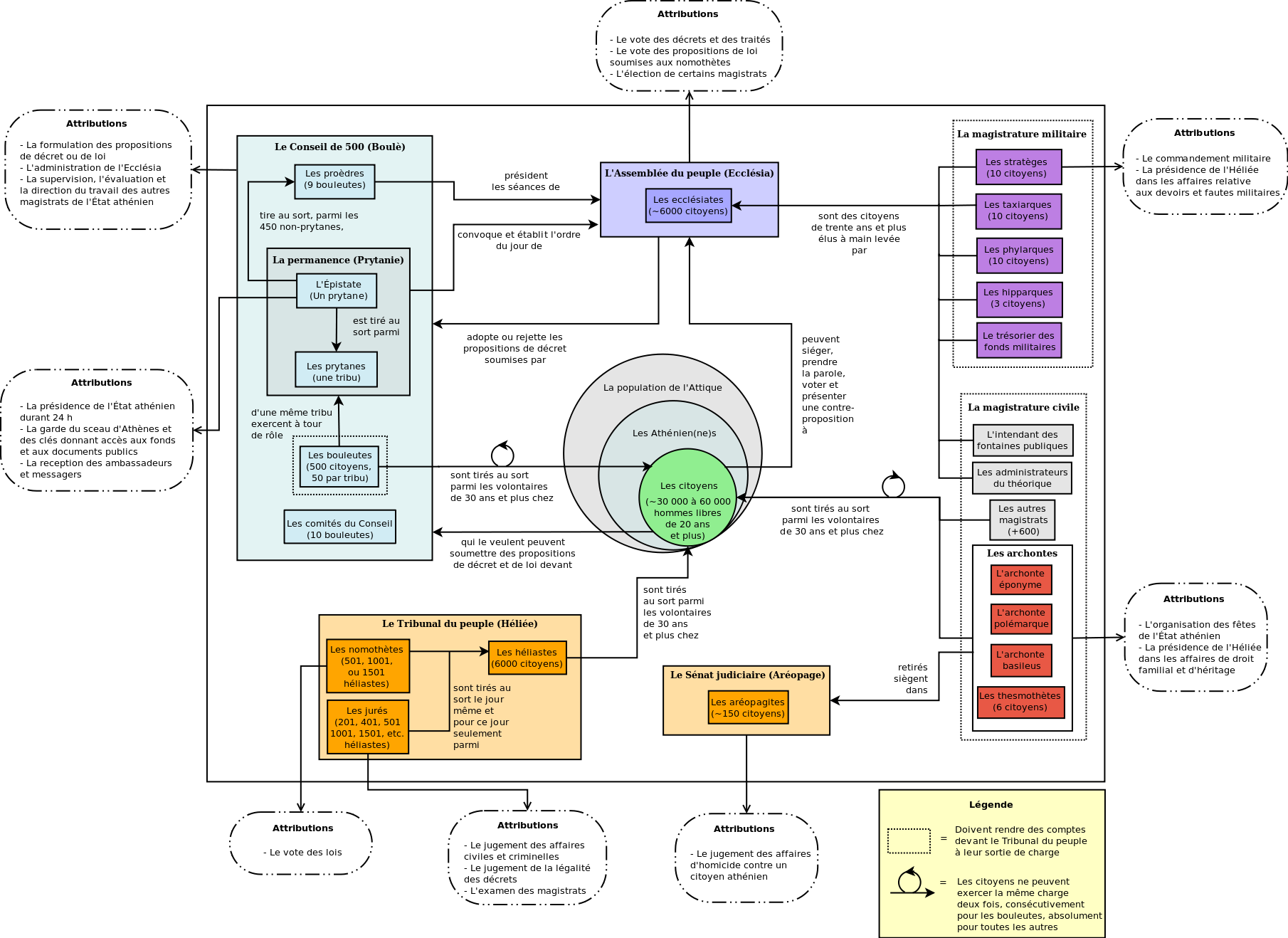
Schéma de la répartition des pouvoirs politiques dans l'Athènes démocratique au

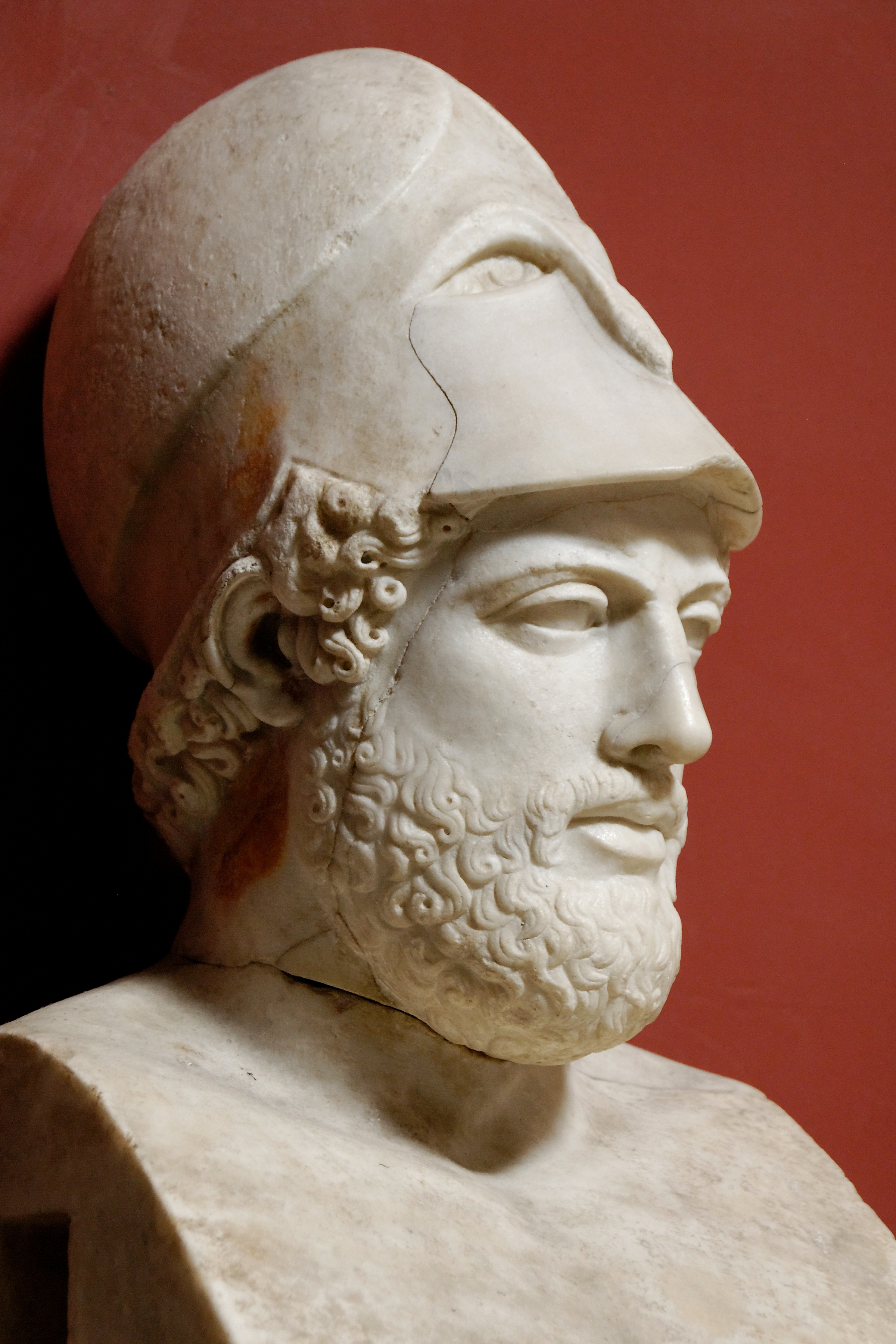
Périclès, copie du buste de Crésilas (v. 430 av. J.-C.), musée Pio-Clementino

Athènes, située en Attique, contrôle un territoire très étendu et dispose de terres fertiles et de mines de plomb (dans le Laurion) ; elle joue également un rôle maritime majeur, reposant sur son port, Le Pirée. Au VIIe siècle av. J.-C., la cité n'est pas soumise à la tyrannie malgré la tentative de Cylon (v. 630). Les réformes attribuées à Solon (v. 594) aboutissent à l'abolition de l'esclavage pour dette des citoyens et à la création d'un conseil politique et législatif de 400 membres, la Boulè, auquel on accède en fonction de ses revenus et non de sa naissance, ce qui est vu comme une mesure anti-aristocratique. Il crée aussi le dikastèrion, sorte de « tribunal du peuple » chargé de s'assurer du respect des lois. Ce système n'empêche pas Athènes de passer durant la seconde moitié du VIe siècle av. J.-C. sous la domination d'une dynastie de tyrans, les Pisistratides, qui entreprennent d'importantes constructions et la constitution d'une flotte de guerre importante. Hippias, fils de Pisistrate, est finalement chassé en 510, avec l'appui de troupes spartiates. Alors que ces derniers entendent soutenir la création d'un régime oligarchique promu par Isagoras, c'est un autre système qui s'impose, avec des lois instaurant le régime démocratique votées sous l'égide de Clisthène, pensées pour donner le pouvoir au « peuple », le démos.

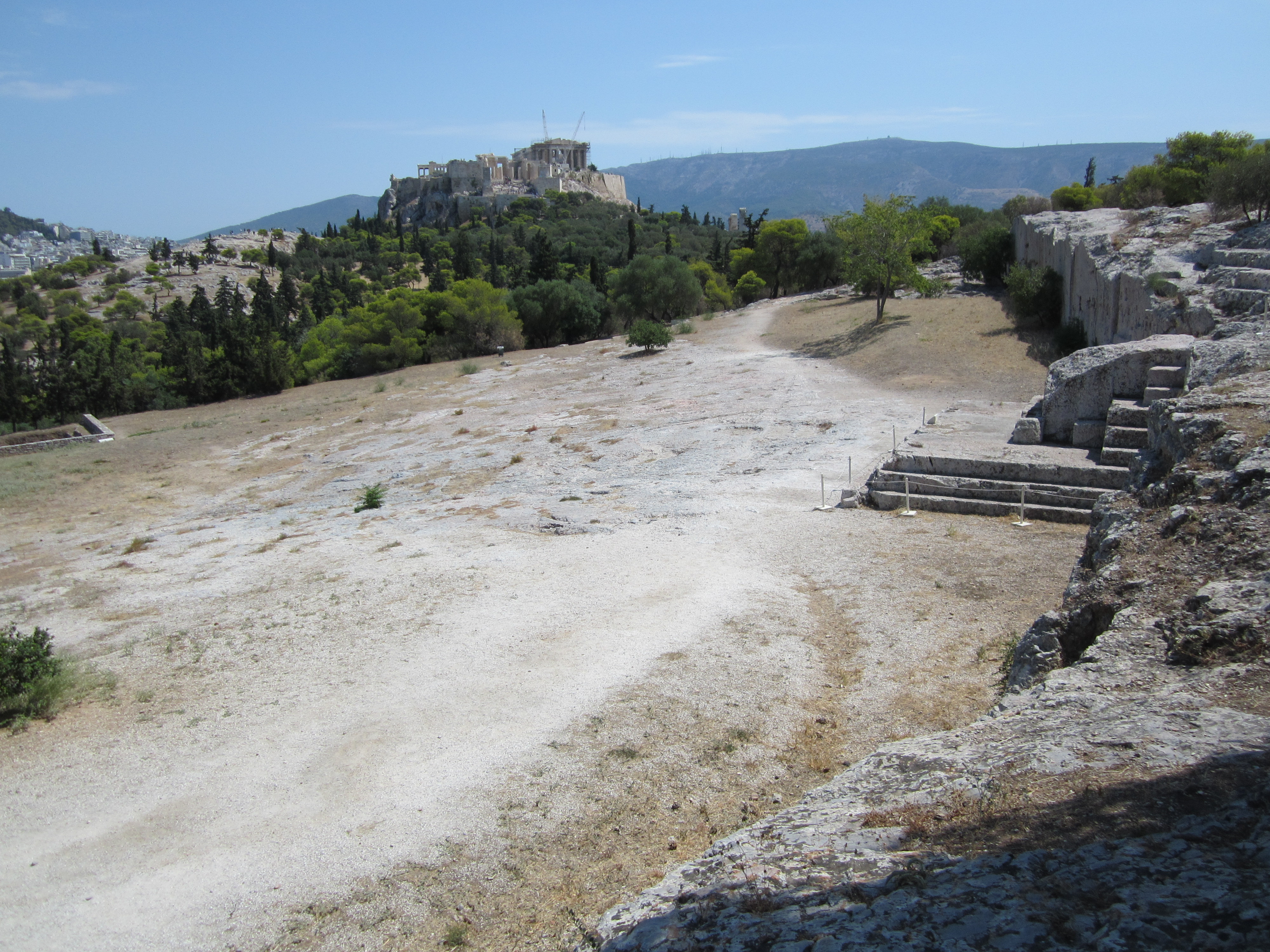
La Pnyx, lieu de l'assemblée des citoyens à l'époque classique, avec en arrière-plan la colline de l'aréopage et l'acropole.

Marquées par le principe de l'isonomie, l'égalité politique et juridique de tous les citoyens, les réformes clisthéniennes réorganisent ceux-ci en un ensemble d'institutions destinées à se contrebalancer. Elles prévoient l'accès à la Boulè par tirage au sort. Cette institution prépare les lois, qui sont ensuite votées par l'assemblée des citoyens, l’Ecclésia. L'aréopage, tribunal constitué d'anciens magistrats (archontes), jugé comme trop aristocratique, voit ses pouvoirs limités au domaine juridique en 461. Les magistrats sont soumis à une surveillance constante du corps civique. Les citoyens servent dans l'armée, notamment sa puissante flotte financée par les ressources des mines du Laurion, dont les équipages se recrutent parmi les catégories les moins riches de citoyens, les thètes, qui sont les plus fervents soutiens de la démocratie. S'est donc constitué au milieu du Ve siècle av. J.-C. un système démocratique qui survit jusqu'à la fin du IVe siècle av. J.-C. (et à vrai dire son fonctionnement est convenablement documenté uniquement pour quelques décennies du IVe siècle av. J.-C.), qui assure aux citoyens une capacité à participer à la vie politique, une vie civique très vivante, reposant sur le débat public, la réflexion politique. Cela s'accompagne comme ailleurs de l'exclusion des femmes de la prise de décision politique, et du développement d'un esclavage de masse qui soutient largement le développement économique de la cité. La vie politique reste dominée par les élites, notamment les membres des grandes familles comme les Alcméonides (Clisthène, Périclès et Alcibiade), malgré la mise en place à l'instigation de Périclès d'une compensation monétaire (misthos) pour faciliter la participation des plus pauvres à la vie politique. La dénonciation des « démagogues » qui cherchent à s'attirer des votes en trompant le peuple sur leurs intentions (du moins du point de vue de leurs rivaux) est courante. L'opposition anti-démocratique reste vivace chez les aristocrates (comme Platon), mais elle est peu audible tant que la démocratie remporte des succès. Les étrangers résidents (les métèques) disposent d'un statut certes inférieur à celui des citoyens (ils payent un impôt mais sont exclus de la vie politique) mais peuvent profiter de la riche économie athénienne pour développer leur fortune, ce qui explique que la cité accueille de nombreuses personnes venues de tout le monde grec voire d'au-delà. Conjugué à la forte présence d'esclaves non-Grecs, cela contribue à constituer une société cosmopolite,,.

#### Sparte et son organisation politique

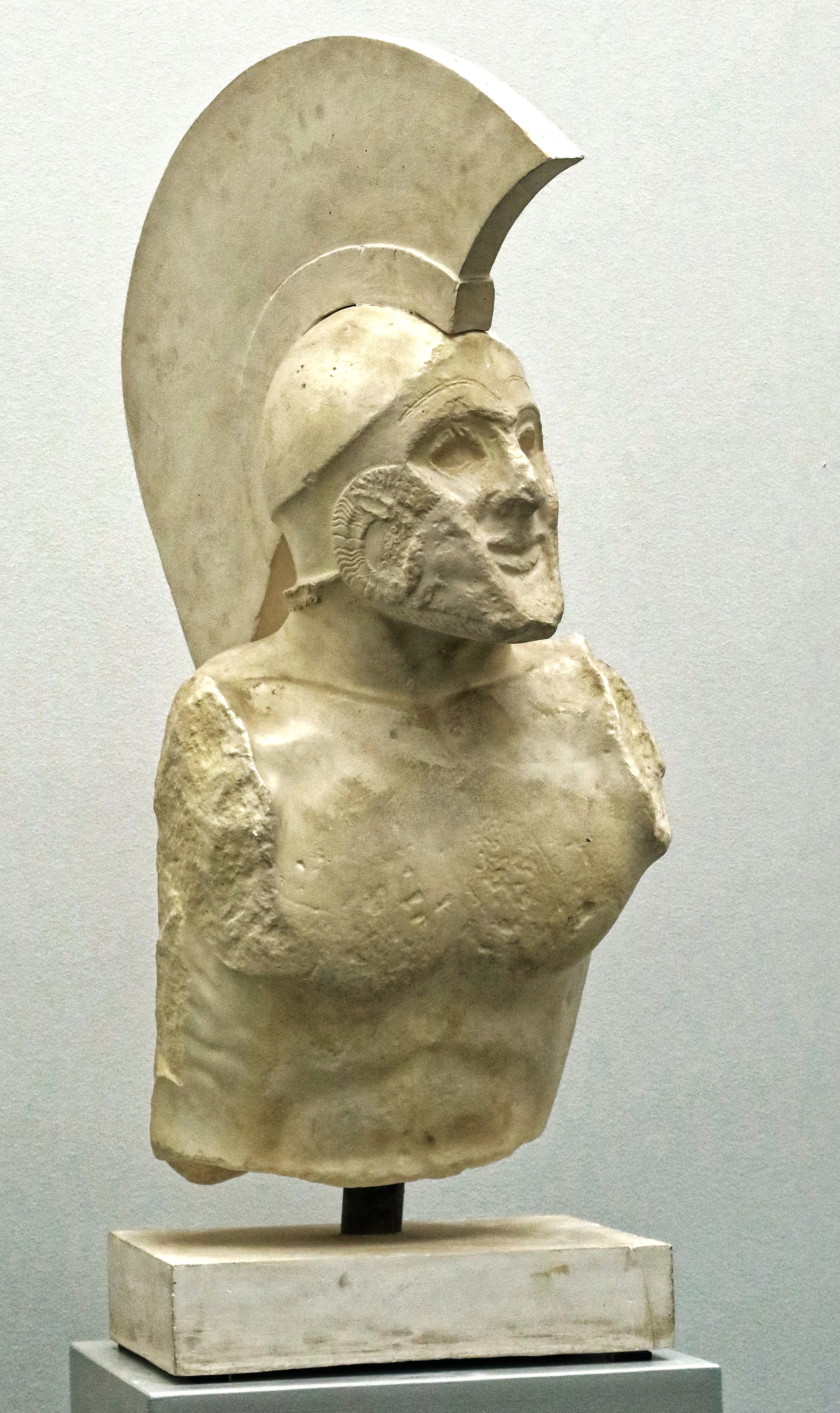
Statue fragmentaire d'un hoplite, dit « Léonidas », provenant de Sparte. Musée archéologique de Sparte.

Sparte (ou Lacédémone) en Laconie propose un tout autre modèle, qui échappe aux classifications par son caractère mixte, qui déroutait déjà les observateurs dans l'Antiquité. Elle est essentiellement connue par des sources extérieures, avant tout les écrits d'Athéniens (en premier lieu Xénophon), la cité laconienne ne manquant pas d'admirateurs chez sa plus grande rivale. Durant l'époque archaïque, Sparte avait annexé la Messénie voisine et disposait du plus vaste territoire dominé par une cité de Grèce. Ses habitants avaient été réduits à un statut servile, les Hilotes. D'autres habitants de Laconie et de Messénie, et également ceux de l'île de Cythère, soumis aux Spartiates, les Périèques, restent libres mais ont un statut subordonné. Ils ont leurs propres cités qui gèrent leurs affaires locales, mais pas leur politique extérieure est décidée par Sparte, qui leur impose une participation militaire à ses conflits. Ces groupes font l'objet d'un contrôle strict par la cité spartiate, afin d'assurer leur soumission, ce qui se traduit par des exactions régulières envers les Hilotes et aussi une vigilance constante pour s'assurer que les cités de Messénie ne reconstituent pas des États autonomes. Les citoyens spartiates, les Homoioi (les « Semblables »), disposent de l'autorité politique dans la cité dès une haute époque. Les réformes fondatrices attribuées à Lycurgue sont difficiles à resituer dans le temps, peut-être au VIIe siècle av. J.-C., et le système ancien avait peut-être des accents démocratiques. La citoyenneté spartiate est fermée, ce qui explique une tendance sur le long terme de diminution du nombre de citoyens. La cité a une assemblée de citoyens qui vote (sans doute par acclamation) les décisions importantes (lois, guerre et paix) et désigne une partie des magistrats. Le gouvernement est assuré par plusieurs institutions : un collège de cinq magistrats, les éphores, élus pour un an, qui ont une fonction de surveillance et de police, préparent les assemblées et les lois, ainsi que les campagnes militaires ; deux rois issus de deux dynasties distinctes, les Agiades et les Eurypontides, se succédant de père en fils, sont chargés de diriger l'armée en plus de fonctions dans le culte ; un conseil des anciens (plus de 60 ans), la gérousie, disposant de 28 membres élus à vie, qui semble avoir un rôle judiciaire et également intervenir dans la préparation des lois. Les Spartiates accordent une grande importance aux rites et à la divination, et en principe ils ne partent pas au combat pendant leurs principales fêtes et sans augures favorables. Se met aussi en place (on ne sait ni quand ni comment) l’agôgê, la fameuse éducation spartiate, organisant sous le contrôle strict de l’État la formation morale et militaire des futurs citoyens, soudés par l'entraînement et les repas en commun, et amenés à former le cœur de la redoutable armée spartiate qui l'a rendue célèbre et constitue la base de sa puissance. Sparte se singularise aussi parmi les principales cités par le fait qu'elle n'a donné naissance qu'à une colonie (Tarente) et qu'elle accorde plus de libertés aux citoyennes que les autres (ce qui scandalise les observateurs Athéniens). Elle se distingue aussi d'Athènes par sa moindre ouverture, qui se manifeste par exemple dans son monnayage en fer non convertible avec d'autres monnaies, et les expulsions d'étrangers de son territoire (xénélasies) qu'elle proclame périodiquement,,.

#### Le reste du Péloponnèse

Localisation des principales régions et cités de la Grèce antique.

Argos est une cité ancienne et prestigieuse, mais durant l'époque classique elle n'est plus à même de jouer les premiers rôles, malgré le souvenir de son passé glorieux. Elle a subi en 494 une lourde défaite contre Sparte, durant laquelle une grande partie de son corps civique a disparu, ce qui l'a forcée à intégrer ses Périèques pour assurer sa survie, même si cela est vu comme infamant. Durant les guerres médiques, elle reste neutre, ce qui est perçu comme du « médisme », même si elle n'en subit pas les conséquences par la suite. Plusieurs des cités qu'elle avait assujetties auparavant, notamment Mycènes et Tyrinthe, ont profité de son éclipse pour se rendre autonome, mais elle prend sa revanche dans les années 460 et détruit ces cités. Sa rivalité contre Sparte guide sa politique extérieure, mais elle n'a pas les moyens militaires de rivaliser avec elle, ce qui la pousse à s'allier à Athènes, rapprochement qui semble aussi renforcé par le fait que les deux cités ont un régime démocratique. Les citoyens d'Argos sont alors regroupés en douze sections, qui forment quatre tribus, une assemblée plénière et un conseil assurent le processus de prise de décision, et un autre conseil de 80 membres s'occupe des affaires juridiques et religieuses. Chaque tribu fournit un corps de troupe dirigé par un stratège, auxquels s'ajoute un corps d'élite permanent dirigé par son propre stratège. C'est par ailleurs la cité qui administre les Jeux néméens,.

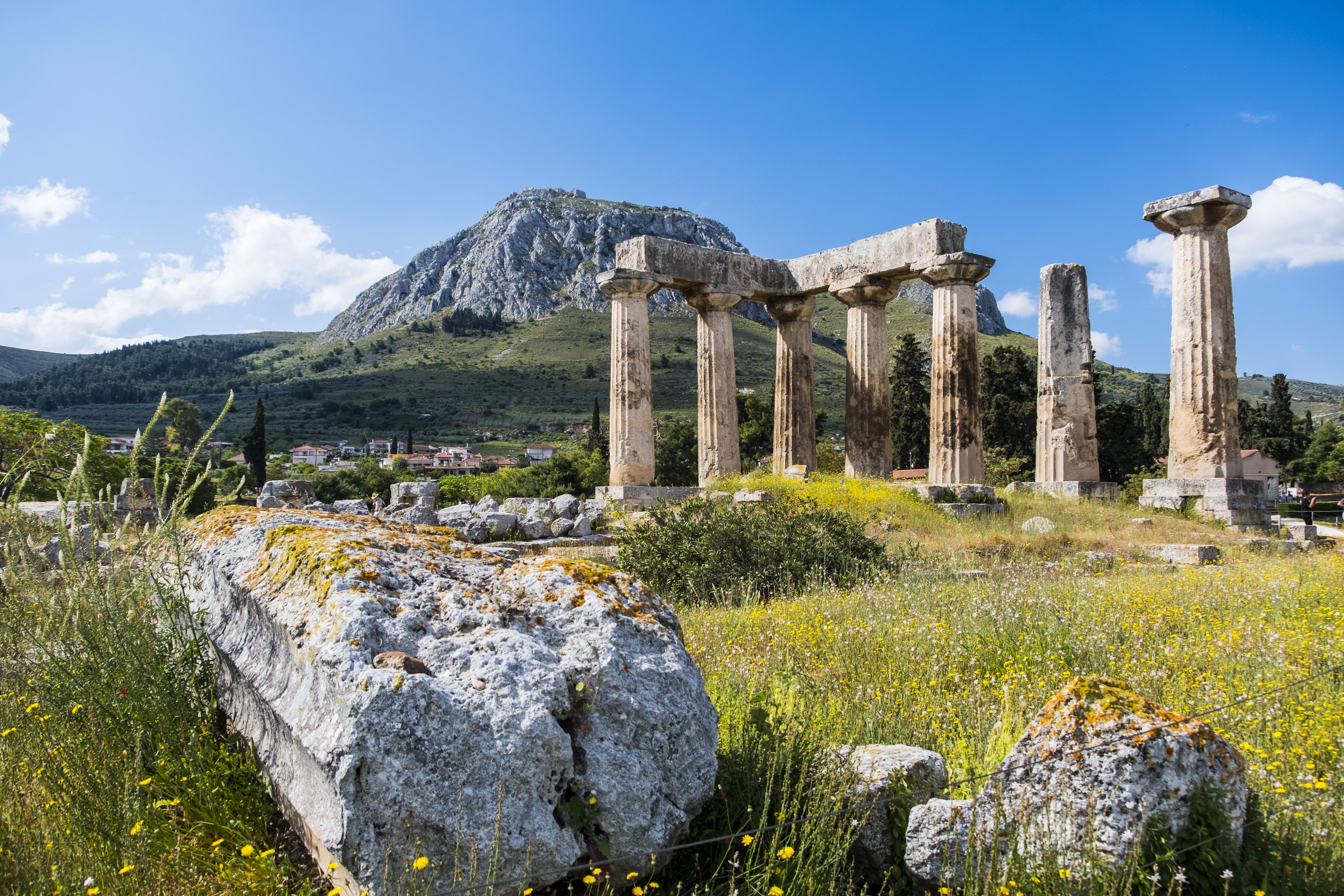
Le site de l'ancienne Corinthe, avec les ruines du temple d'Apollon, et en arrière-plan la forteresse d'Acrocorinthe.

Corinthe est une autre cité majeure, commerçante et artisanale, réputée pour son luxe, contrôlant l’isthme qui conduit au Péloponnèse, comprenant à Isthmia un sanctuaire qui organise des concours panhelléniques (les Jeux isthmiques). C'est aussi une métropole fondatrice de plusieurs colonies à l'époque archaïque. Après avoir été dirigée par une dynastie de tyrans, elle s'était dotée d'un régime oligarchique, avec un corps de citoyens organisés en huit tribus réparties en trois ensembles géographiques, désignant un conseil de 80 membres dirigés par 8 magistrats appelés probouloi. La cité dispose aussi d'une flotte puissante, qui a participé au triomphe des guerres médiques. Durant la guerre du Péloponnèse elle est alliée de Sparte et à ce titre la principale rivale de la flotte athénienne, qui est alors devenue largement supérieure à la sienne et lui impose un blocus, entraînant son déclin,.
Le reste du Péloponnèse est divisé en régions à l'identité souvent sorte, autour par d'ethnè et de cités, le processus de consolidation politique étant souvent moins avancé que dans les régions voisines. L'influence de Sparte, qui domine toute la partie méridionale de la péninsule, se fait sentir à peu près partout.
Au nord-ouest, l'Élide est dominée par la cité d'Élis, qui connait un synœcisme vers 471. Elle contrôle alors les communautés voisines, Pise (le district d'Olympie), Lepreum et Triphylie, et dirige le sanctuaire d'Olympie avec ses concours, les « Jeux olympiques ». C'est un pays rural à l'écart des grands conflits de l'époque. Elis est une cité oligarchique, dirigée par un conseil de 90 membres qui y siègent à vie. C'est une alliée fidèle de Sparte jusqu'à 420, quand cette dernière soutient l'indépendance de Lepreum, ce qui fait basculer Elis dans l'alliance athénienne. Ce choix s'avère perdant à la fin de la guerre du Péloponnèse, et il lui coûte en plus la domination de Triphylie.
L'Arcadie, qui occupe le centre du Péloponnèse, avec son dialecte spécifique, dispose de plusieurs cités (Tégée, Mantinée, Orchomène, Cleitor, Héréa), qui font partie de la ligue du Péloponnèse, et également de groupes moins structurés. Elle semble mettre en place une organisation collective dès le Ve siècle av. J.-C., comme l'indique la frappe d'un monnayage avec la légende Arkadikon, mais la « ligue arcadienne » ne se consolide qu'après 370,.
L'Achaïe, au nord de la péninsule, connait un processus de consolidation politique plus lent, dont le déroulement n'est pas bien compris. Selon Hérodote, elle serait divisée en 12 districts essentiellement occupés par des villages, et des cités se sont aussi formées. Peut-être qu'une forme d'organisation collective existe déjà, prélude de la puissante confédération de l'époque hellénistique. La région fait partie des alliés d'Athènes en 453, mais durant la guerre du Péloponnèse elle tombe sous l'influence spartiate,.

#### La mer Égée

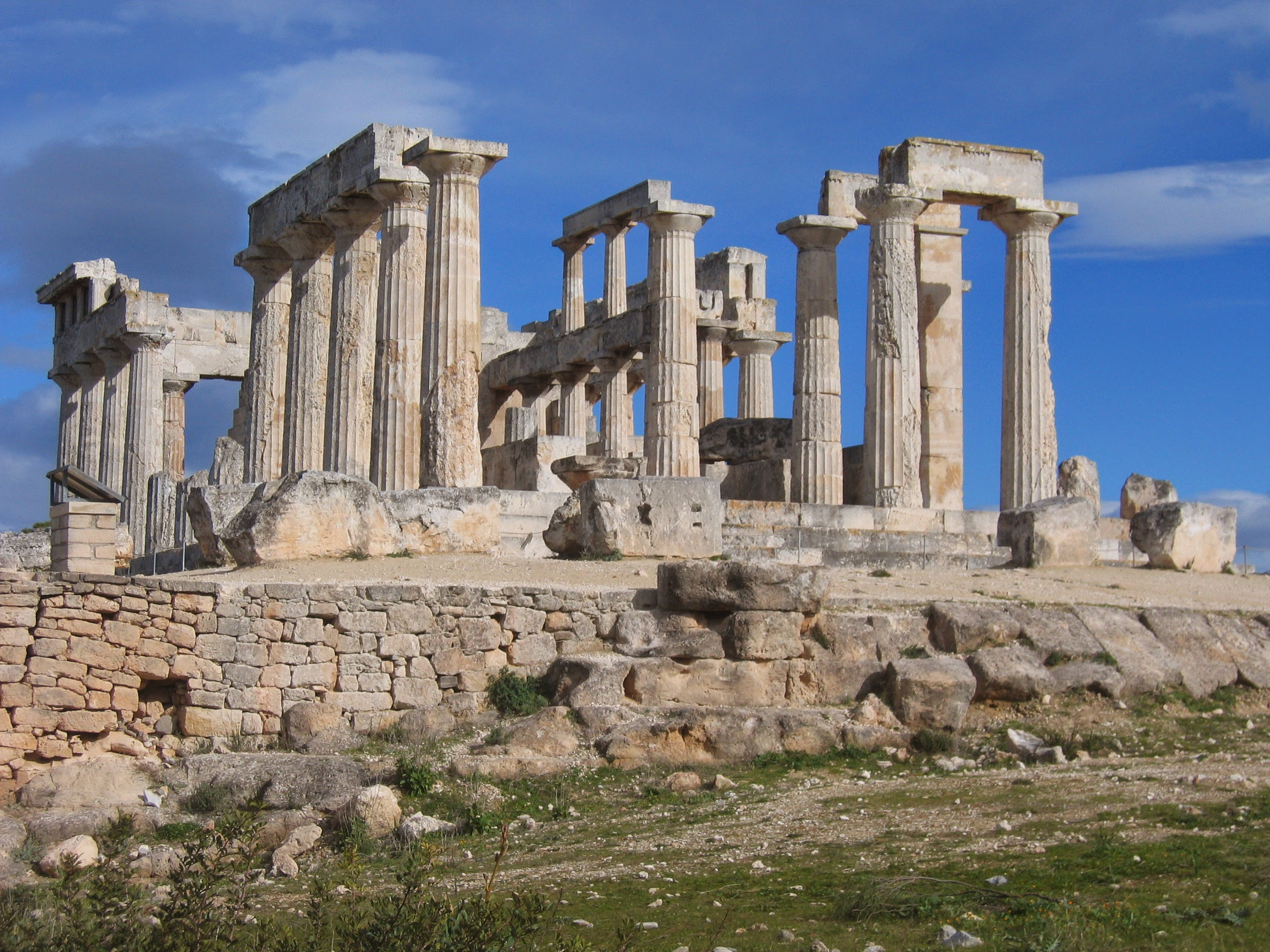
Ruines du temple d'Aphaïa, à Égine.

Les îles égéennes, qui pour plusieurs avaient connu un développement important à l'époque archaïque, passent durant la première partie de l'époque classique sous la coupe athénienne, en intégrant la ligue de Délos.
Égine, cité riche dotée d'une flotte importante, est vue par sa voisine Athènes comme une rivale à affaiblir dès l'époque des guerres médiques (durant laquelle l'île participe à la lutte contre les Perses). Elle est intégrée de force à la ligue de Délos en 458/7, puis placée sous un contrôle de plus en plus étroit, avant l'expulsion de ses citoyens de l'île en 431 et leur remplacement par des colons (clérouques) athéniens.
En Eubée, les cités d'Érétrie et de Chalcis, qui ont joué un grand rôle dans l'expansion grecque de l'époque archaïque, voient également leur influence diminuer face à Athènes, et ce dès la fin du VIe siècle av. J.-C. : la première perd le contrôle des îles des Cyclades qu'elle dominait, la seconde se voit imposer des clérouques athéniens en 506. Pour sa participation à la révolte de l'Ionie, Érétrie est prise par les Perses en 490 lors de la première guerre médique. Les cités eubéennes intègrent ensuite la ligue de Délos, leur révolte en 446 échoue et elles se voient imposer des clérouques. Par son tribut, l'île joue un rôle important dans l'alliance athénienne.
Les Cyclades, qui disposaient des cités prospères à l'époque archaïque, ont subi de lourdes pertes face aux Perses et dû participer à leur effort de guerre. Les îles d'ethnie ionienne (Paros, Naxos, Siphnos, Mykonos, Andros, etc.) intègrent ensuite l'alliance athénienne, centrée sur leur principal sanctuaire, le temple d'Apollon de Délos, tandis que celles d'ethnie dorienne, situées plus au sud (Milos, Théra, etc., en plus des Sporades situées plus au nord) s'en tiennent à l'écart avant d'y être soumises de force durant la guerre du Péloponnèse.
Une des cités-îles égéennes ioniennes les plus puissantes, Samos, passe sous la domination perse jusqu'aux guerres médiques, après lesquelles elle est un des principaux alliés d'Athènes. La cité est dirigée par son aristocratie (oligarchie), avant que les Athéniens n'y imposent la démocratie en profitant d'un conflit entre Samos et Milet. Cela entraîne une révolte de Samos en 440, sa défaite se soldant là aussi l'implantation de clérouques athéniens. Mais la démocratie ne s'installe dans la ville qu'en 412-411 à la suite d'une révolte locale qui renverse l'oligarchie,.
Plus au sud, l'île de Rhodes est partagée au Ve siècle av. J.-C. entre trois cités, Lindos, Ialyssos et Camiros, qui sont intégrées dans l'alliance athénienne. En 408/7 elles fusionnent (synœcisme) pour former une seule cité, fondant un chef-lieu, la ville de Rhodes.
Une autre île égéenne importante, Thasos, est située au nord près de la Thrace, où elle a conquis un territoire (une pérée) afin d'exploiter ses ressources minières, qui lui assurent une période de prospérité. Elle intègre la ligue de Délos en 477, puis en 463 elle subit une défaite contre Athènes qui lui impose un lourd tribut et la perte de ses possessions continentales (ou d'une bonne partie d'entre elles).
Les cités de Crète (une soixantaine environ, les principales étant Knossos, Gortyne, Kydonia, Polichna, Praisos, Lyktos, etc.) sont à l'écart des grands conflits de l'époque classique. Cela ne veut pas dire pour autant que l'île a connu une période de paix à cette période, puisque les conflits locaux entre cités semblent récurrents, bien que les sources ne documentent pas leur déroulement. Elles mettent en place des systèmes d'alliances. De plus l'île fournit des mercenaires, notamment des archers, aux troupes des cités du reste de la Grèce. L'île est aussi connue pour sa tradition juridique. Le code de Gortyne, inscrit à l'époque romaine sur les murs de l'odéon de la cité, est une compilation de lois datée d'environ 450, reprenant des dispositions formulées pour la plupart à l'époque archaïque, traitant d'une grande variété de sujets (famille, patrimoine, sanctions judiciaires). Les institutions crétoises ont intéressé Platon et Aristote, qui soulignent leur caractère austère et traditionnel et indiquent qu'elles ont servi de modèle à celles de Sparte. Les magistrats chargés des tâches exécutives, équivalents locaux des éphores, se nomment les cosmes, seraient au nombre de 10 par cités, et les communautés crétoises ont aussi un système éducatif reposant sur le partage de repas collectifs (andreia),.

#### La Grèce centrale

Localisation des principales cités de la Béotie antique.

La Béotie est une région agricole riche. Sa principale cité est Thèbes, dirigée par un gouvernement oligarchique aux tendances très conservatrices. Sa principale rivale dans la région est Orchomène. Une autre cité importante, Platées, est résolument tournée vers Athènes et son régime démocratique. Thespies et Tanagra sont deux autres cités béotiennes au rôle politique notable. La région se dote sous la direction de Thèbes d'une organisation « fédérale », la « ligue béotienne, dans la seconde moitié du VIe siècle av. J.-C., donc peut-être avant les autres », mais qui semble à ce stade peu active,. Durant les guerres médiques, les cités béotiennes se partagent entre les alliés des Perses (ou du moins neutres, ce qui revient au même pour les cités anti-perses) et ceux qui rejoignent les cités grecques résistantes. Thèbes, qui portera longtemps les stigmates de son « médisme », et la Béotie connaissent un affaiblissement marqué durant les décennies suivantes, culminant en une domination athénienne sur la période 457-446, alors que la confédération semble disparaître, ou du moins ne quasiment plus fonctionner. Après 446 les cités sont plus actives, la confédération est réactivée et fonctionne pleinement jusqu'en 386. Suivant ce qui ressort des écrits de Thucydide et des Helléniques d'Oxyrhynque, elle fonctionne alors autour de 11 districts élisant chacun 60 membres d'un conseil fédéral de 660 membres qui siège à hauteur d'un quart (soit 165 membres) à tour de rôle. Ces mêmes districts fournissent chacun 1 000 soldats et 100 cavaliers pour l'armée fédérale, chaque groupe étant dirigé par un béotarque. Chaque cité fournit des représentants (sélectionnés parmi un groupe oligarchique, en principe des propriétaires terriens) à hauteur de sa population, Thèbes ayant la part la plus importante,,,.

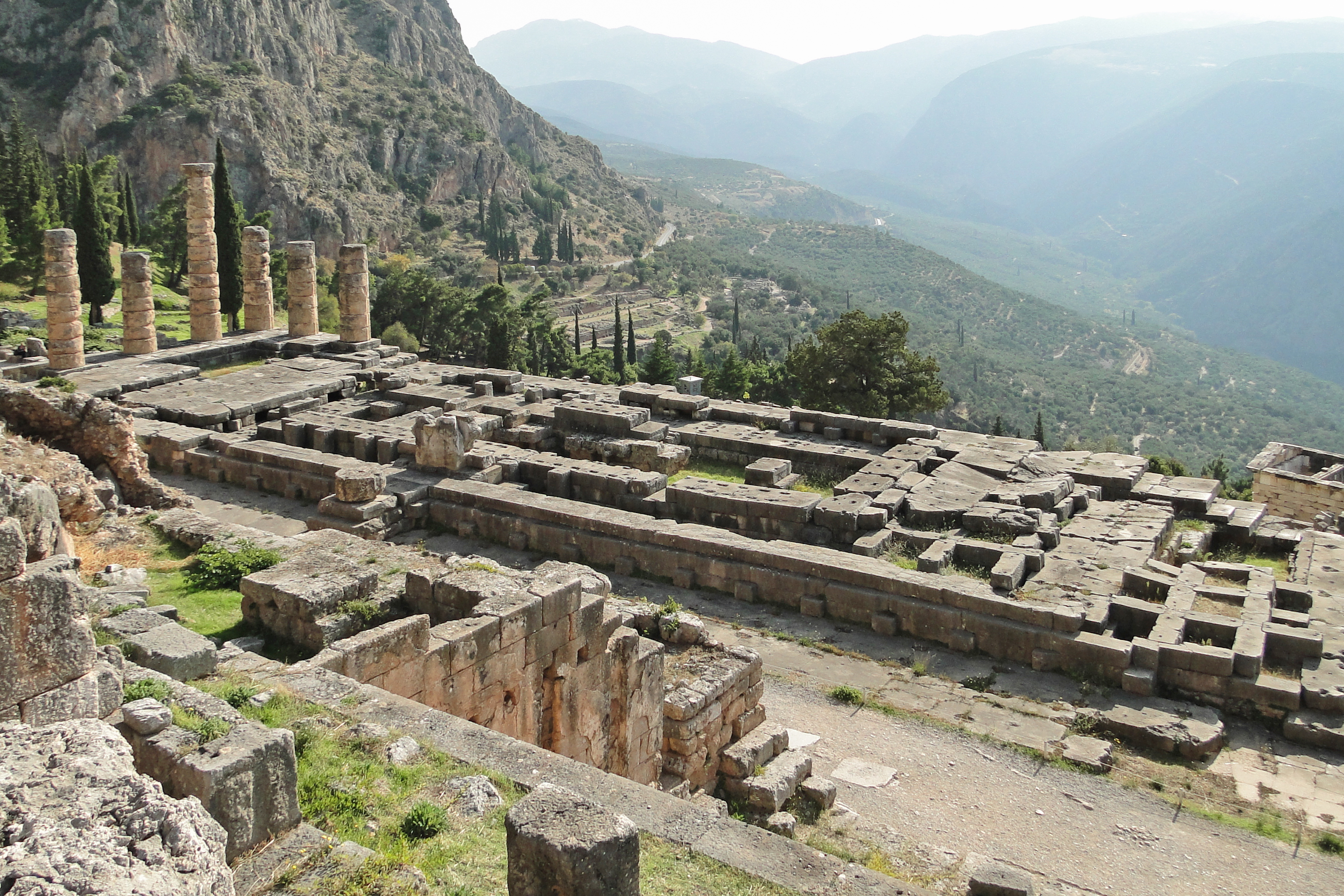
Ruines du temple d'Apollon à Delphes, reconstruit après un tremblement de terre qui l'a détruit en 373 av. J.-C.

Plus à l'ouest, la Phocide est organisée de façon fédérale, avec un monnayage et une armée communs dès le VIe siècle av. J.-C. La région est dévastée lors de l'invasion perse. Les Phocidiens refont leur apparition dans les affaires militaires lors de conflits face à Sparte au milieu du Ve siècle av. J.-C., qui en font alors des alliés naturels d'Athènes, avant qu'ils ne rejoignent l'alliance spartiate en 447 après Coronée,. Delphes est une cité phocidienne, qui occupe une place à part en raison de l'importance de son sanctuaire, avec son oracle et ses concours (les « jeux pythiques »). Sa gestion est supervisée par les entités du voisinage (Phocide, Thessalie, Locride, Doriens, Béotie, Athènes, Eubée) dans le cadre de l'amphictyonie, qui peut aussi impliquer d'autres acteurs (dont Sparte, plus tard la Macédoine) en raison de son importance. Elle est à l'origine de nombreuses tensions et conflits, notamment ceux opposant Phocidiens et Thessaliens (les « guerres sacrées »),.
La Locride est divisée en deux parties non connectées territorialement, une Locride occidentale, au bord du golfe de Corinthe, et une Locride orientale, au bord du golfe Nord d'Eubée, ce qui ne les empêche pas de préserver des liens forts. Elles se dotent progressivement d'institutions fédérales, plus structurées dans la seconde, centrée sur Oponte, qui dispose d'une assemblée de 1 000 membres, des magistrats annuels dont le plus important est l’archos, alors que la seconde est un ensemble moins bien défini de cités et d’ethnè. Les Locriens sont souvent en rivalité avec les Phocidiens et ils sont aussi impliqués dans les grands conflits du Ve siècle av. J.-C., généralement du côté spartiate.
L'Acarnanie dispose de cités (Leucade, Anactorion, Sollion, fondations corinthiennes) et d’ethnè comprenant d'autres agglomérations. Les Acarnaniens semblent plutôt être des alliés d'Athènes durant la guerre du Péloponnèse, après que celle-ci ait dégagé la région de l'influence corinthienne. Ils constituent peut-être une première forme d'organisation fédérale au Ve siècle av. J.-C., le koinon acarnanien étant mentionné pour la première fois pour 389,.
Quant à l’Étolie, selon la description qu'en donne Thucydide elle ne dispose guerre que d'établissements non fortifiés qui n'ont sans doute pas un caractère urbain. Elle est organisée politiquement autour de trois ethnè principaux (Apodotes, Eurytanes et Ophionées), eux-mêmes subdivisés en groupes tribaux, et d'un sanctuaire principal à Thermon, amené à devenir le centre de la fédération étolienne,.

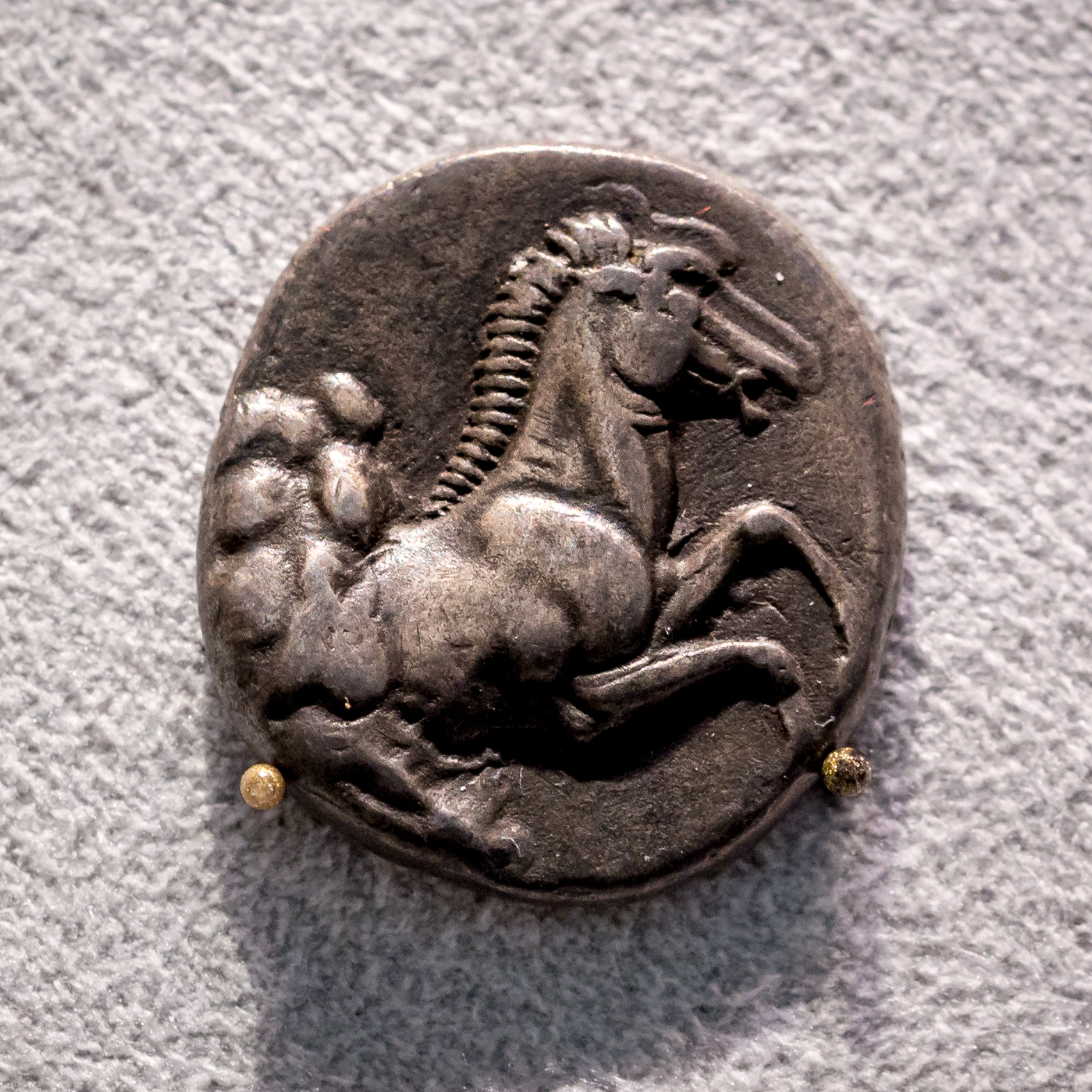
Drachme en argent frappé par les Thessaliens, v. 470-450 av. J.-C. Altes Museum de Berlin.

La Thessalie est une région de plaine fertile, qui se dote progressivement de villes et d'institutions civiques. Elle est organisée par un ethnos chapeautant les cités et les autres communautés locales, divisé en quatre régions, les tétrades, chacune dirigées par un tétrarque, fournissant des corps d'armée, commandés par des magistrats appelés tagos. Il semble que le détenteur du pouvoir suprême, dont la fonction est avant tout militaire, porte le titre d’archon (ou de roi, et non de tagos comme on l'a longtemps pensé). Les détenteurs des principales fonctions sont désignés parmi l'aristocratie terrienne qui dirige les principales cités thessaliennes, Larissa, Phères, Pharsale et Krannon, qui se lient par des mariages et s'affrontent également lors de conflits destructeurs. Le territoire comprend d'autres populations, les Périèques, qui vivent dans les espaces montagneux et sont plus ou moins bien contrôlés par les Thessaliens et leur versent en principe un tribut, et les Pénestes, qui ont un statut servile voisin de celui des Hilotes spartiates. Dans le jeu politique du Ve siècle av. J.-C., la Thessalie opte, après que les cités du sud aient renoncé à venir l'appuyer, pour la soumission face aux Perses qui traversent son territoire, puis elle est en principe alliée d'Athènes, ce qui ne l'empêche pas de la trahir à plusieurs reprises pour Sparte. Les cités thessaliennes se consolident et prennent une place politique plus importante que les tétrades dans l'ensemble fédéral, qui perd en importance. Les cités s'enrichissent, leurs oligarchies avec, mais des mouvements démocratiques s'affirment aussi,,.

#### Le nord
Laissée pour l'essentiel à l'écart des conflits qui agitent la Grèce des cités, la frange septentrionale du monde grec est une région encore mal connue des auteurs grecs durant l'époque classique. Au contact des peuples assurément Grecs qui s'y trouvent, en Épire et Thessalie, ils y distinguent des peuples tels que les Macédoniens, les Illyriens et les Thraces, mais les réalités qui se trouvent derrière ces dénominations sont assez vague. Les deux premiers parlent des langues qui sont apparentées au grec, notamment aux dialectes occidentaux (éolien), mais on ne sait pas dans quelle mesure. La question de savoir si le macédonien est une variété de grec ancien ou une langue-sœur est débattue. Les échanges culturels et mélanges qui ont eu lieu entre les pays grecs et ces régions rendent la question encore plus difficile à trancher. À tout le moins on est en présence d'identités collectives régionales et de groupes qui peuvent être caractérisés comme « ethniques » au sens moderne du terme, organisés suivant un principe monarchique. Ces entités ont été placées sous la coupe des Perses entre la fin du VIe siècle av. J.-C. et le début du Ve siècle av. J.-C., avant d'en être dégagées à la suite de la défaite de ceux-ci lors des guerres médiques. Durant la majeure partie de l'époque classique, elles ont un statut de puissances émergentes, consolidant leur organisation, et interagissant de plus en plus avec les cités grecques.
L'Épire est organisée autour de trois ethnè, les Chaoniens, les Thesprotes et les Molosses. Si on suit Thucydide, les trois sont organisés autour de rois jusqu'en 429 quand les deux premiers perdent les leurs, seuls les seconds préservant leur dynastie, les Éacides.
La dynastie royale des Macédoniens, les Argéades ou Téménides, a pour capitale la ville d'Aigai en Basse-Macédoine, où le roi s'appuie sur une aristocratie de mérite, ses compagnons (hetairoi) qu'il récompense par des dons de terres, et dirige un ensemble de centres urbains. En revanche la Haute-Macédoine à l'ouest est organisée en ethnè et villages. Alexandre Ier parvient à y imposer sa suzeraineté au début du Ve siècle av. J.-C., unification qui marque le début du processus d'expansion macédonienne, qui se porte ensuite en direction des régions voisines. Mais il connaît un arrêt après la mort du roi en 442, quand débute une période de troubles successoraux.

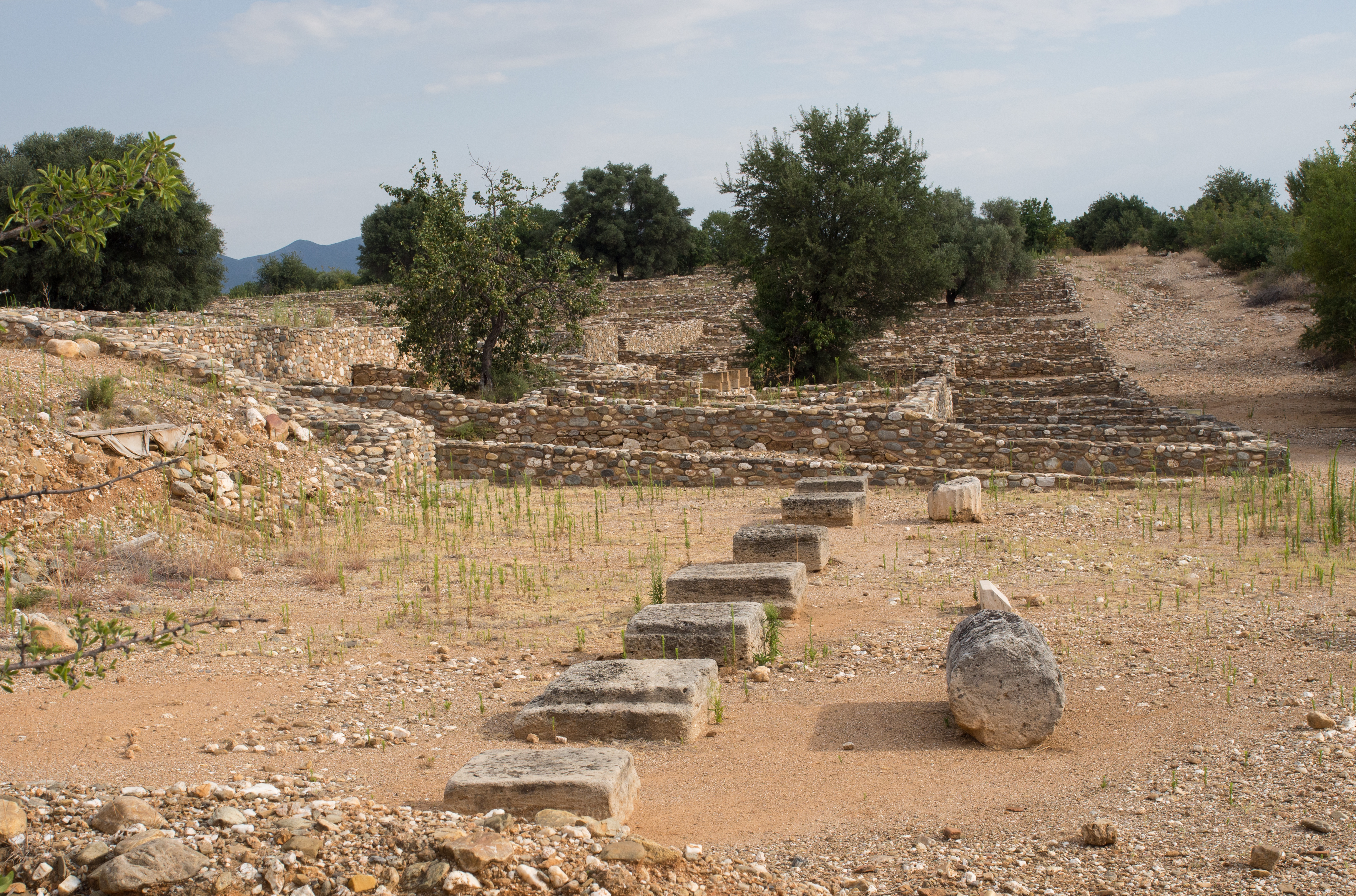
Vestiges du bouleutérion d'Olynthe.

Le nord de la Grèce a aussi été concerné par le mouvement de colonisation de l'époque archaïque, qui concerne en particulier la Chalcidique avec la fondation des cités de Potidée, Mendè, Stagire, Acanthos, etc., au contact de populations locales, dont les Bottiens. Elles fournissent des troupes aux Perses lors de la seconde guerre médique. Puis elles incorporent la ligue de Délos, avant de se révolter avec succès contre elle en 432. Elles forment alors une organisation fédérale, autour d'une ville nouvelle, Olynthe, fondée en Bottiée, qui résiste aux tentatives d'Athènes de rétablir sa domination sur la région. Les cités membres ont une citoyenneté et des lois communes, et la ligue bat une monnaie qui devient très populaire dans les Balkans. Selon les circonstances, elle est alliée ou rivale du royaume macédonien,.
Plus loin vers l'est, les Grecs ont fondé d'autres cités sur la côte thrace : Abdère et Maronée sur l’Égée, Périnthe et Byzance dans la région de la Propontide. Les Thraces restent quant à eux en retrait par rapport au monde grec, et bien qu'ils en reçoivent l'influence celle-ci est plutôt limitée. Après avoir été soumis par les Perses vers 516, ils profitent des guerres médiques pour se dégager de leur emprise. Les rois de la tribu/dynastie des Odryses entreprennent alors d'unifier les tribus thraces, devenant une menace pour la Macédoine et les cités grecques de Thrace, et entrent à l'occasion en relations avec le monde grec.

### Les conflits duVesiècleav. J.-C.

#### La Pentécontaétie
La période de cinquante ans, Pentécontaétie (480-430), qui sépare la fin des guerres médiques du début de la guerre du Péloponnèse, est marquée par l'affirmation de l'impérialisme athénien, et sa confrontation de plus en plus frontale avec Sparte.
Sparte a certes vaincu Argos, sa principale rivale pour l'hégémonie sur le Péloponnèse, en 494, mais elle fait face au sortir des guerres médiques à un ensemble de difficultés qui fragilisent sa position, notamment des révoltes des Hilotes. Athènes bénéficie donc de deux décennies durant lesquelles elle peut étendre sa propre hégémonie dans d'autres directions, en s'appuyant sur diverses victoires remportées face à l'empire perse, par le biais de la « ligue de Délos », coalition de cités qu'elle a formée afin de lutter contre lui. Elle est destinée à financer une flotte de guerre permanente par la mise en commun des ressources des cités. Le grand artisan de la victoire de Salamine, Thémistocle, a été exilé (ostracisé) sur la base de soupçons de tyrannie et s'est réfugié auprès du roi perse, et cette période est marquée par la figure de Cimon, chef de file du parti aristocratique d'Athènes, partisan d'une entente avec Sparte. Il est stratège lors de la victoire sur l'Eurymédon face aux Perses en 469 (ou 466). Se constitue alors l'« empire athénien », la ligue de Délos étant instrumentalisée par les Athéniens pour sécuriser les routes commerciales de l'Égée, notamment pour assurer leur approvisionnement en céréales de la mer Noire. Les cités alliées d'Athènes deviennent peu à peu ses sujettes, certaines intégrant l'alliance sous la contrainte (Naxos). Sparte a de son côté consolidé l'alliance rivale, la « ligue du Péloponnèse », appuyée notamment par Corinthe et Élis.
En 462 Cimon est à son tour ostracisé d'Athènes à l'instigation des membres du « parti » démocratique, Éphialtès et Périclès, ce dernier devenant progressivement la principale figure de la politique athénienne après l'assassinat du premier lors de troubles politiques. Pour ce qui concerne les rapports internationaux, l'exil de Cimon entraine pour Sparte la perte d'un de ses principaux appuis à Athènes. La rupture est alors consommée entre les deux puissances. Cette première guerre du Péloponnèse est marquée par les tentatives des Athéniens d'affaiblir les alliés de Sparte, en premier lieu Corinthe, ralliant Argos à sa cause, et soumettant par la force les cités de Béotie et Égine. L'armée terrestre spartiate étant largement supérieure à la sienne, elle renforce sa défense par la construction des Longs Murs, qui sécurisent la route entre Athènes et son port du Pirée. Athènes poursuit cependant sa lutte contre les Perses, qui l'entraîne dans une campagne désastreuse en Égypte pour appuyer une révolte locale. À l'issue de ce premier revers de taille, le trésor de la ligue de Délos est emporté à Athènes, soi-disant pour assurer sa protection face aux Perses. Mais les conflits contre l'empire achéménide (qui ont également impliqué les cités grecques de Chypre en 449-448), cessent après cela, peut-être en raison de la conclusion d'un accord formel (la « paix de Callias »).
Une « paix de trente ans » est conclue avec Sparte et ses alliés en 446. Athènes continue cependant à exiger un tribut de ses alliés, là encore sous le prétexte d'assurer leur sécurité, ce qui renforce la position hégémonique de la cité. Elle prend alors des allures de sorte de capitale du monde égéen, ce qui se manifeste notamment par la reconstruction de son Acropole qui devient un centre monumental sans égal dans le monde grec. Sa principale intervention militaire dans les années qui suivent est la répression de Samos en 440-439, après sa tentative de quitter la ligue de Délos.

#### La Guerre du Péloponnèse

Carte des forces en présence au début de la guerre du Péloponnèse.

La rivalité entre Athènes et Sparte éclate dans une longue série de conflits qui occupe une position médiane dans l'époque classique, la guerre du Péloponnèse (431-404). Elle est avant tout connue par la relation et le commentaire qu'en donne l'historien Thucydide, qui servit de stratège dans les armées athéniennes au cours de la guerre. C'est un conflit destructeur, parfois caractérisé de « guerre totale » par la violence des affrontements et les exactions commises lors de batailles durant lesquelles la victoire n'avait pas de prix. Il devait coûter très cher aux cités grecques, qu'il s'agisse de ses principaux belligérants ou de plus petites cités qui pouvaient voir leur population quasiment anéantie à l'issue d'une défaite, donc au monde grec en général. La guerre prend une importance croissante, comme l'illustre le recours de plus en plus important au mercenariat, l'apparition de manuels de stratégie et de tactique, aussi le fait que les généraux se comportent de plus en plus comme des sortes de « seigneurs de la guerre » s'affranchissant des instructions de leurs cités.

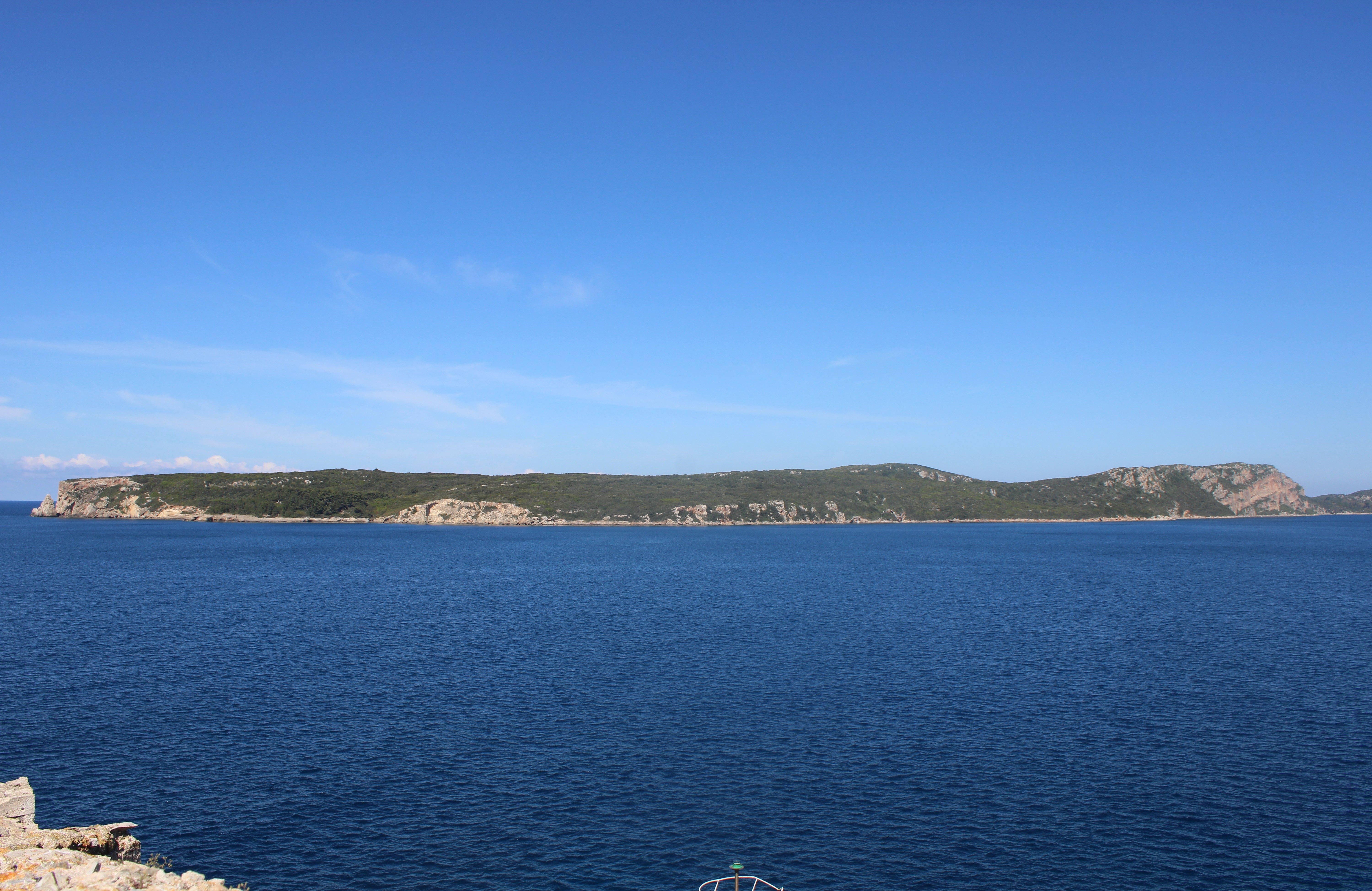
L'île de Sphactérie, dans la baie de Pylos, théâtre d'une victoire d'Athènes sur Sparte en 425 (bataille de Sphactérie).

La première phase du conflit, la guerre d'Archidamos (431-421) est déclenchée par les Spartiates pour contrer l'expansion du pouvoir athénien et ses aspirations centralisatrices. Elle se traduit dès le début par l'invasion et le pillage des campagnes de l'Attique, la population athénienne se réfugiant derrière ses Longs Murs. S'ensuivent des campagnes annuelles ayant le même résultat. La population réfugiée derrière les défenses athéniennes est frappée par la peste, qui emporte de nombreuses personnes, dont Périclès en 429, privant Athènes d'un chef incontesté. Ses successeurs, divisés, entreprennent une stratégie plus risquée d'offensives et d'alliances visant à affaiblir son adversaire. De leur côté les Spartiates cherchent à contrer la maîtrise des mers de leur rivale en appuyant la constitution d'une flotte par Corinthe, mais celle-ci est défaite. En 425 cependant Athènes remporte une victoire inattendue donc éclatante à Sphactérie, sous la direction de Cléon, qui voit la première capitulation de citoyens-soldats spartiates. Mais en 424 le roi spartiate Brasidas rétablit la balance en s'emparant de la colonie athénienne d'Amphipolis. Deux ans plus tard, la tentative athénienne pour reprendre la cité échoue, le combat coûtant la vie à Cléon mais aussi à Brasidas. Les deux cités concluent en 421 la paix de Nicias qui met fin à la première phase de la guerre, qui se solde par l'échec de la tentative spartiate de briser l'empire athénien.
Cette paix fragile laisse bien des problèmes en suspens, trop pour mettre un terme au conflit. Corinthe, Thèbes et Mégare ont refusé de se joindre à Sparte et de conclure la paix avec Athènes. Dans cette dernière, les divisions perdurent, et Alcibiade contourne l'Assemblée pour former une alliance contre Sparte avec Argos et d'autres cités du Péloponnèse. L'appui athénien est limité, et Sparte remporte la victoire de Mantinée en 418 qui lui permet de restaurer son prestige. En 416, Athènes poursuit sa politique impérialiste en s'emparant de Milos qui a refusé de joindre son alliance, ce qui se conclut par le massacre et la mise en esclavage de sa population, remplacée par des colons. Puis l'année suivante elle monte à l'initiative d'Alcibiade une expédition en direction de la Sicile, où elle avait déjà tenté à plusieurs reprises de trouver des appuis contre Sparte, en profitant d'un appel à l'aide des Élymes (une population non-grecque hellénisée). Décidée après d'âpres débats, affaiblie avant son départ par l'ostracisme d'Alcibiade, elle se conclut par un désastre athénien en 413 : le siège de Syracuse échoue, la débâcle athénienne se solde par la perte de très nombreux soldats (tués ou réduits en esclavage), des généraux Nicias et Démosthène, et d'une partie importante de sa flotte.
En dépit des pertes subies, Athènes parvient à maintenir son alliance. Sparte obtient l'appui des Perses, qui retournent ainsi dans le jeu politique égéen, même si dans l'immédiat ils ne sont d'aucun secours, les deux satrapes dominant l'Asie Mineure étant alors en conflit. Cela suffit néanmoins à susciter à Athènes la crainte de voir ses routes vers le grain de la mer Noire coupées, notamment au niveau de l'Hellespont (la mer de Marmara). En 411, les partisans du pouvoir aristocratique prennent le pouvoir et instaurent le régime oligarchique des Quatre-Cents, nommé d'après le nombre des gens de bien faisant partie du conseil prévu pour diriger la cité. Ils espèrent obtenir la paix de Sparte, mais cette dernière refuse, puisqu'elle vient de recevoir l'or perse qui lui permet de se constituer une flotte, et voit donc l'horizon s'éclaircir pour prétendre à une victoire totale. La résistance démocratique athénienne s'organise autour de la flotte stationnée à Samos, et les oligarques sont renversés. Dans la foulée la flotte spartiate est vaincue alors qu'elle tentait de prendre l'Hellespont, et Athènes reprend l'avantage. Les Perses ont alors rétabli la paix dans leurs satrapies occidentales, et le prince dépêché là pour restaurer l'ordre, Cyrus le Jeune, qui nourrit des ambitions impériales, décide d'appuyer plus activement les Spartiates en espérant obtenir en retour des mercenaires pour prendre le pouvoir en Perse. L'amiral spartiate Lysandre a dès lors à sa disposition une flotte puissante, débauchant même des rameurs athéniens. Athènes remporte néanmoins le premier affrontement, aux Arginuses (406), mais exécute ses amiraux, coupables de ne pas avoir repêché le corps de ceux qui étaient morts noyés au combat. L'année suivante, la flotte spartiate de Lysandre triomphe à Aigos Potamos. Athènes n'est plus en mesure de poursuivre le conflit et capitule. Sparte épargne néanmoins la cité vaincue, au grand dépit de Corinthe et de Thèbes qui souhaitaient sa destruction totale, la mort de ses citoyens et l'asservissement de ses femmes et enfants.

### Les conflits et évolutions politiques duIVesiècleav. J.-C.

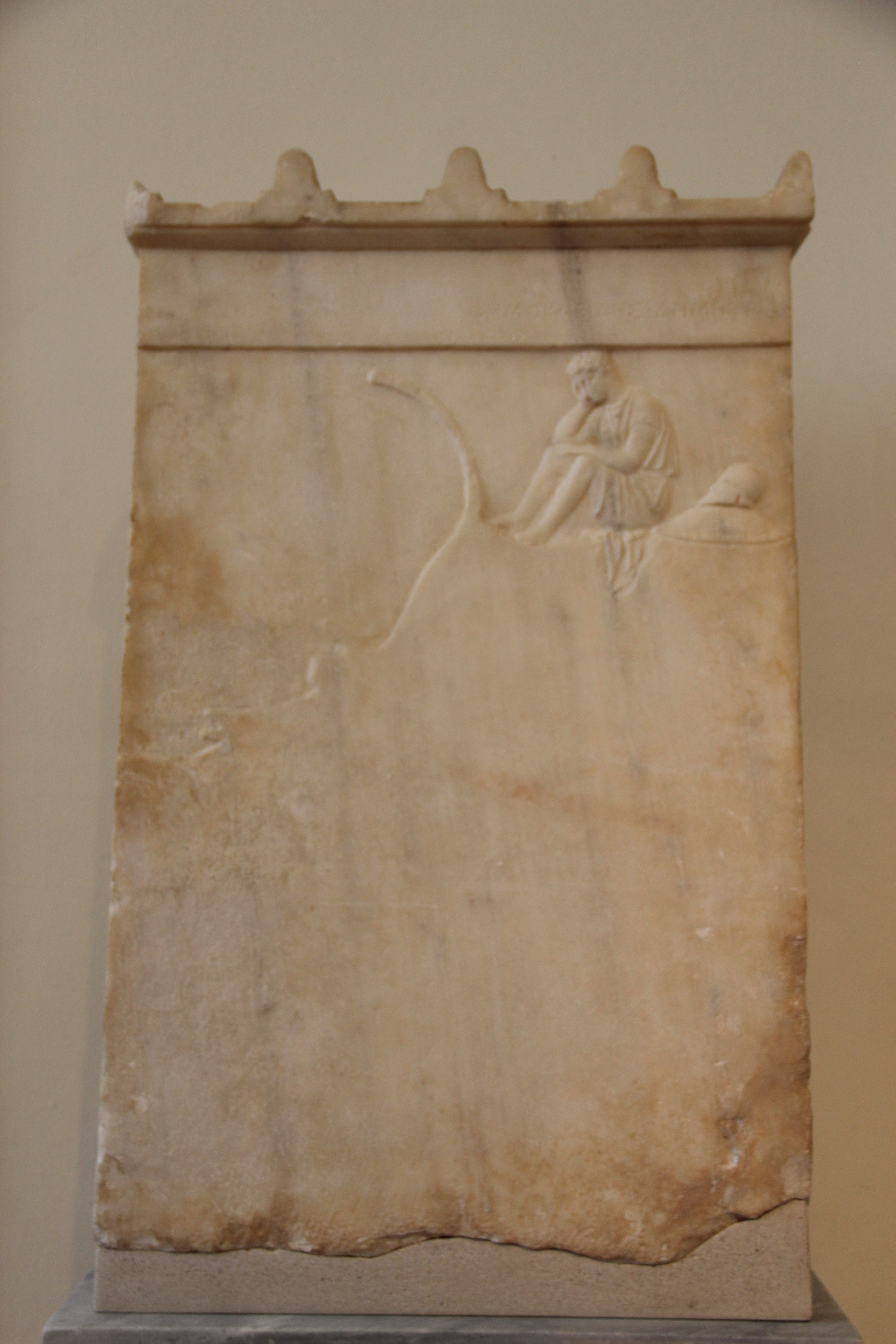
L'expression de la lassitude de la guerre : stèle funéraire de Démocleides, citoyen athénien représenté dans une posture mélancolique sur la proue d'un navire, probablement mort lors d'un des conflits impliquant sa cité à la fin du et au début du. Musée national archéologique d'Athènes.

Si la fin de la guerre du Péloponnèse et la défaite d'Athènes et de son impérialisme a pu laisser penser que les cités pourraient retrouver leur liberté et leur autonomie, en pratique la mise en place d'un concert politique stable d'après-guerre s'avère impossible, Sparte n'étant pas en mesure de l'assurer, que ce soit par manque de moyens militaires ou d'imagination politique. Il en résulte que la cité laconienne, en dépit de sa position hégémonique pendant les trois premières décennies du IVe siècle av. J.-C., n'est pas en mesure d'instaurer la paix dans le monde grec, pas plus que Thèbes qui cherche à lui retirer la position hégémonique sans plus de succès. D'un autre côté, les Perses sont désormais revenus dans le jeu politique grec, et les différents prétendants à l'hégémonie cherchent à obtenir leur appui, alors qu'au siècle précédent cette option était généralement rejetée.
Il en résulte une situation encore plus incertaine qu'auparavant, les différents protagonistes s'affaiblissant mutuellement sans prendre d'avantage durable. Les organisations « fédérales » prennent progressivement une place plus importante, avant que la domination de la Macédoine, assurée en 338, ne vienne changer la donne. Elle signe la fin de la domination politique des cités libres et autonomes, donc le basculement vers une nouvelle ère politique et militaire.

#### Les tentatives d'hégémonie de Sparte puis de Thèbes
À l'issue de sa défaite, Athènes s'est vue imposer par Sparte un nouveau régime oligarchique, les Trente, mais leurs mesures répressives suscitent une révolte contre eux. Les rois de Sparte font alors face dans leur cité aux ambitions de Lysandre, auréolé de gloire et de richesses après ses victoires, qui installe des régimes oligarchiques à sa solde dans des cités retirées de la mouvance athénienne, et cherche à rendre la royauté élective afin de la briguer. Ils choisissent de ne pas s'ajouter un tourment supplémentaire et tolèrent le retour de la démocratie à Athènes, en 403.
Les Perses, alliés des Spartiates, ont gagné grâce à cela le retour des cités ioniennes dans leur giron. Le prince Cyrus le Jeune a également obtenu les mercenaires qu'il voulait pour prendre le pouvoir. Mais sa révolte échoue, et les mercenaires grecs rescapés, les Dix-Mille, parviennent péniblement à rentrer chez eux après un long périple, sous la direction de plusieurs chefs dont Xénophon. Lysandre est finalement conduit à sa perte par Agésilas II, l'un des rois spartiates qui avait auparavant été son allié, qui décide d'attaquer les Perses sur le mot d'ordre de libération des Ioniens. Après avoir essuyé des défaites, le roi perse Artaxerxès s'en remet à son or, qui achète plusieurs des alliés des Spartiates, dont Corinthe et Thèbes.
Les années suivantes sont marquées par l'affirmation de Thèbes comme une troisième grande puissance grecque, à la tête de la ligue béotienne, après avoir connu une période de recul. Les Béotiens étaient alliés à Sparte dans sa rivalité contre Athènes, et avaient subi les assauts de cette dernière, jusqu'à leur victoire à Coronée en 447 qui a permis un retour de Thèbes et de la confédération béotienne au premier plan. Les Boétiens restent alliés de Sparte durant la guerre du Péloponnèse, durant laquelle Thèbes parvient à détruire ou à affaiblir ses rivaux régionaux (Platées, Thespies, Orchomène), avant leur revirement au début du IVe siècle av. J.-C. Au sortir de la guerre corinthienne elle se voit forcer de dissoudre la ligue béotienne, Sparte cherche à y imposer une garnison mais échoue, ce qui entraîne un conflit entre les deux.
La guerre corinthienne (394-387) oppose Sparte à une coalition d'anciens ennemis, puisqu'à Corinthe et Thèbes appuyées par les Perses s'ajoute Athènes qui se remet de sa défaite. Les hoplites spartiates restent sans égaux sur terre, mais il en va de même sur terre pour la flotte financée par les Perses et commandée par des Athéniens. La guerre s'achève sans vainqueur. Agésilas se résout à faire la paix avec les autres cités grecques et la Perse, la « Paix du Roi », première des « paix communes », qui laisse l'Ionie sous la domination des Perses. Ceux-ci s'assurent qu'il n'y aurait en Grèce aucune autre ligue que celle dirigée par les Spartiates. Athènes a au moins restauré une partie de sa flotte et ses murailles, tandis que Thèbes s'est imposée comme la deuxième puissance militaire de Grèce, mais n'a rien gagné au conflit et se voit contrainte d'accepter la paix et la dissolution de la ligue béotienne.

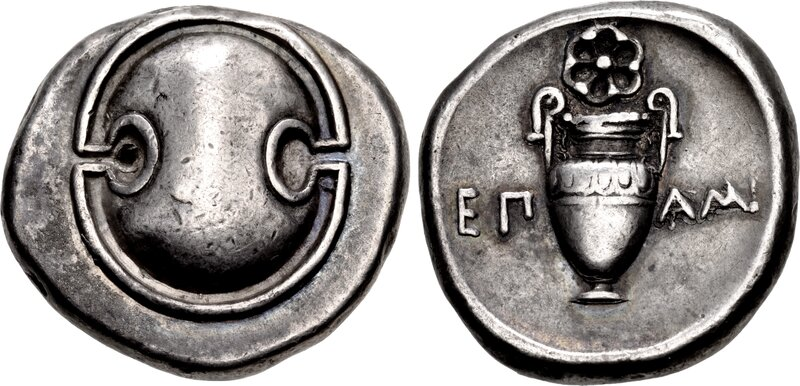
Statère de Thèbes frappé en 364-362, avec les premières lettres du nom d'Épaminondas au revers.

Plusieurs incidents menacent cependant cette paix, notamment des coups de force de troupes spartiates qui implantent un temps une garnison à Thèbes, et d'autres qui tentent de faire la même chose mais sans succès au Pirée. Athènes monte en 377 une nouvelle coalition (la « seconde confédération athénienne »), tirant les leçons de l'expérience de la ligue de Délos en cherchant à éviter d'en répéter les aspects hégémoniques. Le roi de Perse n'en prend pas ombrage puisqu'il est occupé à tenter de reconquérir l’Égypte. Athènes parvient à mettre fin à la domination de Sparte sur la mer. Ayant restauré leur statut de puissance maritime, les Athéniens se font les promoteurs d'une nouvelle « paix commune » entre tous les Grecs, mais les Thébains la rejettent et reconstituent la ligue béotienne sous la direction de leur stratège Épaminondas. Cela les conduit à l'affrontement contre Sparte. La confédération est alors complètement contrôlée par Thèbes, ce qui se traduit apparemment par la suppression de l'élection de ses magistrats, les béotarques.

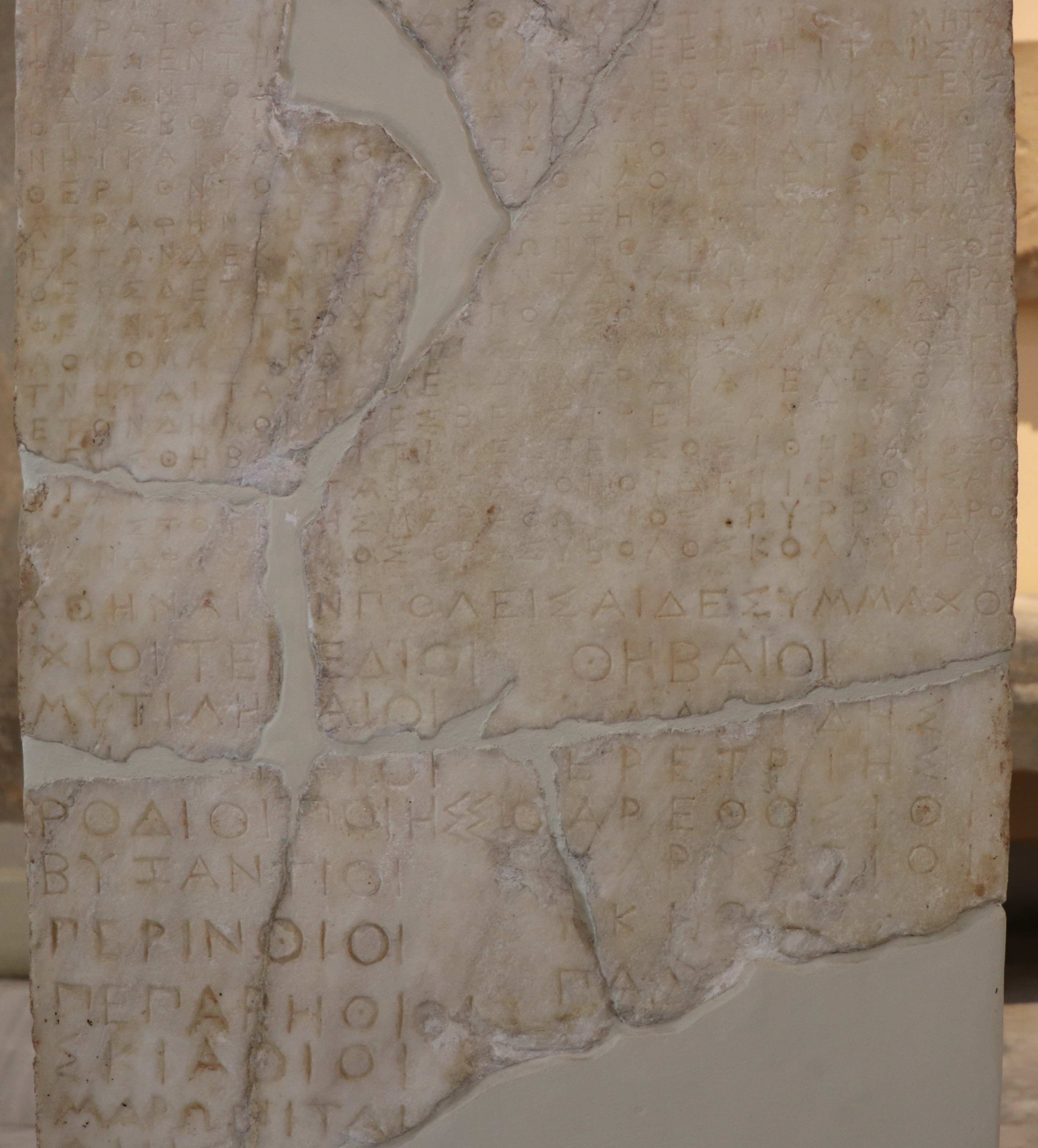
Fragments d'une stèle portant le décret instituant la Seconde confédération athénienne. Musée épigraphique d'Athènes.

Athènes a alors rétabli et préservé sa démocratie, à laquelle elle est plus que jamais attachée bien qu'elle prenne désormais un tournant modéré (moins radical que par le passé). Néanmoins la cité a connu un fort affaiblissement durant cette période par rapport à la précédente, sa population ayant manifestement chuté dramatiquement durant la guerre du Péloponnèse, alors que la fin de la ligue de Délos la prive des importantes ressources qu'elle pouvait cumuler auparavant. La nouvelle coalition qu'elle monte en 377, la Seconde confédération athénienne, ne se solde pas par la constitution d'un nouvel empire athénien. La vie politique de la cité est très bien documentée pour le IVe siècle av. J.-C., en particulier entre 355 et 322 grâce aux discours des orateurs attiques qui ont pris un rôle politique majeur (notamment Démosthène), et c'est la période pour laquelle le fonctionnement de sa démocratie est le mieux connu (la Constitution des Athéniens attribuée à Aristote est datée des alentours de 330). Elle connaît quelques réajustements durant cette période, avec notamment le transfert des compétences législatives puis juridiques de l'assemblée de citoyens à des commissions dont les membres sont tirés au sort parmi un ensemble de 6 000 citoyens, qui ont des fonctions de législateurs (nomothètes) et juges (dicastes), et la prise en importance de l'aréopage, le conseil des Anciens.

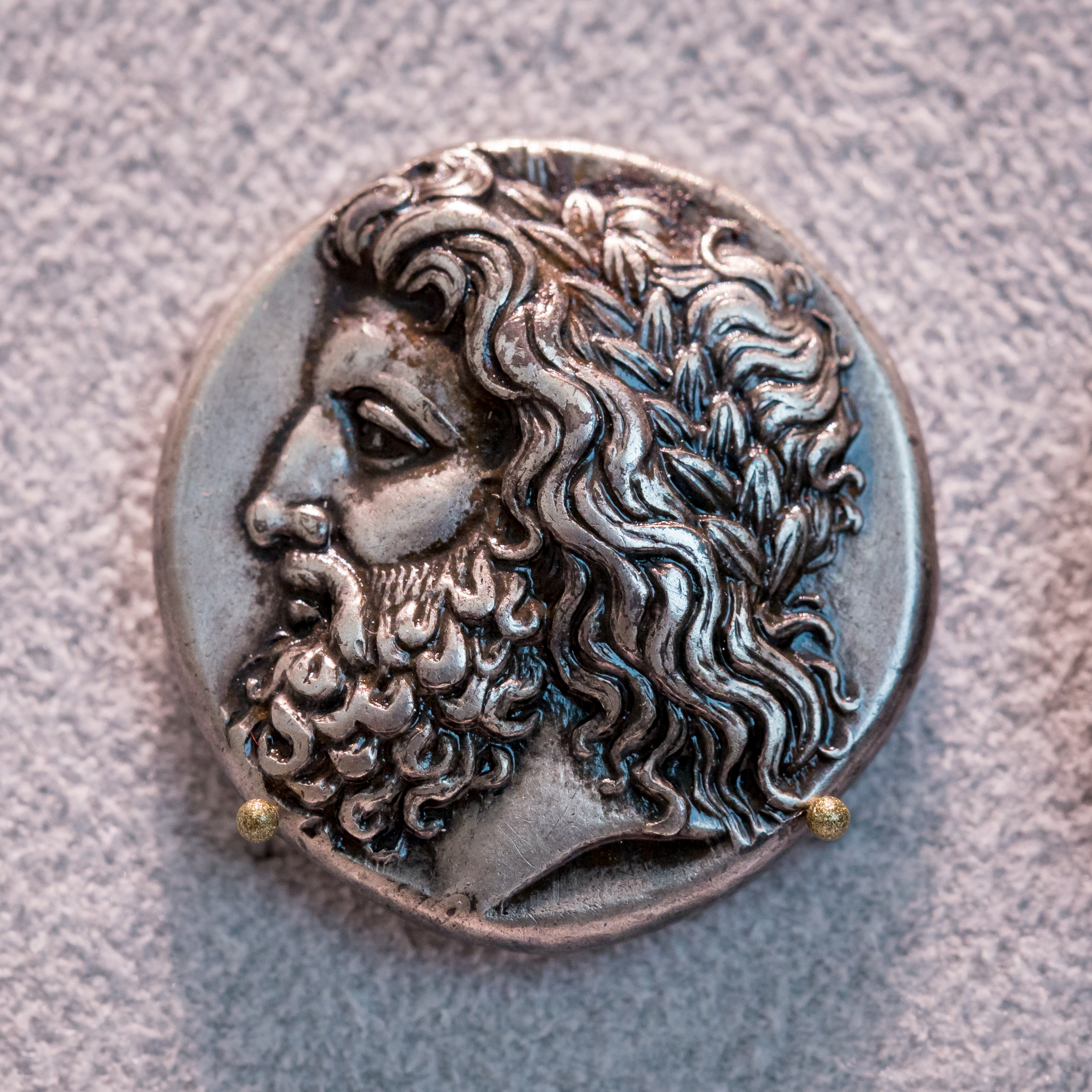
Statère d'argent à l'effigie de Zeus du mont Lycée, émis par la ligue arcadienne en 363/2 av. J.-C. Altes Museum de Berlin.

De son côté, la puissance spartiate a perdu de sa superbe : son corps de citoyens-soldats s'est considérablement érodé à l'issue des conflits à répétitions, Athènes a repris la domination des mers et les hoplites spartiates ont même essuyé des défaites contre Athènes et Thèbes. Beaucoup de ses anciens alliés lui ont tourné le dos, alors que Thèbes a constitué, comme bien d'autres cités, une cavalerie efficace, et surtout une infanterie bien organisée, le Bataillon sacré. Bien qu'en infériorité numérique face à Sparte et ses alliés, Thèbes remporte la bataille de Leuctres (371) qui marque la fin de la domination terrestre de l'armée de Sparte. Les alliés péloponnésiens de cette dernière, les ligues d'Achaïe et d'Arcadie et Élis font défection et rejoignent la mouvance thébaine. Épaminondas dirige ses troupes vers les territoires spartiates, et investit la Messénie qui se rend indépendante de Sparte. Il soutient aussi la fondation d'une capitale de la ligue arcadienne, Mégalopolis. Mais cela ne suffit pas à instaurer une hégémonie thébaine, car rapidement des conflits éclatent en plusieurs endroits. La rivalité entre Thèbes et Athènes domine désormais les jeux d'alliances, qui deviennent plus instables que jamais. Un dernier affrontement entre Thèbes et Sparte (qui reçoit alors l'appui d'Athènes) à Mantinée en 362 confirme que la toute-puissance lacédémonienne n'est plus, mais Épaminondas trouve la mort lors de la bataille, qui constitue une double défaite. Les belligérants concluent la paix, mais la situation est des plus incertaines pour les cités grecques, dans la mesure où aucune puissance dominante ne se dégage, et que se constituent en marge du monde des cités grecques de nouvelles forces sur lesquelles il faut compter : les confédérations d'Achaïe et d'Étolie, la Thessalie, l'Épire et surtout la Macédoine. Les Perses sont retenus par leur conflit égyptien et la révolte des satrapes d'Asie Mineure, et ne sont donc pas en mesure de profiter de la situation.

#### Le nord et l'ascension de la Macédoine

Le royaume de Macédoine en 336 av. J.-C.

Le nord connaît un processus de concentration politique au cours du IVe siècle av. J.-C., qui lui donne un poids de plus en plus important dans la vie politique du monde grec.
Au IVe siècle av. J.-C. les Molosses parviennent progressivement à unifier l’Épire en fédérant autour d'eux les deux autres ethnè épirotes. Vers 400 ils ont ainsi mis la main sur le sanctuaire de Zeus de Dodone, le plus important du nord-ouest de la Grèce, qu'ils ont enlevé aux Thesprotes. Néoptolème Ier est autour de 370 à la tête d'un État très renforcé, puis son fils Alexandre Ier (362-331) mène à son terme l'unification. En 334 il répond à l'appel de Tarente et conduit une expédition en Italie, où il remporte plusieurs victoires mais trouve la mort en 331. Des troubles dynastiques secouent ensuite l’Épire, avant que l'ordre ne soit rétabli par Pyrrhus Ier, passé à la postérité pour ses guerres contre les Romains. Des documents mis au jour à Dodone pour la fin du IVe siècle av. J.-C. donnent le nom de différents dignitaires du royaume d’Épire, qui semblent agir au nom de ces groupes ethniques appartenant au plus large ensemble épirote,.
En Thessalie, les rivalités entre aristocrates et cités s'accentuent également. Autour de 400 la cité de Phères devient le siège d'une dynastie de tyrans. La principale figure est Jason de Phères, qui se fait élite à la tête de la ligue de Thessalie vers 375 et entreprend d'unifier la région et de s'étendre sur les régions voisines, avant d'être assassiné. La région s'affaiblit et passe sous l'influence thébaine puis macédonienne.

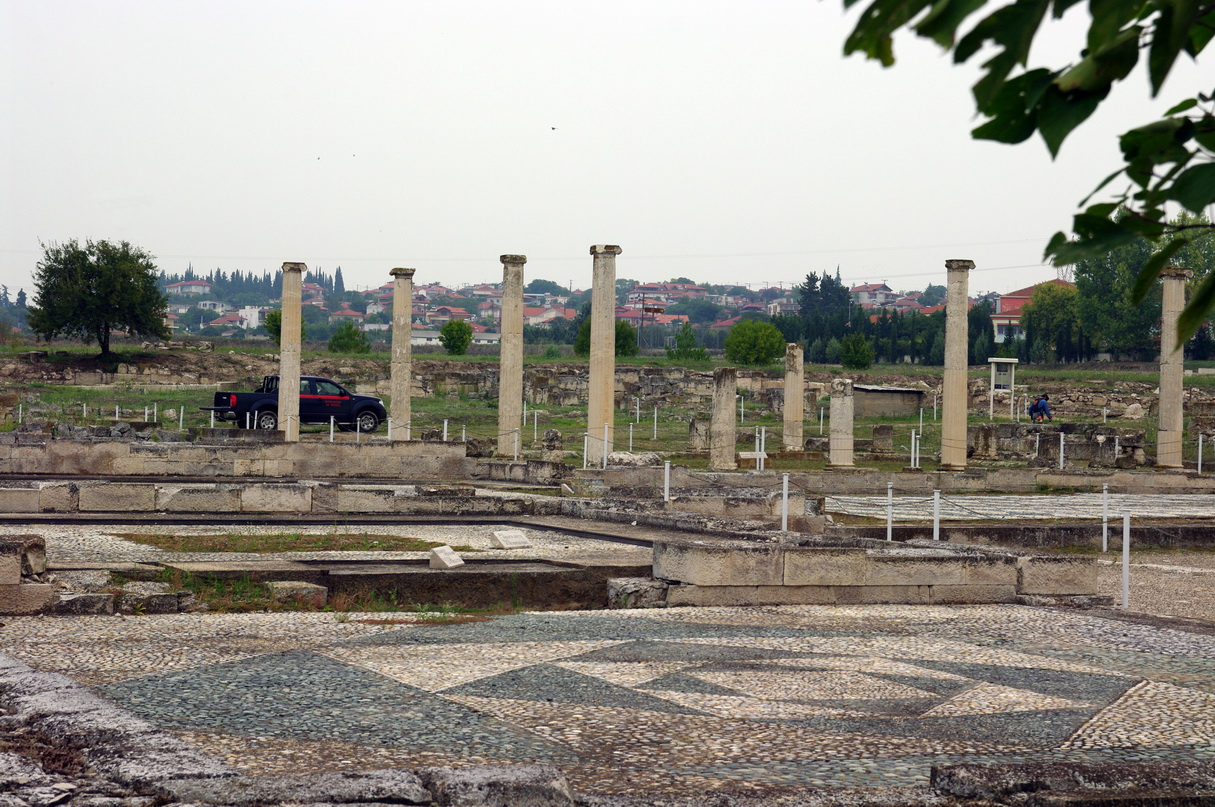
Vestiges du site de Pella, qui devient la capitale du royaume de Macédoine au début du

Le royaume de Macédoine se forme au nord du monde grec, qui le voit généralement comme barbare. Un temps soumis par les Perses, il s'en libère après les guerres médiques, pour passer sous influence athénienne, le bois qui pousse sur ses territoires étant convoités, car il est essentiel pour la construction des bateaux sur lesquels repose la puissance de l'Attique (ce qui justifie la fondation de la colonie d'Amphipolis). Cet État de type ethnos est dirigé par une dynastie se succédant en principe de père en fils, mais les entorses à la règle sont courantes et l'aristocratie puissante, le pouvoir royal n'étant pas très fort au départ. L'armée est faible, le royaume ne dispose pas d'une paysannerie aisée à l'image de celle garnissant les rangs des phalanges hoplitiques des cités. Mais ses mines d'argent fournissent d'importants revenus à la couronne. Progressivement depuis Alexandre Ier la Macédoine entame un processus d'expansion, qui passe donc par un processus d'incorporation des territoires et populations des ethnè voisins plutôt qu'une approche « confédérale » comme en Épire. Une nouvelle capitale est fondée, Pella, dans un style hellénique. Archélaos étend le royaume, mais son fils Amyntas tombe sous la coupe des Thessaliens unifiés par Jason de Phères, perd une partie de ses territoires du nord-ouest face aux Illyriens, et est en position d'infériorité face à Athènes et Thèbes qui convoitent son bois. Son fils Alexandre II lui succède en 369 av. J.-C., et envoie son jeune frère Philippe comme otage à Thèbes. Il y reste deux ans jusqu'à la mort du roi, alors que son autre frère Perdiccas III prend le pouvoir. Ce dernier meurt en 360 av. J.-C. en combattant face aux Illyriens. Philippe prend le pouvoir dans un bain de sang, en éliminant une partie de l'aristocratie qui lui est hostile. Puis il forme une armée sur le modèle thébain organisée autour d'une phalange hoplitiques et une cavalerie. Il défait les Illyriens, parvient à obtenir la paix d'Athènes à laquelle il avait pris Amphipolis, mais celle-ci est finalement dominée par Olynthe, qui devient la plus puissante cité grecque du nord égéen. La conquête du mont Pangée en Thrace lui permet de mettre la main sur ses mines métallifères. Il est désormais à la tête de l'État le plus riche du monde grec.

#### L'hégémonie macédonienne sur les cités grecques

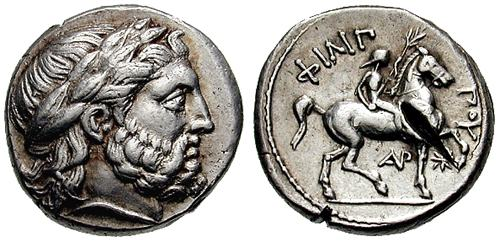
Tétradrachme de Philippe II à l'effigie de Zeus.

La ligue fondée par Athènes pour dominer l'Égée se déchire durant la guerre sociale (357-355), marquée par la sécession de Rhodes, de Kos et de Chios, appuyées par le satrape Mausole de Carie. Elles parviennent à obtenir par les armes la fin de la ligue. Thèbes est de son côté entraînée dans la troisième guerre sacrée face à la Phocide, autour de la domination du sanctuaire de Delphes (la ligue amphictyonique), qui par le jeu des alliances devient un conflit d'envergure dans lequel la Macédoine est entraînée, du côté thébain mais à la demande de la Thessalie. Après une défaite initiale en 353, Philippe II bat les Phocidiens en 352 en Thessalie, qu'il annexe dans la foulée. C'est alors que Philippe commence à proclamer son ambition d'attaquer la Perse. L'orateur athénien Démosthène, dans une série de discours fameux, les Philippiques, exhorte les Athéniens à résister à l'ascension de Philippe, et se déchire avec ses adversaires pro-macédoniens. Il s'agit notamment de savoir si Athènes va appuyer Olynthe, la dernière cité d'envergure à résister à la Macédoine. Cette dernière ne reçoit finalement pas l'appui escompté, et tombe en 348. Philippe décide sa destruction totale et la réduction en esclavage de ses habitants. En 346, il négocie la paix avec Athènes, qui règle par ailleurs le sort de la guerre sacrée, abandonnant les Phocidiens à la merci de Philippe. Après sa victoire, il laisse la ligue amphyctionique décider de leur punition, une amende considérable (à hauteur de ce qu'ils avaient pillé à Delphes). Aux jeux pythiques suivants qui ont lieu à Delphes, Philippe préside les festivités et donc la ligue, s'affirmant comme l'homme le plus puissant de Grèce.
Philippe consolide alors ses conquêtes en Grèce du nord en fondant des cités et en renforçant son armée. Il cherche à prendre Périnthe et Byzance, qui contrôlent l'Hellespont, afin de couper l'approvisionnement d'Athènes, où les anti-macédoniens ont repris de l'allant, tout en menaçant la Perse. Mais il échoue, ce qui le pousse à préparer la guerre contre Athènes, autour de la ligue amphyctionique. Thèbes se place du côté d'Athènes, mais leurs troupes sont écrasées à Chéronée en 338. Cette victoire marque traditionnellement la fin de la domination politique des cités en Grèce. Thèbes se voit imposer l'exécution des anti-macédoniens et une garnison. En revanche Philippe renonce à investir Athènes, qui garde un système défensif notable, et lui offre la paix. Il réunit une conférence à Corinthe, qui décide du principe de la conquête de la Perse (la « ligue de Corinthe »). Philippe a alors obtenu la soumission de Périnthe et de Byzance qui ont renoncé à lui résister. Il envoie des troupes en Asie, où elles ne rencontrent pas d'opposition, l'empire perse étant secoué par des troubles successoraux. Les Ioniens en profitent pour se révolter. Alors qu'il s'apprête à mener son projet de conquête si longuement préparé, Philippe II est assassiné dans sa capitale, meurtre dont les causes et les coupables sont très discutés.

#### Les conquêtes d'Alexandre le Grand

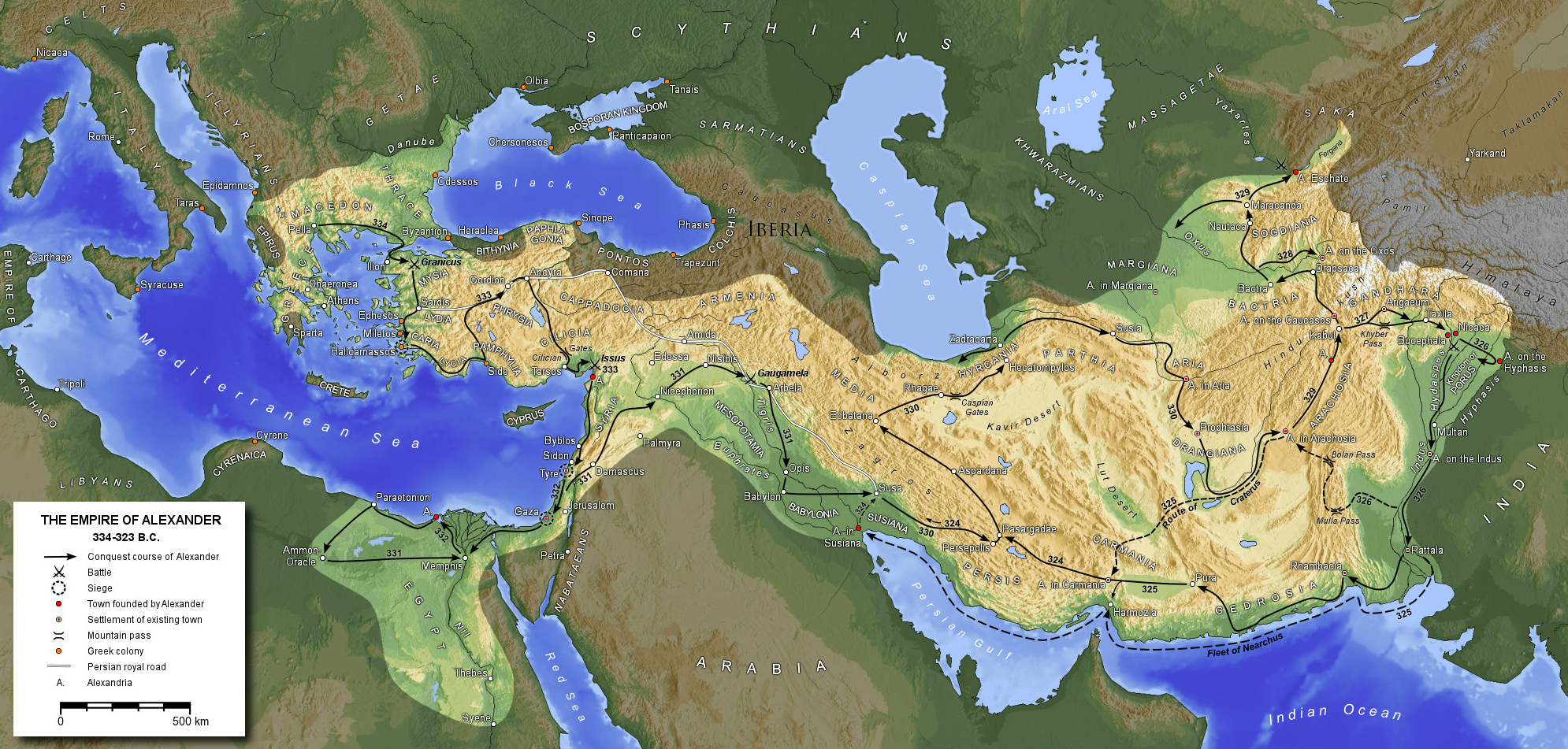
L'empire d'Alexandre le Grand à son apogée.

Le fils aîné de Philippe, Alexandre, et sa mère Olympias se débarrassent des rivaux qui pourraient revendiquer le trône macédonien. Puis le jeune roi conduit ses troupes en Thessalie et sous les murailles de Thèbes afin de réaffirmer sa domination sur ces régions, sans combattre. Il mène ensuite une campagne au nord de son royaume, où il défait les Thraces, les Gètes et les Illyriens en 336/5. C'est alors que les cités grecques se révoltent à l'instigation de Thèbes et d'Athènes, avec l'appui perse. Les cités rebelles sont vaincues, Thèbes est rasée et sa population mise en esclavage, alors qu'Athènes est épargnée. Alexandre réunit la ligue de Corinthe, qui lui confie alors la charge de conquérir l'empire perse.
Le projet macédonien de s'attaquer directement à l'empire perse n'est pas nouveau, puisqu'il est échafaudé par Philippe II, et repose du reste sur des tentatives et projets antérieurs. Les Grecs ont eu des contacts prolongés avec l'empire perse depuis l'époque des guerres médiques, en particulier par le biais des stratèges et soldats grecs qui se sont mis à son service et ont acquis au IVe siècle av. J.-C. une place notable dans le dispositif militaire perse. Ils connaissent donc bien leur adversaire, en tout cas mieux qu'au siècle précédent. Ils ont pu constater son affaiblissement durant le IVe siècle av. J.-C. (l'Asie Mineure a été secouée par une révolte de ses satrapes dans les années 360), alors que la plupart des affrontements mettant aux prises des troupes grecques et perses (en particulier l'expédition des Dix-Mille et les campagnes spartiates en Asie Mineure au début du siècle) ont confirmé la supériorité des premières sur les secondes. D'un autre côté, les appels à l'union des Grecs face aux Perses, avant tout pour libérer les cités grecques d'Asie Mineure, se font plus pressants, en particulier les discours panhelléniques d'Isocrate. Le tyran thessalien Jason de Phères proclame sa volonté d'envahir l'empire perse, mais son assassinat coupe court à cette ambition. Philippe II de Macédoine convainc ses alliés de se lancer dans ce projet, et Alexandre le met à exécution.
Il faut seulement quatre années à Alexandre, entre 334 et 330, pour abattre l'empire perse. Débarqué en 334, il bat les satrapes d'Asie Mineure sur le Granique et prend possession de l'Anatolie. La réplique vient alors par la mer, la flotte perse dirigée par Memnon de Rhodes parvenant à s'assurer la suprématie sur les côtes ioniennes. Mais l'amiral meurt subitement, alors qu'Alexandre choisit de progresser à travers l'Anatolie. Le roi perse Darius III choisit alors d'abandonner ses possessions occidentales pour bloquer l'avancée d'Alexandre, mais il est vaincu à Issos en novembre 333 et s'échappe difficilement. Les troupes d'Alexandre prennent alors toutes les possessions occidentales de l'Empire perse, à savoir le Levant (au prix du difficile siège de Tyr en 332) puis l’Égypte, alors que Chypre s'est ralliée à lui .

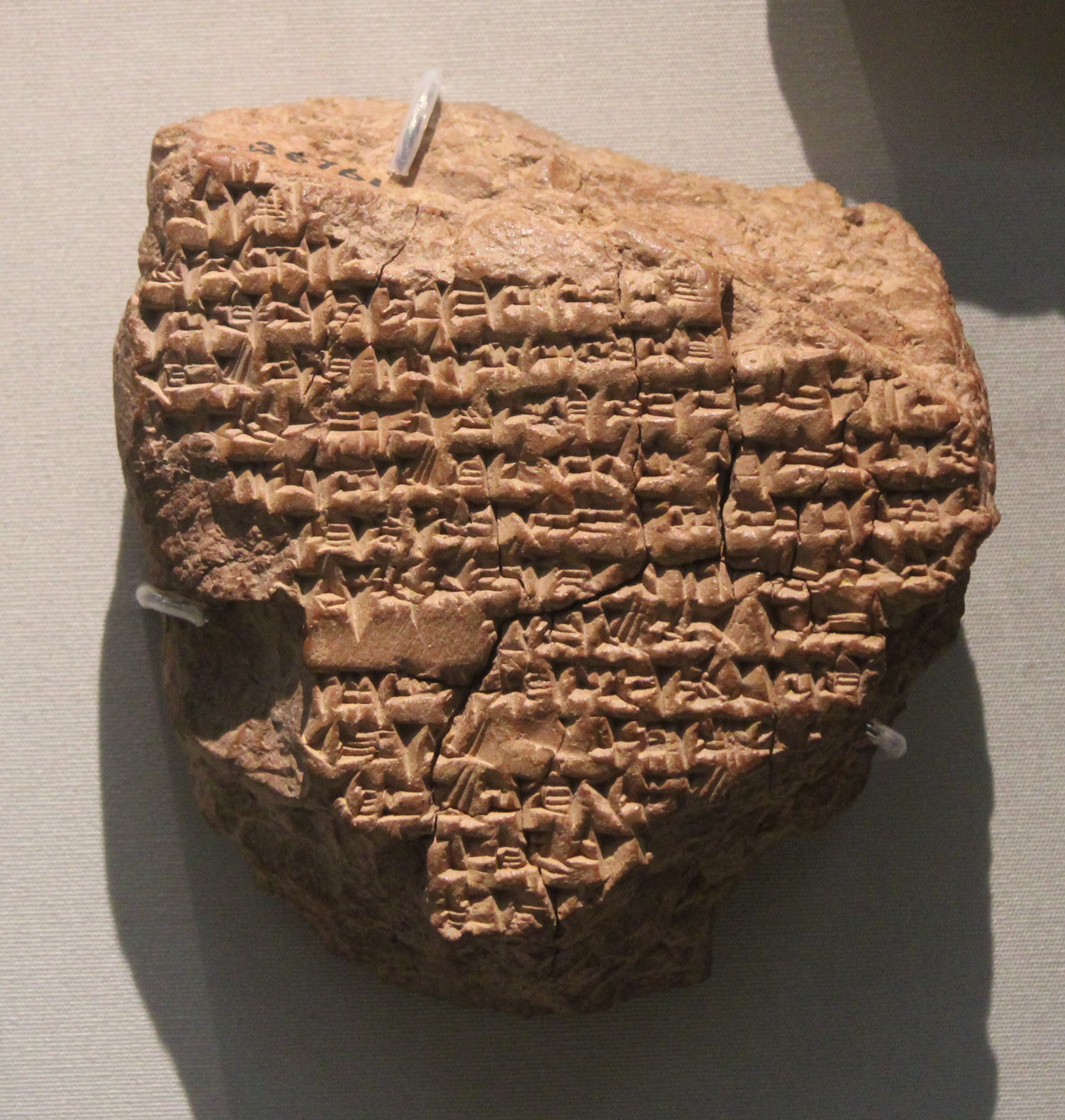
Tablette astronomique cunéiforme datée de 331/330 provenant de Babylone, mentionnant la bataille de Gaugamèles et l'entrée d'Alexandre dans cette ville. British Museum.

En 331 Alexandre dirige ses soldats vers la Mésopotamie, après avoir repoussé les propositions de paix très avantageuses de Darius III. L'affrontement décisif a lieu dans la plaine de Ninive, à Gaugamèles, où l'armée perse est à nouveau mise en déroute. Darius III s'enfuit en Médie, mais il est déposé puis assassiné par les satrapes des provinces orientales emmenés par Bessos. Entre-temps Alexandre a pris Babylone sans combats, puis pénètre en Perse où il prend Persépolis, qu'il incendie en vengeance des outrages que les Perses ont fait subir par le passé aux cités grecques. Lorsqu'il apprend la mort de Darius III, il proclame son intention de le venger, se présentant alors de plus en plus comme un successeur des rois perses. Cela entraîne certes un mécontentement de certains de ses proches, qui voient d'un mauvais œil l'adoption progressive de pratiques perses par Alexandre, mais cela n'empêche pas les troupes gréco-macédoniennes de progresser victorieusement en Asie Centrale, où les satrapes s'opposant à elles sont vaincus après de dures campagnes (330-327). Alexandre convainc tant bien que mal ses troupes de poursuivre dans la vallée de l'Indus (327-325), où elles sont à nouveau victorieuses. Mais elles le forcent après cela à rebrousser chemin. Le retour vers la Perse et la Mésopotamie (326-324) est difficile, causant la mort d'un grand nombre de soldats.
Alexandre meurt à Babylone en juin 323, sans successeur désigné. Cela ouvre la voie aux conflits pour le pouvoir entre ses généraux. Ses guerres ont causé de nombreuses morts et destructions en Asie, en même temps qu'elles ont créé la possibilité de constituer un nouveau monde dans lequel les Gréco-macédoniens dominent politiquement les terres allant de l’Égypte jusqu'à l'Asie Centrale, y implantant de nombreuses cités et leur culture, l'époque hellénistique des historiens. C'est une un monde dans lequel les cités qui occupaient le premier plan durant l'époque classique, Sparte, Athènes et Thèbes, sont reléguées aux seconds rôles. Les deux premières ont certes tenté un baroud d'honneur à l'époque des campagnes d'Alexandre, mais elles sont vaincues par le régent laissé par ce dernier en Macédoine, Antipater : d'abord Sparte sous son roi Agis III, battue en 331, puis Athènes qui prend avec les Étoliens la tête d'une coalition de cités lors de la guerre lamiaque juste après la mort d'Alexandre, en 323-322.

## Le reste du monde grec à l'époque classique
Si les récits sur l'histoire politique du monde grec à l'époque classique sont dominés par les événements ayant lieu en Grèce continentale et dans les îles voisines, les autres parties du monde grec poursuivent leur propre histoire en évoluant plus ou moins à la marge de ces événements, et jouent chacune à leur manière un rôle dans l'économie et la culture grecque de cette période. Elles sont certes moins documentées et étudiées que les principaux acteurs politiques de l'époque, mais les recherches sur les textes combinées à des découvertes archéologiques ont permis de préciser les connaissances à leur sujet.
Les espaces concernés sont avant tout ceux situés autour de l'Égée, mais aussi, depuis le mouvement de diaspora de l'époque archaïque (la « colonisation grecque »), dans des régions plus lointaines où des cités grecques ont prospéré : mer Noire, Cyrénaïque, Sicile et sud de la péninsule italienne (la Grande Grèce), côtes de la France et de l'Espagne actuelles, aussi Chypre qui est une terre grecque depuis plus longtemps encore. Il s'agit de régions de contact entre les Grecs et d'autres populations non-grecques, créant différents types d'interactions et donnant des trajectoires historiques différentes de celles de la Grèce.

### Asie Mineure

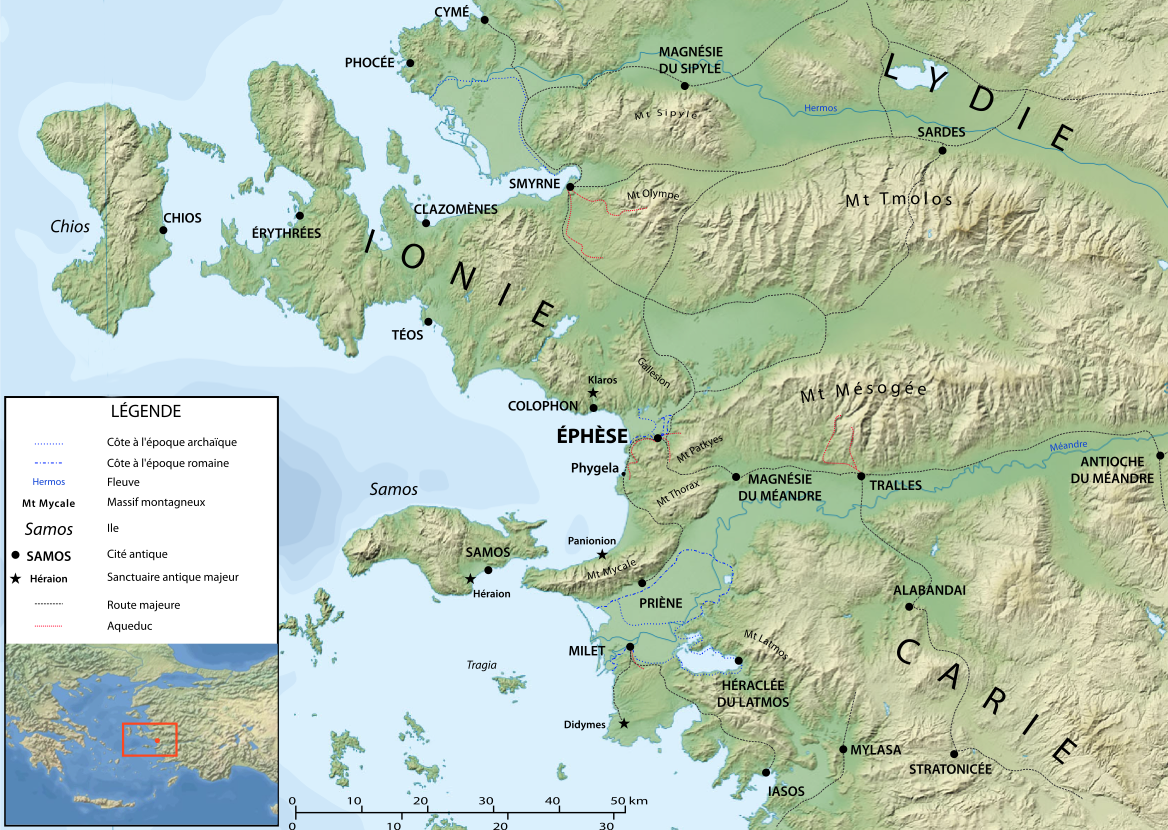
Localisation des principales cités ioniennes.

Les cités grecques de l'Anatolie occidentale (Milet, Éphèse, Phocée, etc.) et des îles voisines (Samos, Chios, Lesbos) étaient parmi les plus dynamiques du monde grec à l'époque archaïque, tant sur le plan économique que culturel. Le peuplement grec s'était manifestement étendu dans la région en même temps que la culture grecque s'était diffusée vers l'intérieur, notamment dans le royaume de Lydie dont les rois avaient établi des relations proches avec le monde grec et une hégémonie sur les cités de la côte.
La conquête perse, à partir de 546 av. J.-C., avait entraîné l'intégration de la région dans ce vaste empire, sous la direction des satrapes établis à Sardes, qui soutiennent la mise en place de régimes tyranniques dans les cités grecques. L'influence de l'emprise perse se ressent également sur le plan culturel en Anatolie, les cités grecques y restant de leur côté peu réceptives, plutôt tournées vers l'Égée. Elles se révoltent contre la domination perse en 499, avec l'appui d'Athènes et d'Érétrie, événement qui initie la période des guerres gréco-perses. La défaite grecque en 494 est un désastre pour les cités d'Asie Mineure, en particulier Milet qui est mise à sac, détruite et dont la population est déportée. Elle ne retrouvera plus jamais son lustre alors qu'elle était jusqu'alors l'une des cités les plus importantes du monde grec par sa richesse et sa vie culturelle. Le pouvoir perse épargne les autres cités, révise sa politique de tribut à la baisse, et consent à la mise en place de régimes politiques accordant des pouvoirs aux citoyens. Cela lui permet de bénéficier de la loyauté des Grecs d'Asie Mineure durant la seconde guerre médique, mais sa défaite rabat les cartes en sa défaveur.
Après les guerres médiques, les cités grecques d'Asie Mineure deviennent un enjeu dans la rivalité entre Athènes et les Perses. Plusieurs d'entre elles se détachent de la domination perse et intègrent la ligue de Délos, celles situées sur les îles qui deviennent en particulier d'importantes contributrices à sa flotte (Samos, Cos, Chios). Elles sont ensuite sous l'emprise croissante d'Athènes, qui réduit leur autonomie, favorisant les régimes démocratiques tout en implantant des clérouquies et garnisons, comme à Milet et à Samos. La révolte infructueuse de cette dernière en 440-439 et celle de Mytilène en 428-427, durement réprimée, confortent la domination athénienne dans ses aspects les plus autoritaires. La dernière partie de la guerre du Péloponnèse (412-404) se déroule largement en Ionie, où la flotte que les Spartiates ont constituée avec l'appui perse et l’enrôlement de marins ioniens triomphe difficilement de celle d'Athènes, qui résiste grâce à sa base navale de Samos.

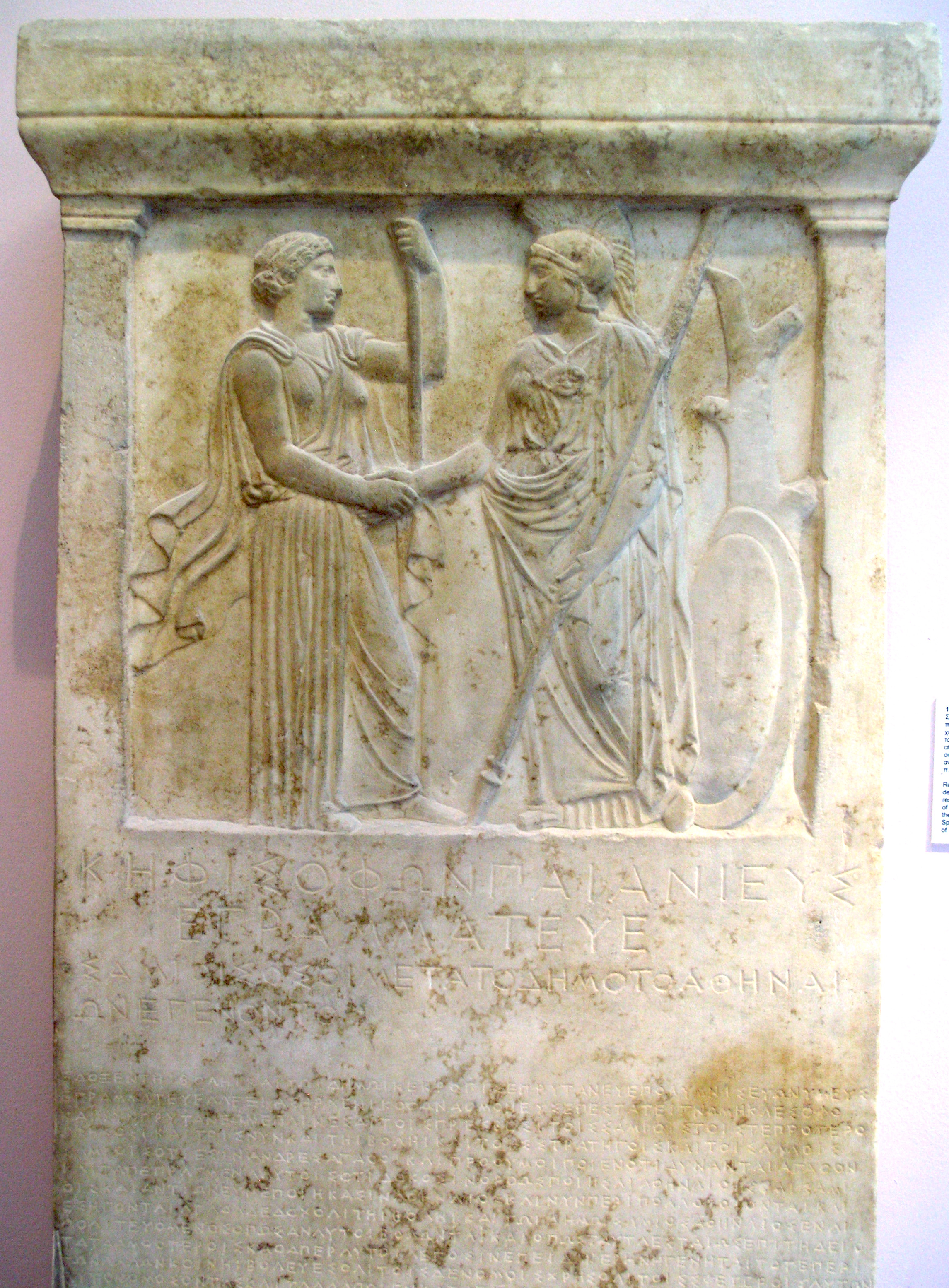
Stèle commémorant la loyauté de Samos envers Athènes après la défaite de la seconde face aux Spartiates à Aigos Potamos (405). Les deux cités sont symbolisées sur le bas-relief par leurs déesses tutélaires respectives, Héra et Athéna, se serrant la main. Musée de l'Acropole d'Athènes.

Les cités d'Asie Mineure connaissent ensuite des révoltes, tiraillées entre Athènes, Sparte (qui favorise les oligarchies contre les démocraties mises en place par Athènes) et les Perses qui souhaitent les faire retourner dans leur giron. L'alliance conclue entre Sparte et les Perses permet en principe aux seconds de remettre la main sur les Grecs d'Asie Mineure une fois les athéniens vaincus, mais quand le triomphe est assuré en 404, le général spartiate Lysandre tente d'imposer la domination de sa cité sur ces régions. Même après son retrait Sparte maintient ses ambitions sur la région dans les années qui suivent, ajoutant au prétexte de libération des cités grecques dominées par les Perses le fait que le prince Cyrus le Jeune avec lequel elle s'était allié avait échoué dans sa révolte pour prendre le pouvoir impérial, et avait été tué. L'armée spartiate, appuyée de nombreux mercenaires, est alors dépêchée sur les terres asiatiques, où elle connaît des succès modestes. Mais elle constitue un poids qui devient vite intolérable pour les locaux, notamment parce qu'elle assure son entretien par le pillage. Le roi Agésilas II est envoyé en renfort en 396 et inflige une défaite aux Perses près de Sardes, puis assiège Gordion sans parvenir à l'investir. La guerre corinthienne le rappelle en Grèce peu après. La Paix du Roi de 386 permet aux Perses de capitaliser sur la division des Grecs pour remettre la main sur la côte occidentale de l'Anatolie.
Les décennies suivantes sont pacifiques, les Perses assurant rapidement une mise en ordre. La culture grecque connaît une nouvelle phase d'expansion en Asie Mineure. Cela est notamment visible en Lycie, où les cités connaissent une hellénisation rapide (Xanthe, Myra, Telmessos, etc.). La Carie gagne en influence sous la dynastie des Hécatomnides, qui a elle aussi de forts penchants philhellénènes. Le souverain local, Mausole (377-353), qui a aussi la fonction de satrape, étend son influence vers le monde grec où il appuie Chios, Cos et Rhodes quand elles sortent de la seconde confédération athénienne. Il attire de nombreux artistes grecs dans sa capitale, Halicarnasse, où ils prennent notamment part à la construction de son tombeau, le mausolée d'Halicarnasse, une des Sept Merveilles du monde. À l'image des Cariens, les satrapes de l'Anatolie se rendent au IVe siècle av. J.-C. de plus en plus autonomes du pouvoir perse. Plusieurs d'entre eux se révoltent contre le pouvoir royal, sans succès. Ils se préoccupent de leur bonne entente avec les cités grecques de la région, cruciale pour consolider leur influence et aussi pour leur approvisionnement en biens de facture grecque dont la popularité est loin de se tarir. Lorsqu'Alexandre le Grand arrive dans la région en 334, il lui suffit d'une victoire sur le Granique pour la faire passer sous son contrôle.

### Chypre

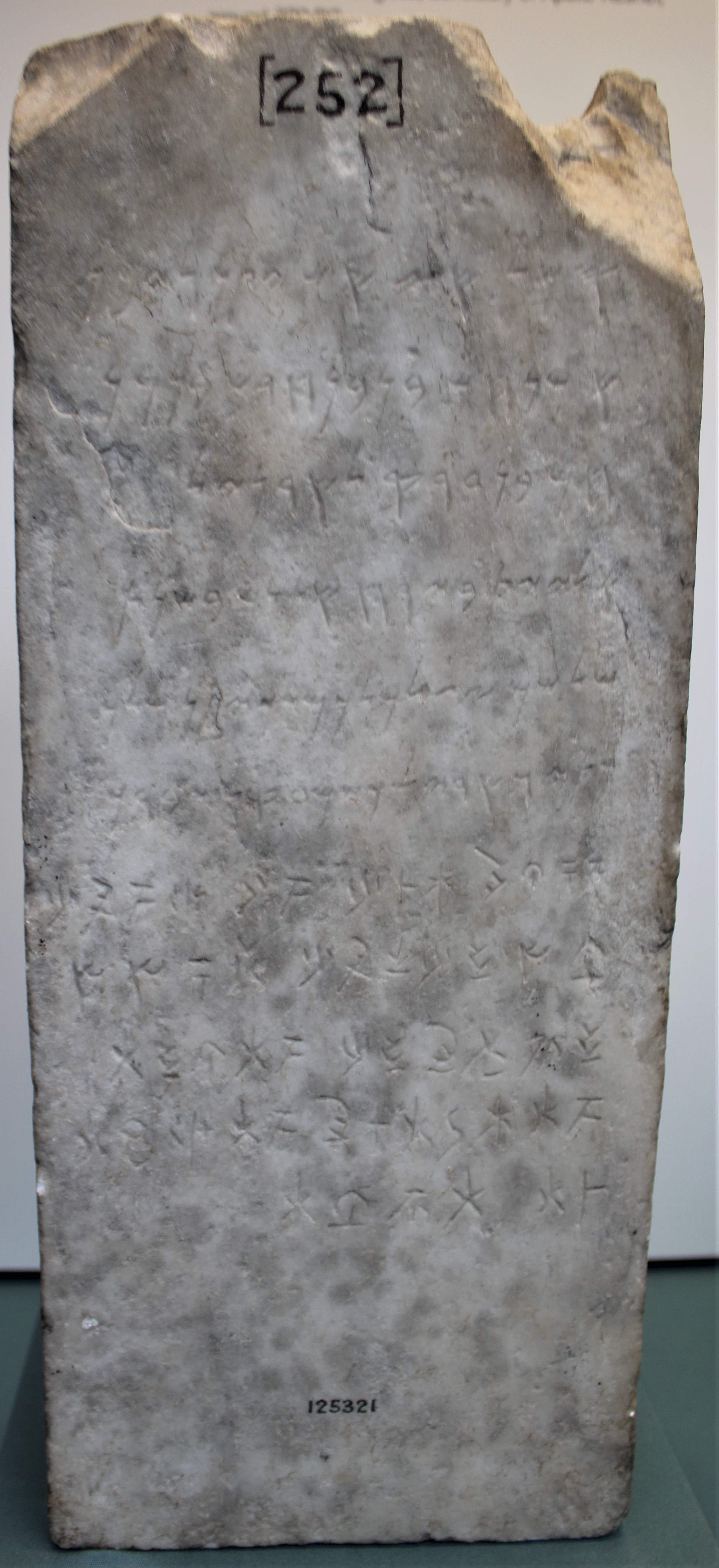
La coexistence des cultures à Chypre : stèle bilingue inscrite en alphabet phénicien et en syllabaire chypriote (transcrivant du grec) provenant du sanctuaire de Pera Frangissa, dédicace au dieu Apollon-Reshep. Vers 370 av. J.-C. British Museum.

Chypre est une autre région d'implantation ancienne de Grecs (c'est-à-dire antérieurement à la colonisation archaïque), qui passe également durant cette période sous la coupe des Perses. Les Grecs y occupent plusieurs cités dirigées par des rois : Salamine, Amathonte, Paphos, Kourion, Idalion, etc. Ils y ont développé une culture originale, marquée par le fait que le grec y est écrit dans une écriture originale, le « syllabaire chypriote ». Ce profil s'explique en bonne partie par le fait qu'ils cohabitent avec deux autres groupes de populations. Les premiers sont les populations parlant l'« étéochypriote », langue d'origine inconnue et non comprise, écrite en syllabaire chypriote, dont les locuteurs sont sans doute des populations implantées sur l'île antérieurement à l'arrivée des Grecs. Les seconds sont les Phéniciens, implantés notamment au sud-est autour de Kition (Larnaca). Bien que les cités soient classées dans un groupe ou l'autre en fonction de la dynastie qui y règne, en pratique le profil culturel de l'île est mixte, celle-ci servant de carrefour entre le Levant, l'Anatolie, l’Égypte et le monde égéen. Les conditions de la mise en place de la domination perse sur l'île sont inconnues. Durant la révolte d'Ionie, le roi Onésilos de Salamine soulève l'île contre les Perses, reçoit l'appui des autres cités chypriotes grecques à l'exception d'Amathonte, mais la révolte est réprimée. Les bateaux chypriotes sont mobilisés par les Perses durant les guerres médiques, où ils auraient fait pâle figure. Le stratège athénien Cimon tente de raviver la flamme de la lutte anti-perse au milieu du Ve siècle av. J.-C., mais sans succès, les souverains pro-perses étant solidement implantés durant les décennies suivantes. La cité phénicienne de Kition entame à cette époque son expansion, en étendant sa domination sur Idalion, une cité grecque. Évagoras de Salamine (410-374) devient un allié d'Athènes, un promoteur de la culture grecque sur l'île (il introduit l'alphabet grec), mais ne parvient pas à secouer le joug perse. Le IVe siècle av. J.-C. voit en tout cas l'hellénisme progresser rapidement sur l'île, y compris en territoire à dominante phénicienne. Les rois de l'île se rangent du côté d'Alexandre le Grand dans sa lutte contre les Perses, lui fournissant leur appui lors du siège de Tyr,.

### Mer Noire

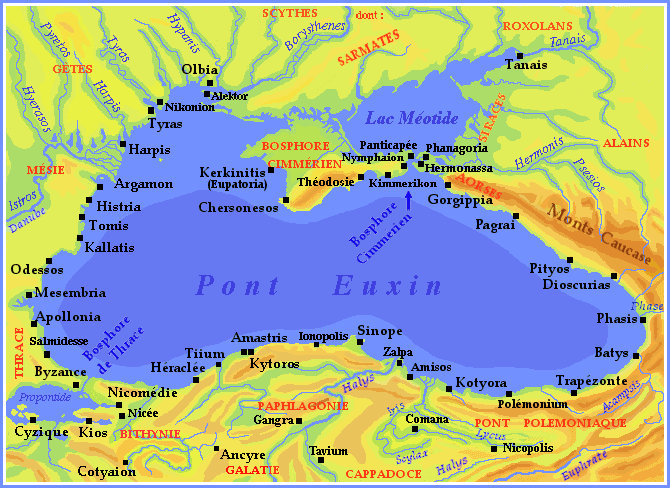
Carte des principales cités grecques autour du Pont Euxin (mer Noire).

Colonies grecques du nord de la mer Noire (dont Panticapée, Nymphaion, Kimmerikon, Théodosie, Chersonèse, Phanagoria, Hermonassa, Gorgippia et Tanaïs).

Durant le mouvement de colonisation de l'époque archaïque, des cités sont fondées sur les côtes de la mer Noire, le Pont Euxin des Anciens, et les détroits la reliant à l’Égée. Ces fondations sont faites à l'initiative de métropoles ioniennes (notamment Milet) et éoliennes, et également de Mégare. Les principales concentrations de cités sont la région des détroits (Cyzique, Byzance, Chalcédoine), la Crimée et la côte de l'actuelle Ukraine (Olbia du Pont, Panticapée, Chersonèse). Le mouvement se poursuit durant la première partie de l'époque classique, au point qu'on trouve alors des cités grecques émaillées tout le long des rives du Pont Euxin, qui profitent de l'absence de menace grave, de terres arables souvent abondantes, et de la possibilité d'entretenir un commerce maritime dynamique avec la Grèce des cités. Assez peu documentées par les textes antiques, ces régions sont mieux connues grâce aux fouilles archéologiques modernes.

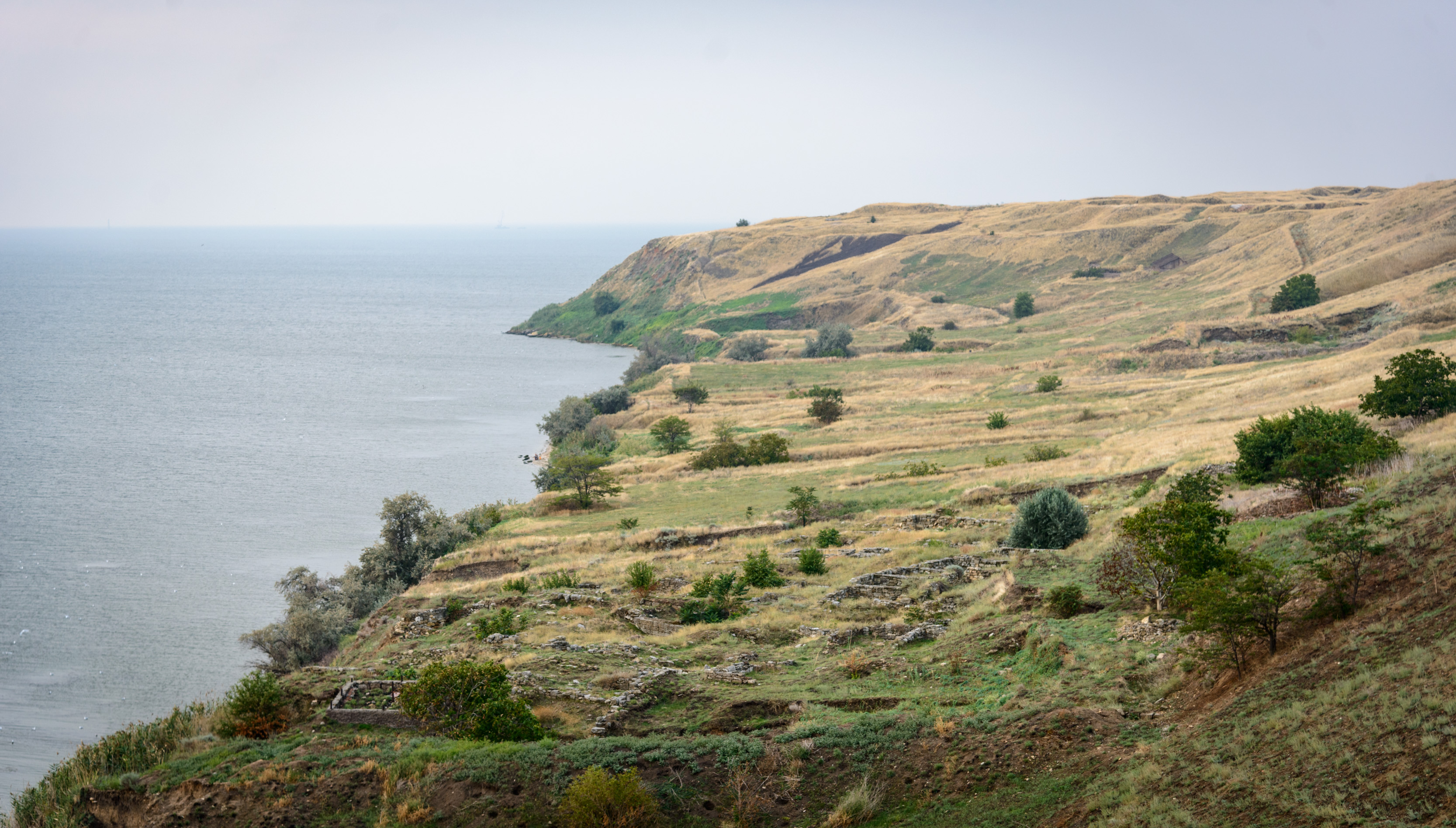
Le site d'Olbia du Pont.

Ces cités évoluent généralement au contact de populations indigènes avec lesquelles elles tâchent de maintenir la meilleure entente possible, commerçant et se liant avec leurs voisins non-grecs par des échanges matrimoniaux, rares étant celles qui à l'image d'Héraclée du Pont en Bithynie ont étendu leur domination sur leur arrière-pays et asservi sa population, les Mariandynes. Elles sont généralement parvenues à préserver la paix et à développer leur arrière-pays agricole pour prospérer. Olbia du Pont a ainsi donné naissance à de nombreux villages érigés le long du Dniepr et du Boug. Mais ces succès semblent avoir attiré vers elles les convoitises des royaumes voisins qui se sont étendus en profitant du retrait des Perses de la région, à savoir les Thraces sur la côte occidentale, et les Scythes sur la côte du nord, comme l'indiquent les traces de destructions et de consolidation des systèmes défensifs attestés à Istria et à Olbia pour la première partie du Ve siècle av. J.-C. Les relations mouvementées entre Olbia et les rois scythes qui cherchent à la dominer sont relatées par Hérodote. Il semble que la cité soit alors passée sous la coupe de ses puissants voisins. Plus à l'est, dans la région du Bosphore pontique, les cités grecques forment vers 480 une coalition sous la coupe d'une dynastie de tyrans, les Archéanactides, probablement pour faire face aux Scythes, mais elle n'est quasiment pas documentée. On y voit couramment un antécédent au royaume du Bosphore qui émerge après 438 sous la dynastie des Spartocides, qui règnent depuis Panticapée. Les cités de Colchide (actuelle Géorgie) sont quant à elles sous la coupe des royaumes locaux et développent une culture hybride.
Selon ce que rapporte bien plus tard Plutarque, Athènes aurait lancé une expédition navale dans le Pont Euxin en 430 à l'initiative de Périclès, alors qu'en principe cette mer relevait de la sphère de domination perse d'après les conditions de la paix de Callias. Il s'agirait d'une démonstration de force athénienne, qui se serait notamment soldée par une intervention à Sinope pour renverser son tyran. La réalité de cet événement a été discutée, de même que sa finalité, qui pourrait être liée à la dépendance croissante de la cité athénienne envers le blé importé de la mer Noire, ou encore participer de la dynamique de l'impérialisme athénien. Le déclin de la puissance athénienne durant la fin de la guerre du Péloponnèse met quoi qu'il en soit fin à ses ambitions dans la région. Le royaume du Bosphore est alors dirigé par Satyros Ier (433-389) qui tente une politique d'expansion sur les cités grecques et les populations indigènes voisines, sans grand succès. Il mène également une politique amicale avec Athènes, en lui fournissant du blé. Ses successeurs Leucon Ier (389-349) et Pairisadès Ier (349-310) parviennent à étendre le royaume en prenant d'autres cités grecques (notamment Theodosia) et en dominant des peuples voisins (Sindes, Torètes, Dandariens, Psesses). Ils constituent ainsi un royaume pluri-ethnique, où l'exercice du pouvoir prend un aspect plus autocratique (tyrannique), en continuant à profiter de leur richesse céréalière pour maintenir de bons contacts avec le monde égéen. Chersonèse de Crimée parvient aussi à la même époque à s'étendre sur les cités voisines. Les rois scythes préservent leur puissance, mais leurs relations avec les deux principales puissances grecques de leur voisinage sont mal connues. La présence d'objets de facture grecque dans les tombes royales scythes de la période indique en tout cas l'existence d'échanges, quelle que soit leur nature exacte (diplomatie ?). On sait par ailleurs que des marchands grecs s'aventurent dans les terres scythes, plusieurs d'entre eux s'y installant probablement. Sur la côte sud, Héraclée du Pont mène également une politique expansionniste au IVe siècle av. J.-C. D'abord perturbée par son instabilité interne, l'arrivée au pouvoir d'une dynastie de tyrans fondée par Cléarque (364-352) aboutit à une période de stabilité qui lui permet de capitaliser sur sa richesse pour s'étendre sur la côté nord de l'Anatolie, en particulier sous les règnes de Timothée (346-337) et de Denys (337-305). Elle doit aussi composer avec les autorités perses. Les cités occidentales sont quant à elles sous la domination de peuples non-Grecs (Thraces, Gètes, Scythes), avant de faire face à l'expansion de la Macédoine sous Philippe II qui parvient à vaincre les peuples « barbares ». Mais ce triomphe est de courte durée, puisque les Scythes et les Thraces profitent de l'expédition asiatique d'Alexandre pour reprendre le terrain perdu.
En fin de compte, ces pays présentent un profil particulièrement original dans le monde grec. Cela est lié à leur éloignement du monde égéen, qui fait qu'ils préservent certains traits archaïques, et surtout à leurs nombreuses interactions avec les peuples non-Grecs qui s'y trouvent. Les échanges matrimoniaux sont courants, des motifs artistiques scythes et des divinités scythes ou tauriques sont intégrées à la culture des cités grecques. De ce fait on peut considérer qu'elles présentent une forme distincte et originale d'hellénisme.

### Cyrénaïque

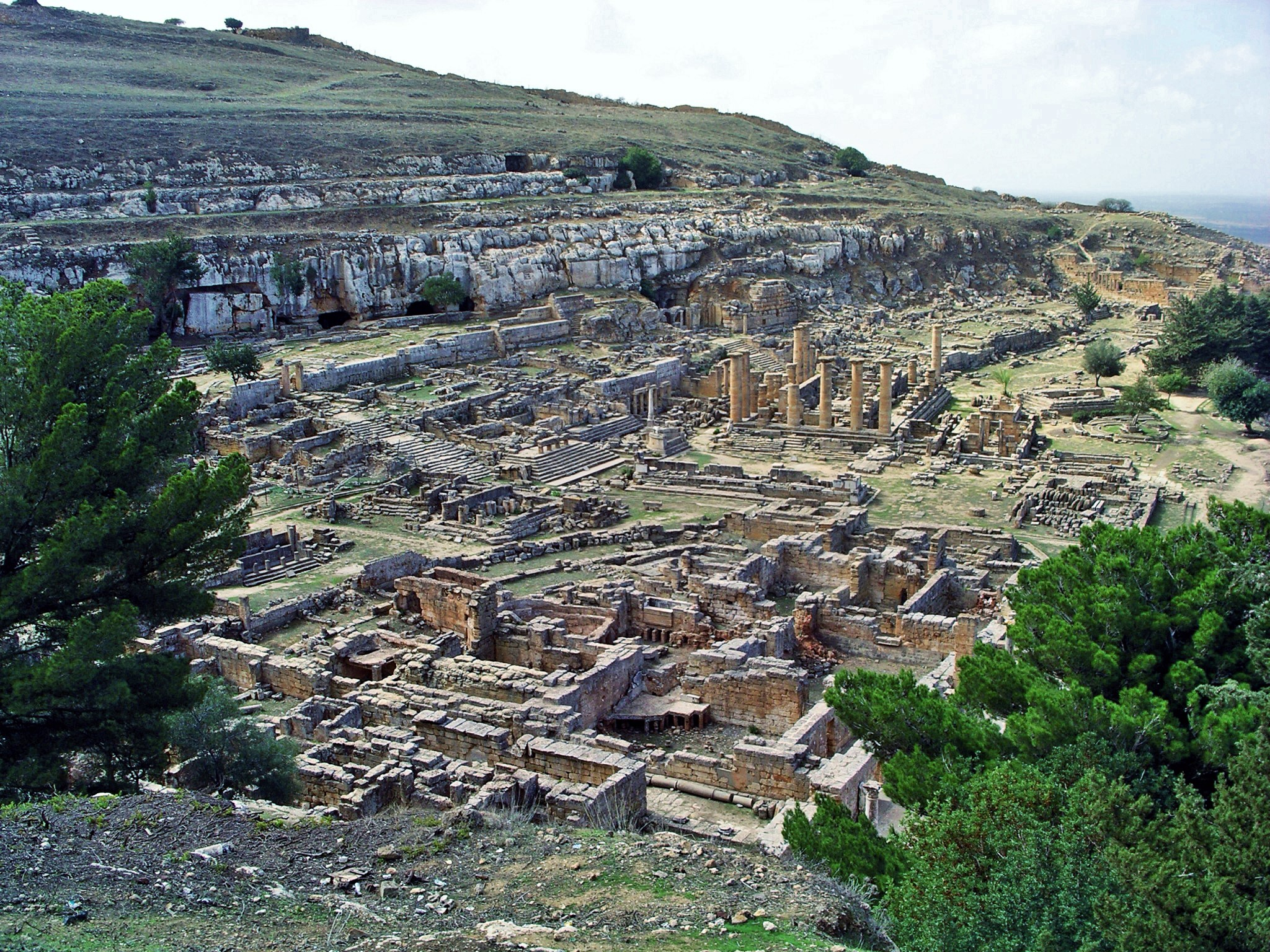
Le site de Cyrène.

Cyrène (l'actuelle Shahhat en Libye) est la principale cité grecque d'Afrique du Nord, fondée en 630 par des colons venus de Théra. Elle a donné son nom à sa région d'implantation, la Cyrénaïque. C'est une monarchie dirigée par une dynastie descendant de son fondateur Battos, les Battides. Son territoire est très vaste, organisé autour de villages, prospère par l'agriculture et l'élevage, y compris celui de chevaux qui est très réputé, et aussi l'exportation de silphium, plante très appréciée dans le monde grec pour ses vertus médicinales, aromatiques et condimentaires. Elle fonde d'autres cités sur lesquelles elle entend exercer son autorité, même si Barca (Al-Marj) et Euhespérides (Benghazi) deviennent autonomes. Comme ailleurs, les Grecs doivent composer avec les populations locales, les Libyens (tribus des Marmanides, Masamons, Maques), qui sont parfois combattus, mais se mélangent aux populations grecques et reçoivent l'influence culturelle grecque. L'Égypte voisine est également un partenaire incontournable. La région est dominée par les Perses de 525 jusqu'au début du Ve siècle av. J.-C., quand elle reprend son indépendance. La monarchie est renversée vers 440, le régime qui la remplace étant mal connu. Au début du IVe siècle av. J.-C., la domination de Cyrène semble contestée par Barca, alors que les Carthaginois s'étendent vers la région. L'affrontement qui en résulte est mal connu et semble s'être soldé sans vainqueur. L'historien latin Salluste rapporte que la frontière est fixée au lieu de rencontre de deux groupes de deux coureurs partis depuis les territoires des deux rivaux, qui serait localisé au fond du golfe de la Grande Syrte (autel des frères Philènes).

### Grande Grèce et Sicile

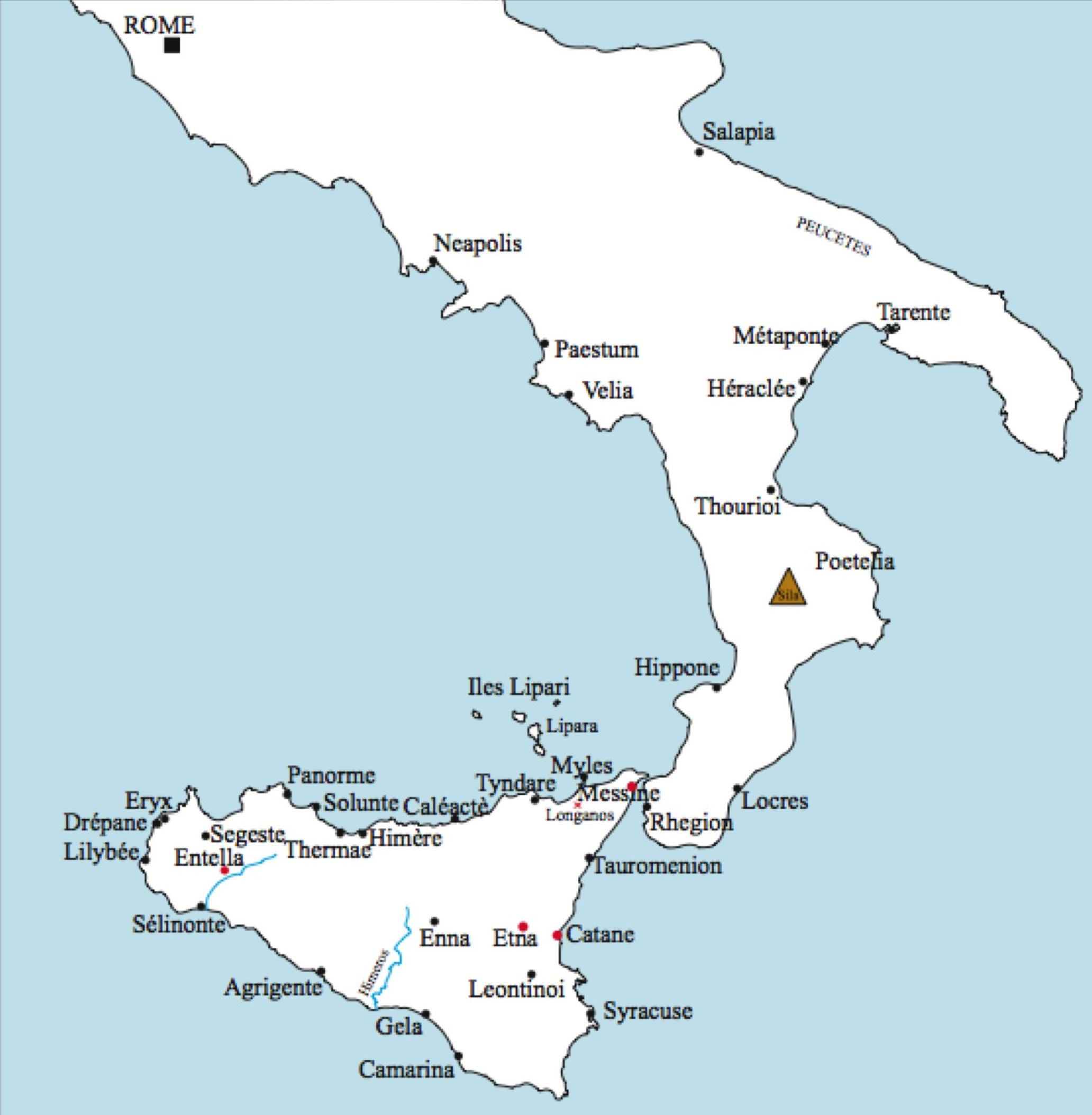
Localisation des cités de Grande Grèce.

L'expression « Grande Grèce » désigne au sens large les cités grecques de la péninsule italienne et celles de Sicile (dans une acception plus restreinte cette île en est exclue). La fertilité de ces régions, en particulier la Sicile, est souvent vantée dans les textes de l'époque. La région a attiré de nombreux migrants grecs venus cultiver ses terres arables autrement étendues que dans leur pays d'origine, et c'est à l'époque classique un ensemble de territoires dont la richesse peut difficilement être égalée dans le monde grec. Cela d'autant plus que les cités y disposent d'une position géographique avantageuse pour les échanges, au centre du bassin méditerranéen, à l'intersection des influences grecque, carthaginoise et étrusque. Ces cités préservent des contacts avec leur pays d'origine, en particulier les cités à l'origine de leur fondation, qui balancent entre coopération et confrontation. Comme les autres régions d'implantation de la diaspora grecque, elles doivent composer avec des populations autochtones, auxquelles s'ajoutent les Phéniciens/Carthaginois, fortement implantés dans la partie occidentale de la Sicile, dans des cités fermement contrôlées par Carthage, alors que les Grecs sont plus divisés, souvent en conflits entre eux, même s'ils ont plutôt tendance à faire front commun face aux non-Grecs.

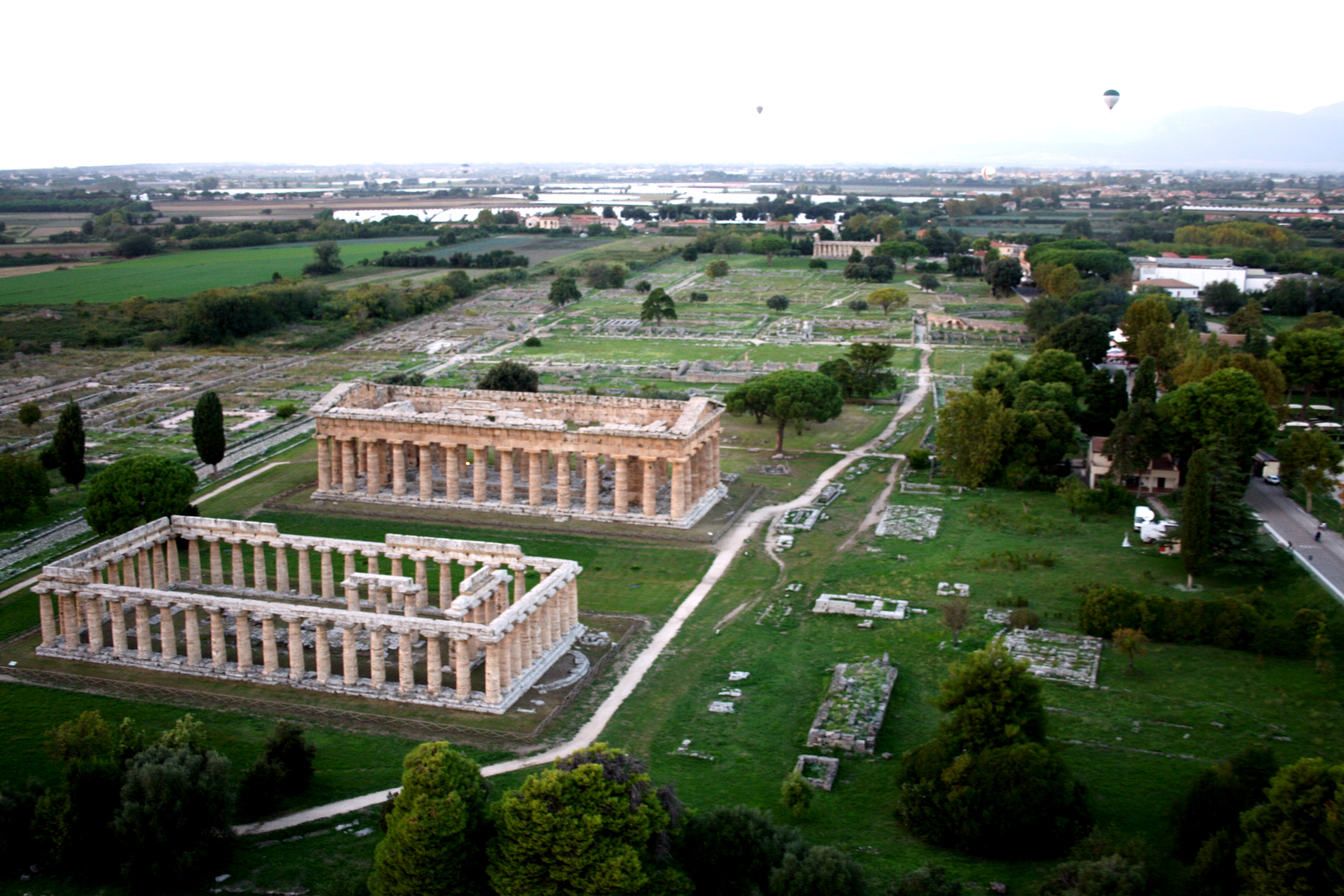
Le site de Paestum (Poseidonia).

La dynamique d'expansion grecque engendre des frictions avec des groupes non grecs, plus ou moins bien organisés au début, mais souvent de mieux en mieux au fur et à mesure de leurs interactions et de leur confrontation aux Grecs. Ainsi, les Grecs de Tarente (dans les Pouilles actuelles) sont implantés au contact des Messapiens avec lesquels ils sont à plusieurs reprises en guerre. Mais les Grecs n'ont pas forcément besoin des peuples non-Grecs pour prendre les armes, puisque de nombreux conflits opposent les cités grecques, comme l'illustre la destruction de Sybaris par Crotone en 510. C'est sur son territoire que les Athéniens fondent vers 444 la cité de Thourioi. L'élan expansionniste des cités de Grande Grèce stricto sensu se retourne dans la seconde moitié du Ve siècle av. J.-C., quand plusieurs d'entre elles passent sous le contrôle de peuples italiques : en 421 Cumes est prise par les Samnites, puis Neapolis subit le même sort peu après ; vers 400 les Lucaniens prennent Poseidonia (Paestum). Face à cela, les cités grecques forment une première ligue italiote en 393-388, puis une seconde en 367-361. Tarente prend une place militaire de plus en plus importante, alors que Syracuse intervient de plus en plus lorsque les peuples italiques menacent une cité grecque, ce qui lui sert à affirmer ses ambitions sur les cités de la Botte. Si ces réactions suffisent pour repousser les assauts dans la première moitié du IVe siècle av. J.-C., en revanche par la suite Tarente appelle à l'aide Archidamos de Sparte, en 342-338, puis Alexandre d’Épire, en 334-331, ce dernier trouvant la mort lors de sa campagne. En 326 Neapolis est conquise par Rome, marquant le début de la soumission des cités grecques occidentales par la puissance du Latium.
La Sicile est un lieu de confrontation entre Grecs et Phéniciens, au milieu duquel se trouvent des peuples autochtones tels que les Élymes. Ces derniers et les cités phéniciennes de Sicile s'allient ainsi en 510 pour détruire une colonie qu'un Spartiate venait de fonder près de Motyé. La piraterie grecque est également très active, posant une menace sérieuse au commerce phénicien qui est sa principale cible. En d'autres occasions, les Grecs s'opposent aux Grecs. Le tyran Hippocrate de Géla annexe ainsi plusieurs cités voisines et domine la Sicile orientale. Le général qui lui succède, Gélon, s'implante à Syracuse, qu'il organise suivant des pratiques peu courantes dans le monde grec : il déporte des vaincus pour peupler sa capitale, contracte des alliances matrimoniales avec d'autres tyrans, en premier lieu Théron d'Agrigente avec lequel il se partage la partie grecque de la Sicile et commence à bousculer les positions des Carthaginois, qui sont hégémoniques à l'ouest. Le conflit qui éclate en 480 tourne d'abord en faveur des Carthaginois, qui assiègent les Grecs à Himère. Mais Gélon parvient à remporter une victoire inespérée qui conforte la puissance syracusaine à l'ouest, de la même manière qu'Athènes triomphe au même moment à l'est face aux Perses.
Hiéron Ier, frère de Géla, lui succède à sa mort en 478. Il consolide l’État syracusain, entité politique originale dans le monde grec puisqu'elle est constituée de plusieurs cités grecques siciliennes. Mais les conditions de la domination syracusaine avaient suscité de nombreuses jalousies et rancœurs. Un conflit éclate entre Syracuse et Agrigente, qui est vaincue, et une révolte y fonde une démocratie. De la même manière, à la mort de Hiéron en 467 sa famille est chassée de la ville et une démocratie y est fondée. Cela dans un contexte chaotique, alors que les affrontements précédents ont donné naissance à plusieurs conflits locaux. La Résolution commune de 461 av. J.-C. prévoit la paix entre les cités siciliennes, redevenues indépendantes. Mais la discorde règne dans les cités, entre factions aristocratiques et démocratiques, tandis que les Élymes, pour consolider leur position au milieu des Grecs, créent leur propre cité à Ségeste. Un autre peuple non grec, les Sicules, est organisé en ligue autour de son chef Doukétios. Mais Syracuse, qui reste la cité sicilienne la plus riche, s'est constituée une puissante flotte de guerre et restaure patiemment son hégémonie. Comme vu précédemment, les Athéniens attaquent Syracuse en 415-413 à l'appel des Élymes, menacés par la cité de Sélinonte, ce qui se solde par un triomphe pour la cité sicilienne.

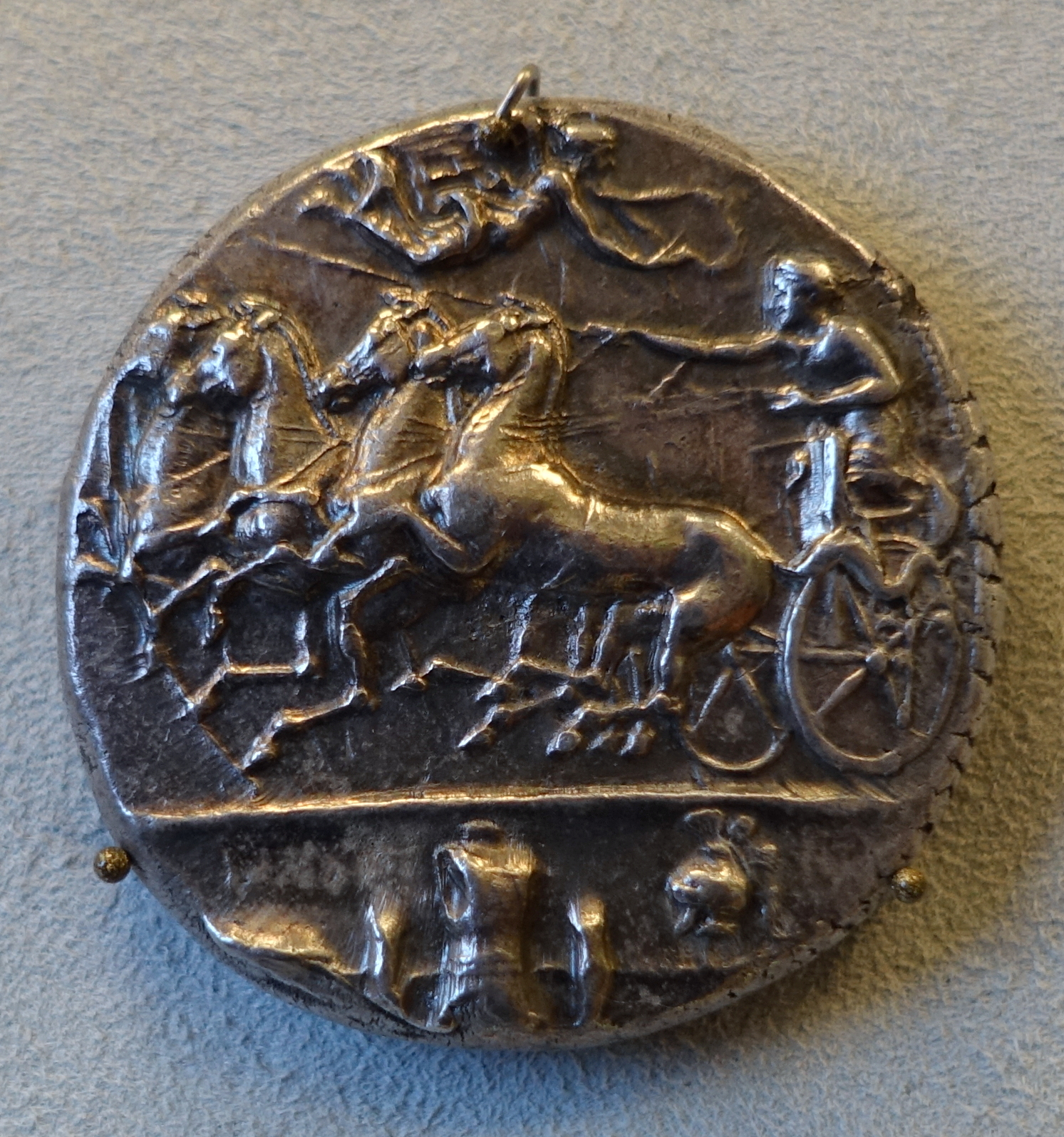
Décadrachme d'argent de Syracuse, v. 400, règne de Denys l'Ancien. Bode-Museum.

Les Élymes reçoivent en 409 l'appui de Carthage, qui a des comptes à régler avec les cités grecques de Sicile. Elle s'empare de Sélinonte et y massacre la population. Les Sicules se joignent aux Carthaginois, et ensemble ils remportent une victoire contre Syracuse qui leur permet de s'emparer d'Himère. Les luttes entre les généraux syracusains Dioclès et Hermocrate ralentissent la réaction grecque. Carthage prend Agrigente en 406, suscitant une grande peur chez les Grecs. À Syracuse, Denys se fait nommer général unique et organise la résistance face aux troupes carthaginoises qui assiègent la ville. Les assiégeants subissent une épidémie et concluent la paix. Les cités grecques conquises précédemment reprennent leur indépendance et leurs anciens habitants peuvent y retourner, à la condition qu'ils n'y érigent pas de murailles.
Denys devient tyran à Syracuse, mettant fin à la démocratie. Il réorganise le système défensif, se constitue une armée et reprend à son tour la politique d'annexion des cités voisines et de déplacement forcé de leurs habitants vers sa ville. Il lance une campagne contre ses rivaux : la région de Ségeste est ravagée, la cité phénicienne de Motyé est prise et détruite. La réplique carthaginoise se solde par une retraite des Syracusains et le siège de leur cité. Mais une épidémie vient une nouvelle fois sauver la ville. Cela consolide la position de Denys, qui est alors à la tête de la plus vaste cité du monde grec, riche et cosmopolite. Il étend son influence vers l'Italie (prise de Rhégion en 388), mais ses nouvelles campagnes contre Carthage n'ont pas plus de succès que les précédentes. Son fils et successeur Denys le Jeune n'a pas plus de succès, les guerres s'avèrent coûteuses, puis il fait face en 357 à une révolte d'un de ses principaux serviteurs, Dion, qui plonge la Sicile dans l'anarchie. Les années suivantes sont marquées par des conflits entre Grecs et Carthaginois, entre Grecs et Grecs, entre citoyens de mêmes cités. En 345 Syracuse demande de l'aide à sa cité-mère, Corinthe, pour qu'elle lui envoie des hommes. Celle-ci dépêche un de ses aristocrates, Timoléon, avec une modeste troupe de 700 hommes. Cela ne l'empêche pas de trouver de l'argent sur place pour lever une force plus importante, de remporter un succès inespéré face aux Carthaginois et de déposer les tyrans des cités siciliennes. Mais sa mort dès 337 empêche ses avancées d'être consolidées.

### Méditerranée occidentale

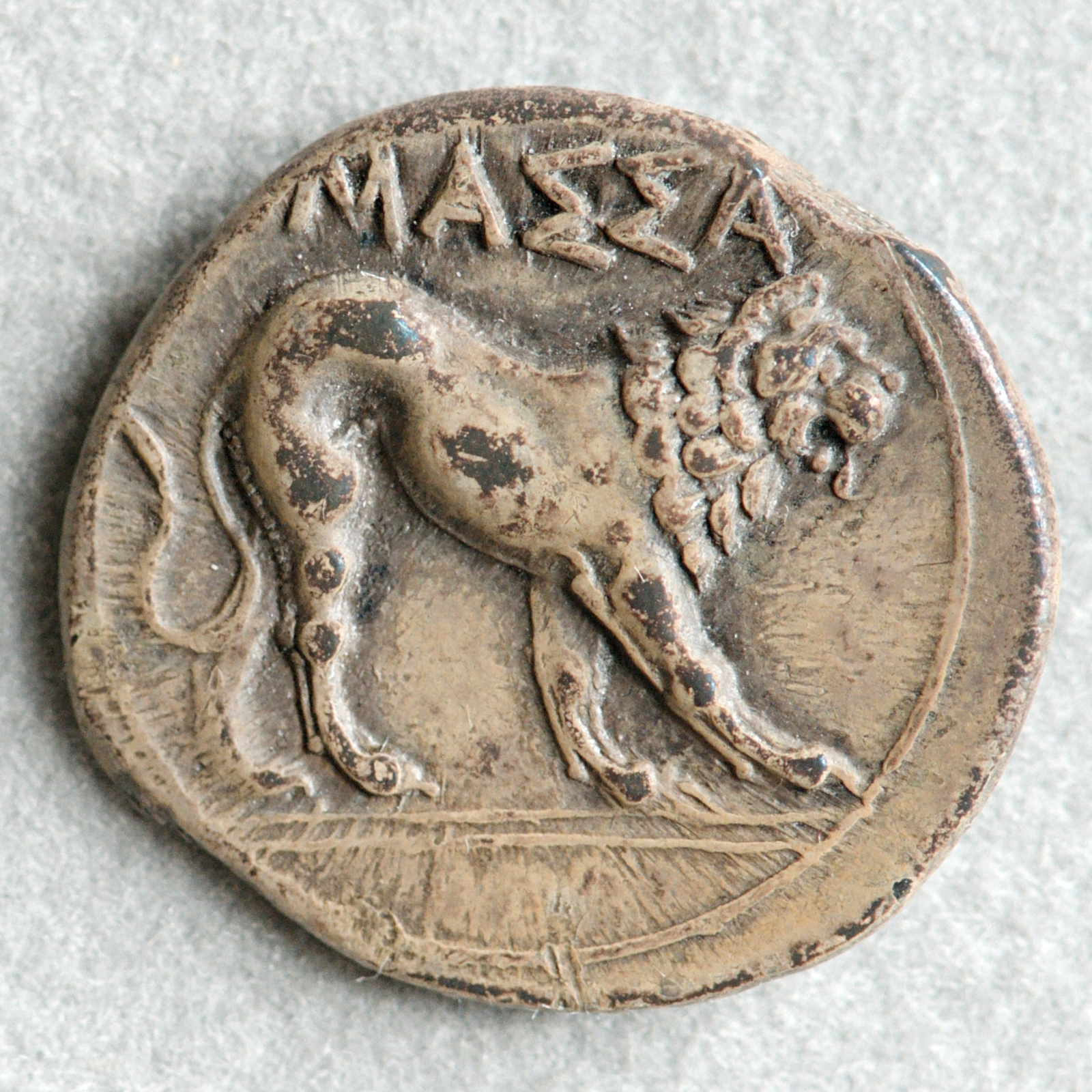
Drachme lourde d'argent de Massalia, représentant au revers un lion marchant à droite, v. 390-220 av. J.-C. Département des Monnaies, médailles et antiques de la BnF.

Plus à l'ouest, après l'implantation de divers comptoirs (emporia) où des Grecs venaient commercer auprès de populations locales, notamment les Étrusques, et de Phéniciens, la présence grecque connait un reflux. Cela vaut pour les comptoirs de l'Italie centrale (Pyrgi, Gravisca), pour la Corse où les colons grecs d'Alalia auraient affronté en 540 une coalition de Carthaginois et d’Étrusques avant de l'abandonner, également en Sardaigne qui passe sous domination carthaginoise.
Les cités implantées dans cet extrême-occident grec sont des fondations de Phocée : Alalia, Élée, Massalia et Emporion. Cette cité a une longue tradition de contacts avec les peuples de Méditerranée occidentale. Ici la présence grecque est souvent de type temporaire, assurée par des marins et des marchands venus échanger des produits, tandis que les cités permanentes mêlent souvent Grecs et autochtones. Dès lors, elles assurent un rôle d'interface entre le monde grec et les cultures locales, à l'image de Massalia (Marseille), la principale cité grecque de ces régions, puissance commerciale de premier plan qui contribue à diffuser des produits grecs vers la Gaule. Selon ce que rapporte bien plus tard Strabon, l'organisation de la cité consiste en une assemblée de 600 citoyens appelés timouchoi, disposant de ce statut à vie, avec un organe exécutif formé de quinze d'entre eux, et trois personnes disposant de l'office suprême. Elle domine la région de l'embouchure du Rhône et ses propres fondations, les cités d'Agatha (Agde), d'Antipolis (Antibes) et de Nikaia (Nice). En revanche, elle pourrait voir son influence diminuer sur Emporion (Empuries), située en Catalogne (où se trouve une autre implantation grecque, Rhode, l'actuelle Roses). Cette cité de dimension modeste (il pourrait s'agir d'un simple emporion) est en contact avec les populations ibères locales, qui y semblent bien implantées d'après ce qu'indiquent les sépultures mises au jour sur le site. Elle contribue à diffuser l'influence grecque vers l'intérieur, surtout visible dans le domaine des techniques. Plus au sud la présence et l'influence grecques sont plus ténues, face à l'influence croissante de Carthage.

## Aspects économiques et sociaux

### Démographie
La période classique se caractérise par une croissance démographique dans le monde grec, en particulier dans les régions de Grèce continentale et les îles des Cyclades, qui connaissent d'importantes concentrations humaines, en particulier là où le phénomène urbain est le plus développé. Certains estiment même que certaines régions étaient plus peuplées à la fin de l'époque classique qu'elles ne l'étaient au XIXe siècle. Les prospections repèrent en tout cas un développement de l'habitat rural sur la longue période qui va de 600 à 200 av. J.-C., le phénomène de dispersion étant à son sommet durant l'époque classique. Il est cependant difficile de passer de ces données de terrain à une estimation précise de la population, la dispersion de l'habitat étant non seulement liée à l'évolution quantitative de la population, mais aussi aux structures économiques et sociales : l'intensification de l'exploitation agricole conduisant à l'apparition de nouveaux sites, la constitution de grands domaine à leur diminution, la demande faite aux citoyens de certaines cités de s'équiper par leurs propres moyens les inciteraient à quitter la ville pour s'installer dans un domaine rural. La majorité de la population des cités-États grecques vit en ville ; pour la Béotie, la proportion d'urbains dans le total de la population serait à situer aux environs de 70 %. Du point de vue des différences régionales, l'Attique est manifestement la région la plus peuplée, les densités sont plus élevées dans la Grèce des cités (Attique, Béotie, Corinthe, aussi Laconie, Messénie, Eubée), mais la Grèce du nord effectue un rattrapage au IVe siècle av. J.-C., ce qui explique l'essor de la Macédoine, de le Thessalie et de l'Épire,.

### Structures et dynamiques économiques

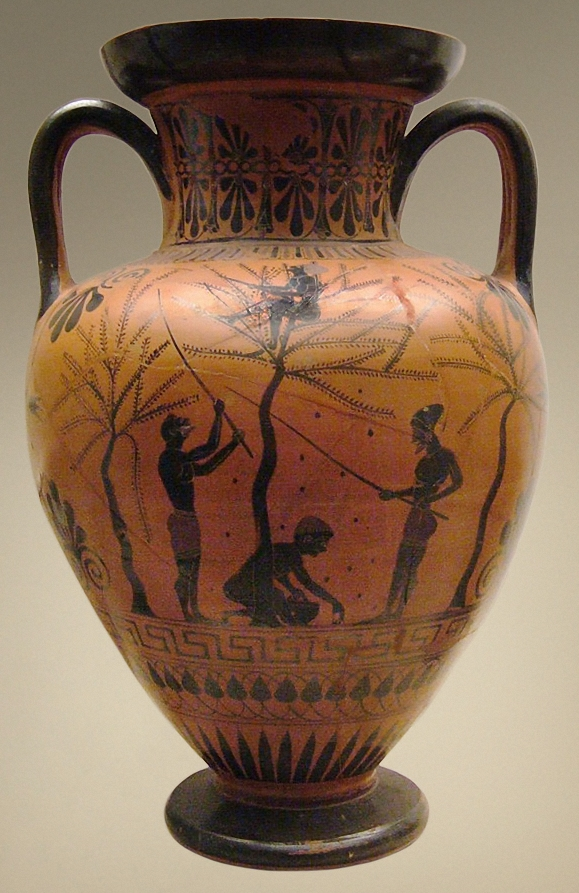
Gaulage des olives, amphore attique à figures noires d'Antiménès, British Museum.

L'économie grecque antique fait l'objet de nombreux débats, portant sur ses éventuelles caractéristiques « modernes » (place des mécanismes de marché, importance des échanges à longue distance, monétisation des échanges, etc.). La cité ne joue pas le rôle prépondérant dans l'économie. L'unité de base est la maisonnée, l’oikos, d'où dérive le terme oikonomia (promu notamment par Xénophon) qui a donné « économie », qui dans son acception antique concerne la gestion de cette maisonnée privée, généralement constituée d'une famille nucléaire, potentiellement des dépendants et esclaves. La plupart des maisonnées exercent une activité agricole, autour de quelques arpents de terre, partagées entre une céréaliculture dominante (blé et orge), des cultures arbustives (olivier, vigne, figuier et autres arbres fruitiers), quelques animaux (moutons et chèvres surtout). La pêche est certes courante sur les côtes, mais les eaux grecques ne sont pas particulièrement poissonneuses, à l'exception de la mer Noire, et le poisson ne semble pas avoir eu l'importance alimentaire et économique de la « trilogie méditerranéenne », constituée des céréales, de l'olivier et de la vigne.
L'idéal des théoriciens de la gestion de l’oikos est l'autarcie, mais en pratique cela relève de la gageure, car l'autoconsommation ne peut suffire à la plupart des maisonnées, même paysannes, aussi le recours à des systèmes d'échanges est crucial pour se procurer ce qu'elle ne produit pas, que ce soit par le troc avec des voisins, ou par la monnaie sur un marché local.

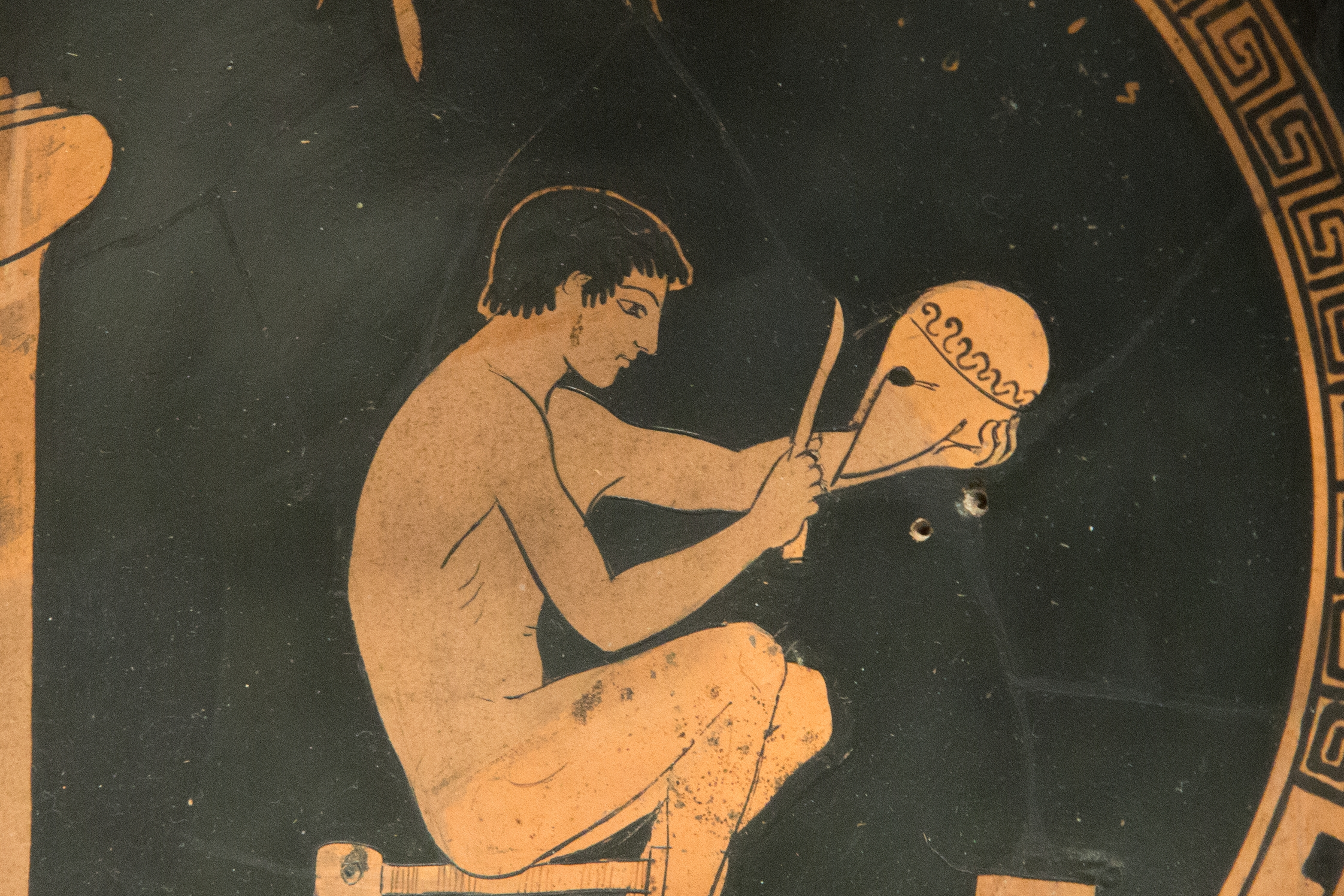
Détail d'un vase à figures rouges représentant un artisan confectionnant un casque d'hoplite. Vers 480 av. J.-C. Ashmolean Museum.

La production artisanale est certes réalisée en partie dans le cadre de la maisonnée, par les femmes et les esclaves, mais il existe de nombreux ateliers où exercent des artisans professionnels, libres ou non libres, bien documentés par les textes athéniens, qui présentent les cas de petits et de grands ateliers. La production de céramique, et d'autres objets en argile (coroplathie) est un des principaux domaines de l'artisanat, en général peu spécialisée puisqu'un même atelier peu produire des vases de divers types, des figurines, des tuiles, etc. ; la production de céramique peinte de qualité est minoritaire, et rien n'indique que les « artistes » qui la décorent jouissent d'une considération sociale notable. Le travail du métal est essentiel pour la production d'outils quotidiens, d'armes, de monnaies. Les carrières de pierre (calcaire, marbre) sont également un secteur d'activité très important, l'époque classique étant marquée par un grand nombre de chantiers de construction d'envergure, qui eux-mêmes constituent un autre secteur économique notable, mobilisent de nombreux artisans.
Le commerce se déroule à plusieurs échelles, et concerne aussi bien des petits vendeurs, qui sont avant tout des paysans et des artisans écoulant leur propre production, que des grands commerçants et armateurs documentés par les textes de Démosthène et d'autres orateurs attiques, qui disposent d'un capital plus important pour entreprendre des expéditions commerciales à plus longue distance, en général par mer. Les épaves comme celle de Kyrénia, échouée au large de Chypre dans les années 340, fournissent des informations sur les circuits maritimes, et les discours des orateurs attiques sur leur financement, qui repose sur le prêt à la grosse aventure. Des « banquiers » apparaissent à cette époque, effectuant des activités de change, du prêt à intérêt, aussi la prise en dépôt d'objets précieux.

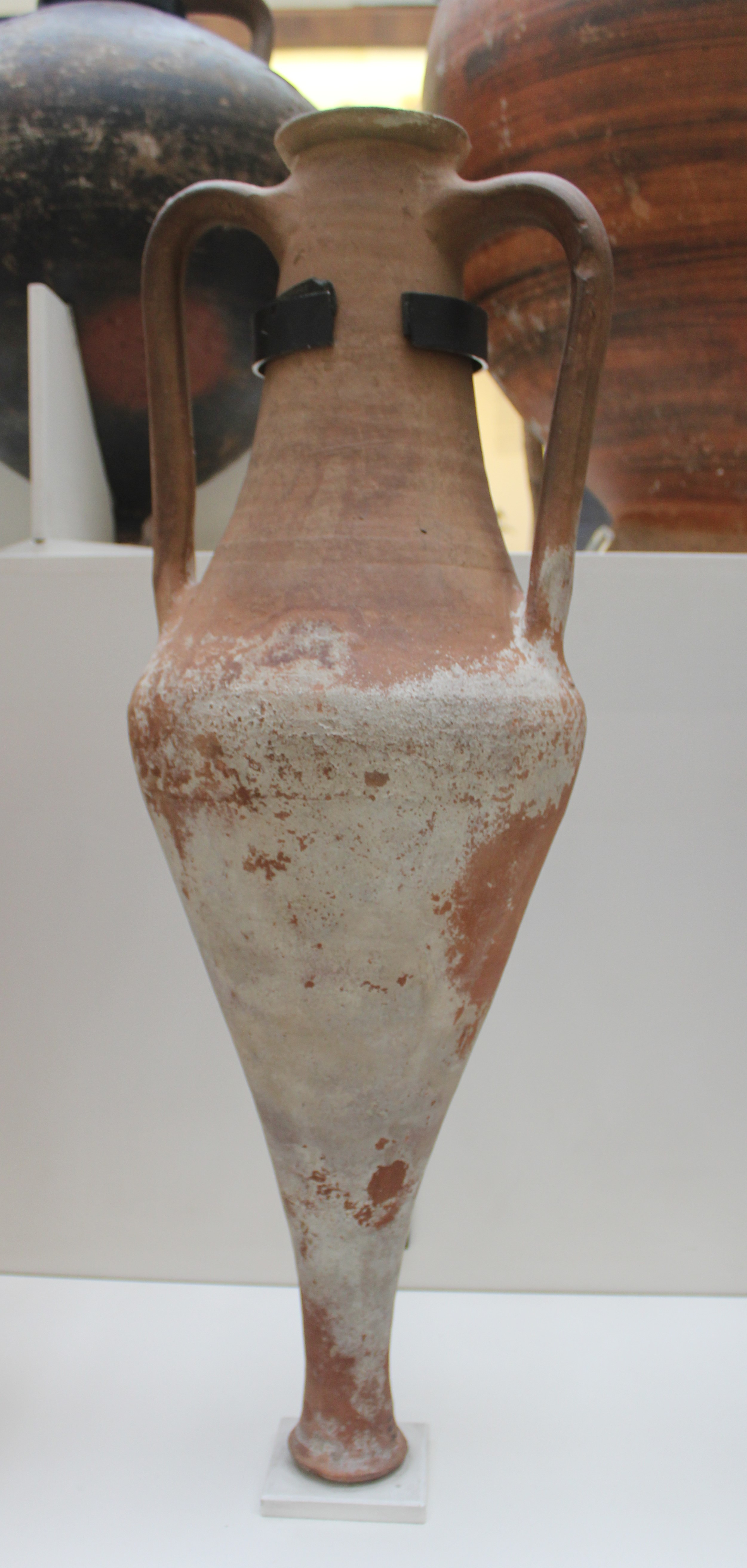
Amphore à vin de Thasos,, mise au jour à Rhodes. Le vin produit sur cette île est considéré comme un grand cru et contribue à sa prospérité. British Museum.

Les aspects les plus « modernes », voire « capitalistes », ne sont donc pas absents de l'économie de l'époque classique, mais ils concernent avant tout le cas athénien, exceptionnel, qui repose sur les riches mines du Laurion, et aussi des terres relativement fertiles, consacrées notamment à la production d'huile d'olive. Tout cela a permis le développement d'une économie urbaine, avec un artisanat dynamique, générant un commerce à longue distance très actif, autour du port du Pirée, et une société cosmopolite dans laquelle les étrangers (les « métèques ») ont une grande importance économique,. Une situation similaire a pu aussi exister pour d'autres villes de Grèce continentale (Corinthe en particulier) et des îles égéennes (Chios par exemple), comme l'indiquent leur essor démographique et urbain. On suppose qu'Athènes et d'autres font de plus en plus reposer leur subsistance sur l'importation de grains venus de grandes régions agricoles de la Méditerranée (mer Noire, Sicile, Cyrénaïque, voire Égypte), incitant au développement d'activités bancaires, d'un commerce mobilisant des instruments juridiques et économiques plus complexes (associations, prêts à la grosse aventure), avec des échanges monétisés. La monnaie athénienne (les « chouettes », d'après leur type) devient la référence dans toute la Méditerranée et se diffuse au-delà. Les céramiques attiques sont exportées en grande quantité vers d'autres régions méditerranéennes, dont l’Étrurie, au début de la période classique. Certaines régions ont pu se spécialiser dans des productions spéculatives afin de les exporter, comme Thasos ou des cités de la mer Noire dans le vin.

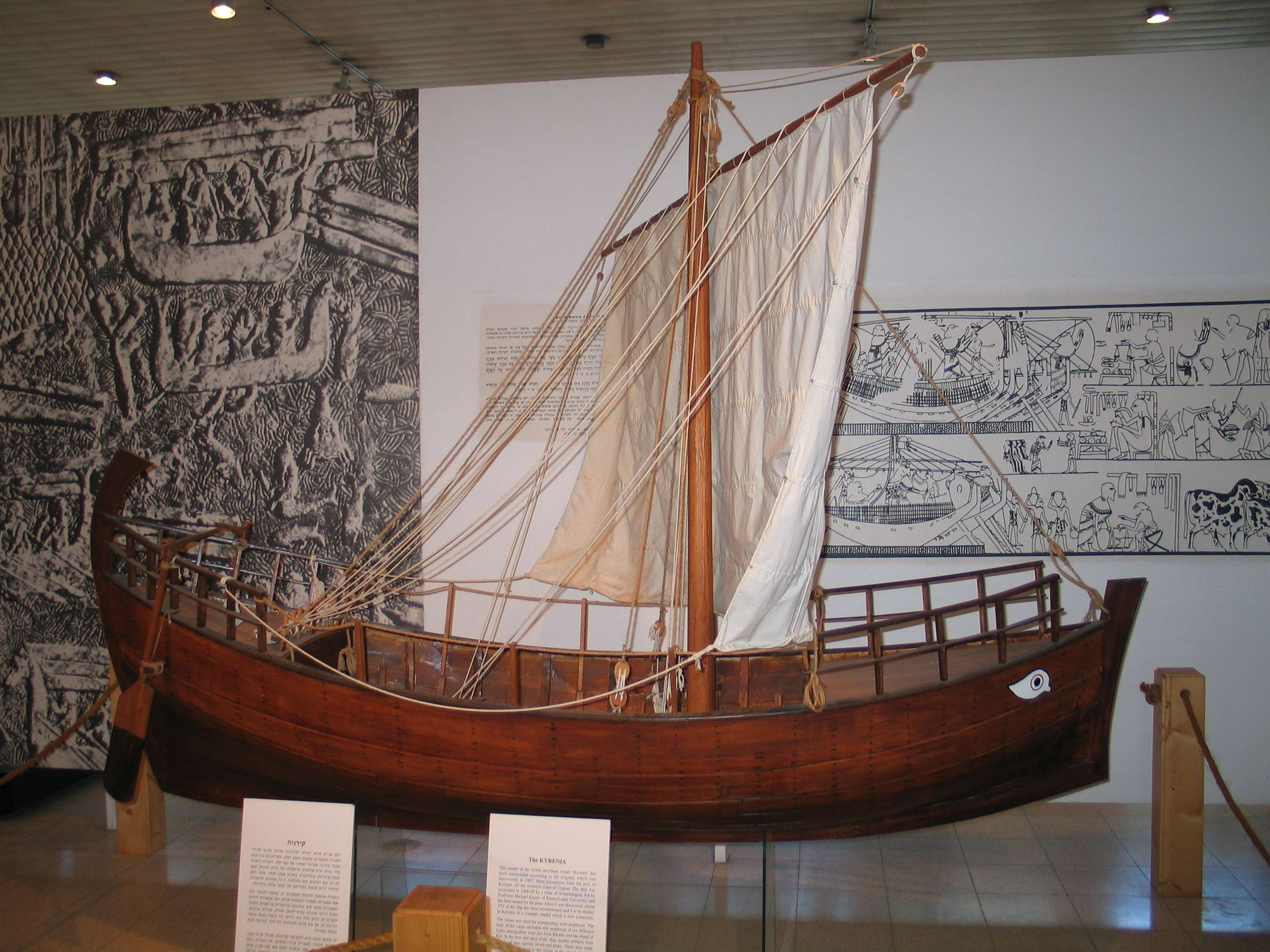
Maquette représentant le bateau de l'épave de Kyrénia (Chypre), ayant vogué sur la Méditerranée orientale au Musée national maritime d'Israël.

Divers progrès techniques doivent aussi avoir un impact sur les activités économiques. Dans la construction navale, c'est le cas de l'introduction de la méthode de fabrication des coques par des tenons et mortaises, introduite depuis la Phénicie, qui supplante progressivement au cours de la période la méthode traditionnelle des coques « cousues » (qui cependant se maintient). D'autres instruments de navigation semblent aussi avoir été améliorés (barres, ancres),.
Par suite certains supposent une croissance économique du monde grec antique, qui serait surtout de mise à partir de l'époque classique, et se prolongerait durant l'époque hellénistique, voyant l'élaboration d'une économie « proto-capitaliste », ce qui est très discuté,. Cela se repèrerait dans le développement démographique, aussi l'essor de l'architecture publique dans les cités qui est un témoignage d'enrichissement global. Les inégalités de condition seraient moins prononcées que dans les pays orientaux, la cité garantissant un certain niveau de protection aux plus démunis, notamment face aux famines. Les habitants de Grèce continentale et des îles égéennes auraient alors bénéficié de conditions de vie sans équivalent dans le monde antique, et qui n'auraient été atteintes à nouveau en Occident que durant l'époque de la première modernité en Grande-Bretagne et aux Pays-Bas de l'ère proto-industrielle. Les cités siciliennes semblent aussi avoir connu un essor économique marqué durant cette période, en premier lieu Syracuse qui devient dans les premières décennies du IVe siècle av. J.-C. la plus grande et riche cité du monde grec.
D'autres nuancent ce tableau en mettant en avant la diversité des économies grecques, et l'exceptionnalité du cas athénien. Ainsi, Sparte présente un tout autre profil économique : les citoyens se consacrent surtout aux activités militaires, la production repose sur les populations soumises par les citoyens spartiates, les Périèques libres et les Hilotes non libres, les échanges s'effectuent surtout à l'intérieur du (vaste) territoire dominé par la cité, la société est moins ouverte aux étrangers, l'économie n'est pas monétarisée, les seules frappes officielles étant une monnaie de fer non convertible à l'extérieur.

### Monnaie

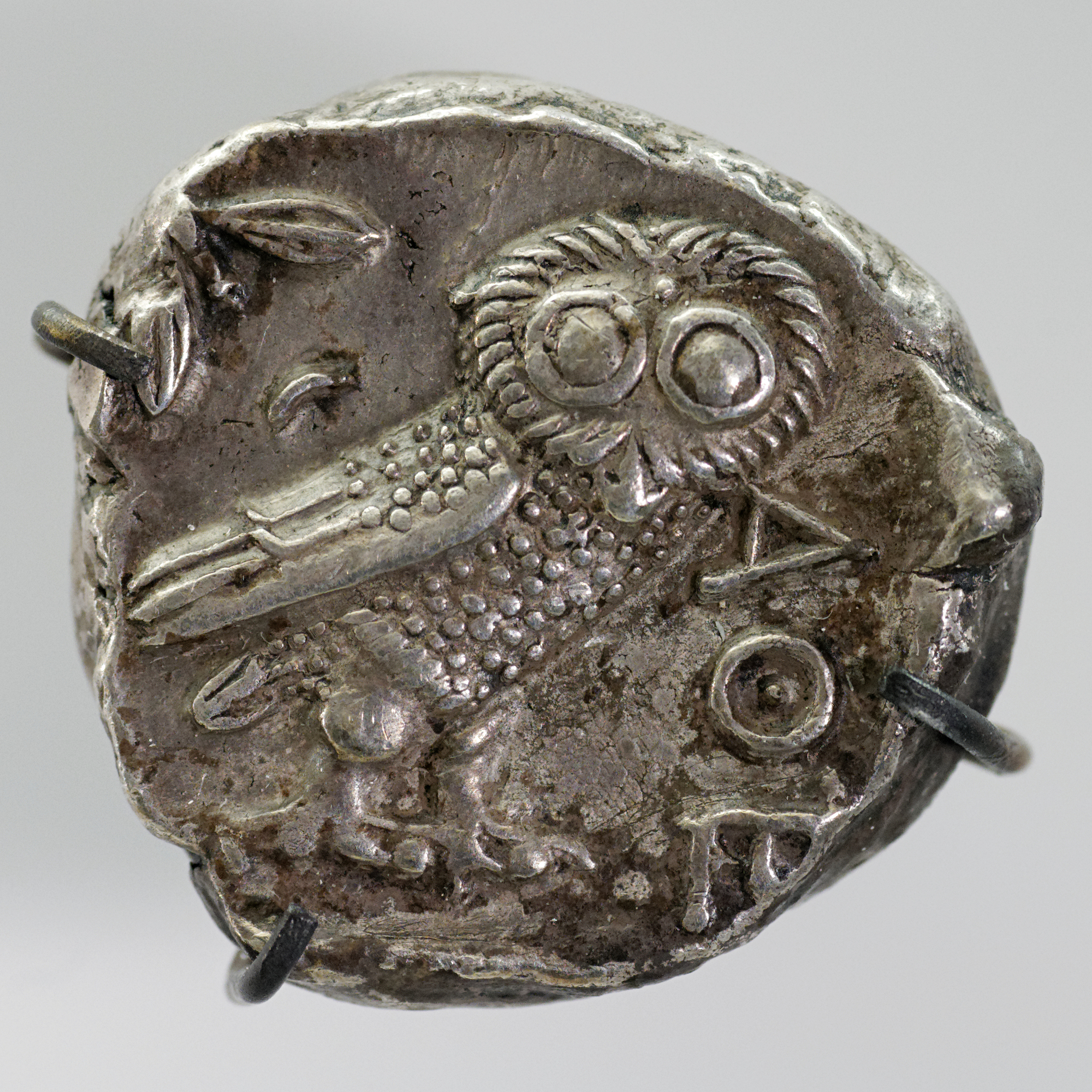
Tétradrachme d'argent frappé par Athènes, v. milieu Ici le revers où figure la chouette symbolisant la déesse Athéna.

La monnaie, avant tout en argent, devient de plus en plus employée durant l'époque classique. La drachme athénienne de 4,3 grammes devient l'étalon de référence. Les monnaies sont surtout émises lorsque les États doivent réaliser d'importantes dépenses, pour des finalités militaires ou des constructions, et ne sont donc pas des instruments de politique économique. Les frappes sont généralement sporadiques, certaines cités s'en passant à l'exemple de Sparte. Il y a bien des cas comme Thasos où un monnayage de bronze semble émis pour servir dans les échanges intérieurs, mais les transactions courantes dans le monde grec ne sont pas en majorité monétisées, loin de là.

### Conditions féminines

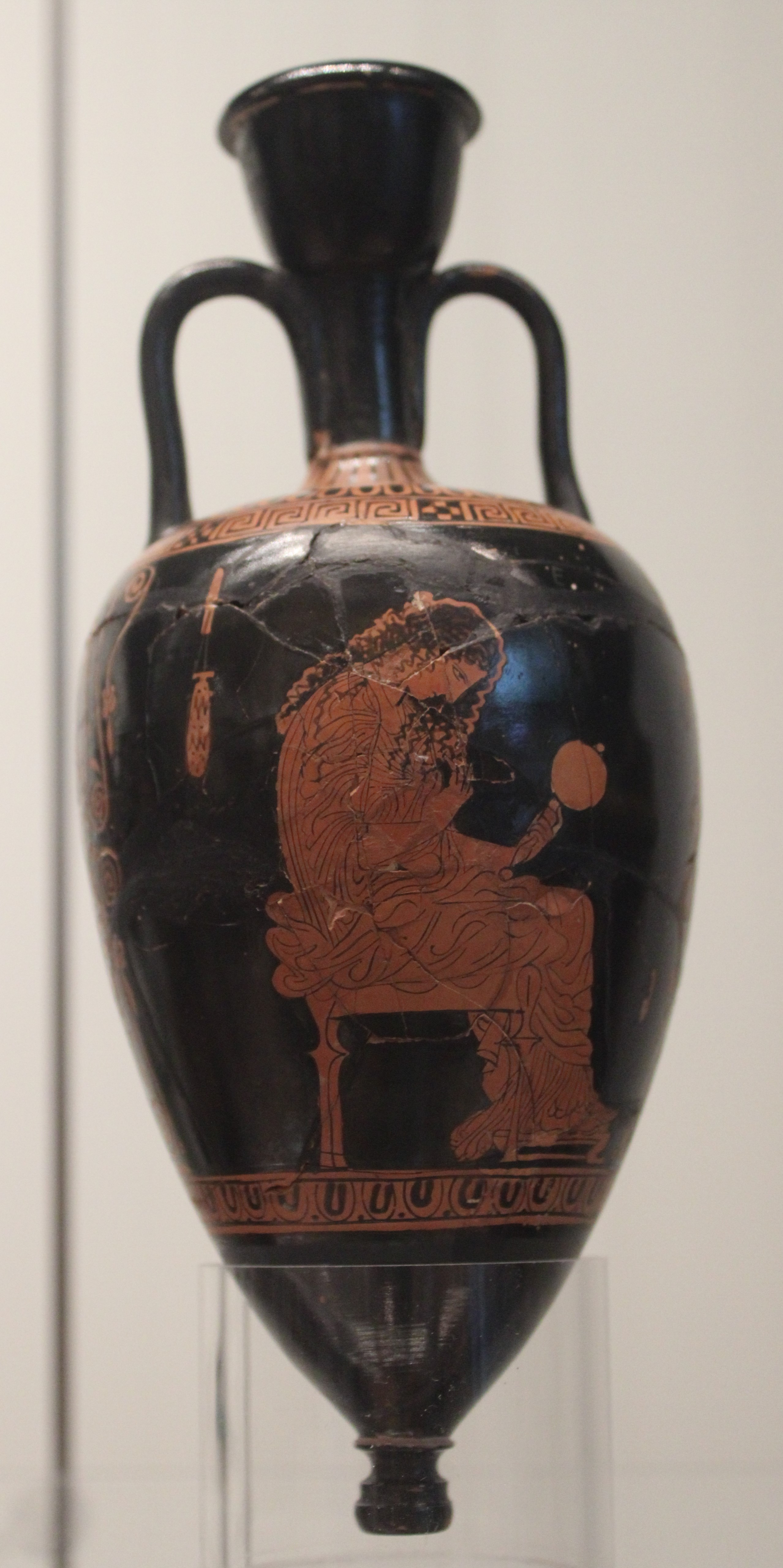
Amphorisque à figures rouges représentant une femme assise tenant un miroir. Attique, v. 430-410 av. J.-C. Ashmolean Museum.

La position sociale de la femme est avant tout déterminée par son appartenance familiale, ce qui fait que, plutôt que de les étudier comme un groupe à part, « il semble plus conforme à la pratique antique de laisser les femmes dans les groupes d'hommes auxquelles elles sont liées », et de ce fait « il y a des femmes esclaves, des épouses de dépendants, des femmes affranchies et des épouses d'affranchis, des épouses de métèques et des épouses de citoyens. » Il est très rare de trouver des femmes isolées, le célibat étant très rare et fortement réprouvé socialement.
Dans le cadre domestique, la place de la femme libre est subordonnée au chef de famille. C'est le père, puis l'époux pour la femme libre, son maître pour les servantes, esclaves et concubines, dont la supervision se doit d'être constante. Les textes de l'époque cherchent à définir une relation plus précise des rôles masculins et féminins dans ce contexte, avec notamment une séparation public/privé, réflexions qui impliquent qu'il y a lieu pour ces gens de justifier ce clivage fondamental de la société civique. Les relations des femmes avec l'extérieur de la maisonnée sont en principe limitées, et elles se consacrent aux tâches domestiques, notamment la cuisine et le tissage ; les maîtresses des maisonnées plus riches ont un rôle d'intendance. Néanmoins il est probable que ce modèle ne s'applique qu'aux familles les plus aisées : les femmes des milieux populaires ont un travail en dehors de leur foyer, qu'elles soient nourrices, vendeuses sur le marché voire ouvrières agricoles.
Dans le cadre politique, les Grecques sont exclues de la citoyenneté, donc des responsabilités politiques, et sont là aussi placées sous la tutelle des hommes et liées à leurs décisions. Si on trouve des figures féminines fortes dans le contexte aristocratique qui ressort notamment des poèmes homériques, où la femme, maîtresse de la maisonnée, a un rôle important bien qu'elle ne participe pas aux activités guerrières qui sont le fondement de l'autorité, en revanche dans la cité démocratique où la politique joue un rôle cardinal, sa mise à l'écart est plus forte. Le rôle de la citoyenne est avant tout dans la reproduction du corps des citoyens, et aussi dans sa participation aux cultes civiques qui marque son appartenance à la communauté.

### Esclavage
L'importance de l'esclavage dans le monde classique, en particulier à Athènes, est incontestable même si elle ne peut être quantifiée précisément : peu de sociétés antiques ont connu un tel esclavage de masse, Rome étant le seul cas bien connu où l'esclavage a occupé une telle importance. L'essor du commerce des esclaves à cette période s'explique par un manque de main-d’œuvre, l'accès à diverses sources d'êtres humains réduits en esclaves (surtout par la guerre), qui sont exclusivement des non-Grecs, et le développement de moyens financiers permettant de développer un esclavage de masse, surtout visible dans les mines du Laurion, aux conditions de travail probablement épouvantables. Mais les esclaves se retrouvent dans tout type d'activités, sont généralement employés dans un cadre domestique où ils devaient généralement avoir de meilleures conditions de vie, certains esclaves très qualifiés dans un domaine d'activité pouvant disposer d'une position économique confortable,.

## Culture, arts et vie intellectuelle
La Grèce des Ve – IVe siècle av. J.-C. est désignée comme une période « classique », parce que sa culture a très souvent été considérée par les civilisations « occidentales » postérieures comme un modèle supérieur à la plupart des autres, une source d'inspiration vers laquelle on se tournait pour des motivations très diverses. Cela renvoie essentiellement aux réalisations ayant eu lieu à cette période à Athènes (et avant tout le « siècle de Périclès »), qu'elles soient le fait de savants et d'artistes d'extraction locale, ou d'étrangers attirés par la richesse et la vie culturelle athéniennes, qui en font selon le mot de Périclès « l'école de la Grèce » (Thucydide 2.41.1).

### Religion

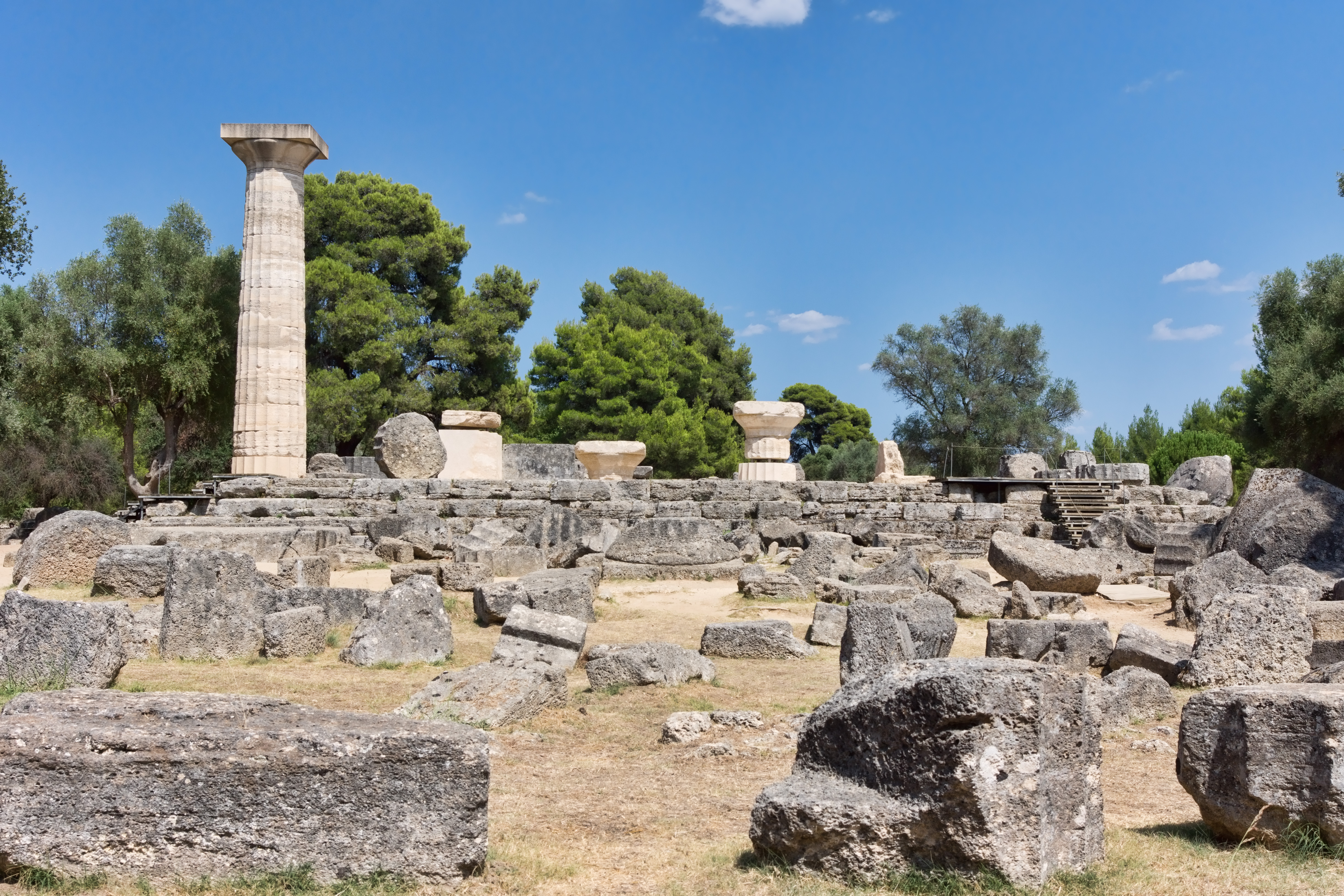
Ruines du temple de Zeus d'Olympie.

La vie religieuse des cités grecques se poursuit selon les bases posées durant l'époque archaïque, c'est-à-dire dans le cadre de ce que les historiens désignent souvent comme la « religion de la polis », où la cité-État organisait les principaux actes rituels, par le biais de ses magistrats, tout en se reposant elle-même sur la religion pour assurer sa légitimité et la cohésion de la communauté civique. Cette situation consolide les particularismes locaux en matière de religion, chaque cité (et parfois ses subdivisions, comme les dèmes athéniens) ayant ses propres cultes, avec son panthéon, son calendrier rituel, ses sanctuaires entretenus par la collectivité et manifestant son autorité et le contrôle de son territoire. C'est donc une religion où le groupe prime sur l'individu. C'est aussi une religion « encastrée » dans la société, pour laquelle il est difficile de tracer une distinction claire entre les notions modernes de profane et le sacré.
Chaque cité a son propre panthéon, qui accueille de temps en temps des divinités venues de l'extérieur (par exemple le dieu arcadien Pan à Athènes au Ve siècle av. J.-C., puis Asclépios), tandis que les cultes héroïques sont toujours en vogue. Les cités ont également leurs propres mythes, et à la suite d'Hésiode ces récits continuent à être couchés par écrit, deviennent des sujets théâtraux, et connaissent diverses évolutions qui peuvent en modifier le sens, selon l’orientation qu'on souhaite leur donner, au-delà du plaisir que la déclamation de ces histoires souvent très vivantes peut susciter chez l'auditoire.

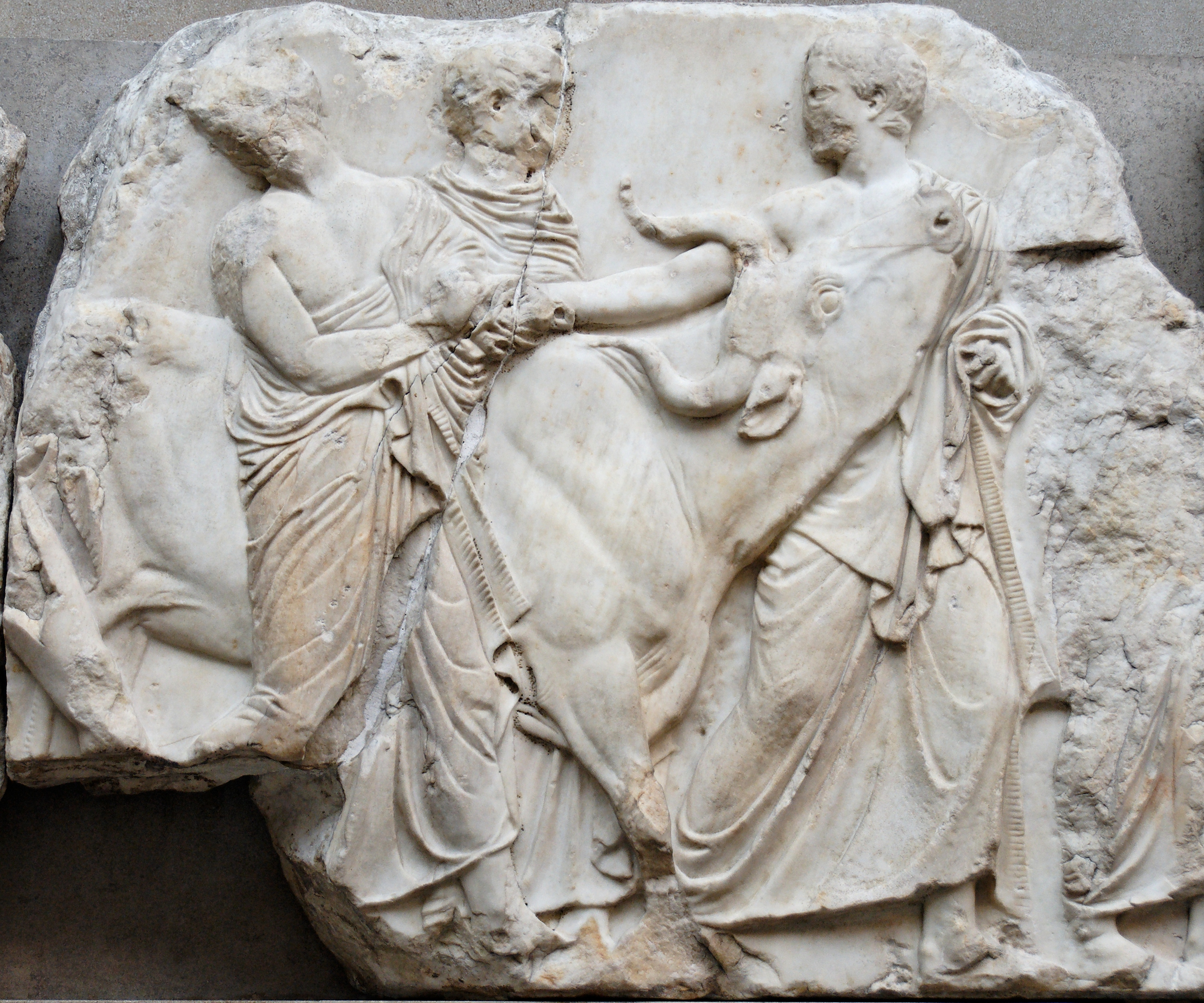
Un bovin conduit en procession vers son lieu de sacrifice. Frise du Parthénon, frise sud, v. 447-433 av. J.-C. British Museum.

Les rites religieux sont partagés entre le cadre domestique et le cadre civique, parfois aussi au niveau du village (les dèmes athéniens ont leur propre calendrier cultuel). Le rite central du culte grec est le sacrifice d'un animal sur un autel, dans un espace sacré constituant un sanctuaire. Mais les dieux se voient offrir une grande variété de denrées et objets, aussi des chants, danses et de la musique, tout ce qui est susceptible d'attirer leurs faveurs. Les festivités majeures comme les Panathénées athéniennes sont marquées par des sacrifices plus importants et le rassemblement de la communauté civique (panégyrie), les riches citoyens étant incités à contribuer à leur financement (liturgie), ce dont ils peuvent tirer un grand prestige. Les rites religieux marquent par ailleurs les grands moments de la vie sociale et politique, comme lors de la prestation de serment marquant le début de l'éphébie à Athènes (un service militaire), et d'une manière générale lors des rites initiatiques collectifs.
Moins étudiée que celle d'Athènes qui sert souvent de base aux descriptions de la religion grecque classique, la religion des Spartiates suit les tendances générales, mais comprend des spécificités. Leur panthéon met l'accent sur les divinités liées à la guerre (Zeus Agêtor, « Conducteur de l'armée », également Aphrodite qui a un aspect martial dans cette cité), mais aussi aux rites initiatiques (Orthia, Hélène, Apollon). Les rites aux défunts, qu'il s'agisse de héros ou pas, sont importants. Les rois occupent une place importante dans la conduite du culte. Trois fêtes dominent le calendrier, toutes en l'honneur d'Apollon, surtout connues par des descriptions postérieures à l'époque classique, bien qu'attestées pour celle-ci : les Hyacinthies qui marquent le renouvellement du monde, en principe au début du printemps ; les Gymnopédies, commémoration de batailles, en été ; les Karneia, rituel de fertilité commémorant l'arrivée dans le Péloponnèse des Doriens et des premiers rois Héraclides, ancêtres légendaires des Spartiates.
Les concours panhelléniques, concernant tous les Grecs, qui accompagnent de grandes fêtes religieuses, sont au nombre de quatre à l'époque classique avec l'émergence de ceux de Némée, aux côtés de ceux d'Olympie, de Delphes et de Corinthe qui existaient dès l'époque archaïque.
La période est aussi marquée par le développement des cultes aux dieux guérisseurs, en premier lieu Asclépios, vénéré à Cos et Épidaure, et celui des cultes à mystères, les mieux connus étant ceux du sanctuaire de Korè et Déméter d’Éleusis (à Athènes).
Les causes derrière les évolutions de la religion à cette période sont débattues. Dans le contexte athénien, on a souvent voulu les relier aux conséquences de la guerre du Péloponnèse sur l'univers mental, le conflit créant une « crise » puisqu'il aurait affaibli la cohésion du corps social et entraîné la défiance envers les dieux patrons traditionnels, un pessimisme et une montée de l'individualisme. Mais ce scénario manque de preuves. Du reste le fait que le sort de la guerre influence la religion est discutable, puisque celle des vainqueurs ne paraît pas sortir renforcée par le conflit.

### Architecture et urbanisme
L'époque classique est une période marquée par de nombreuses constructions dans les cités grecques, qui portent avant tout sur les sanctuaires, mais pas seulement puisque les murailles et autres ouvrages défensifs font aussi l'objet de grands travaux, et des bâtiments collectifs tels que les gymnases, stades, puis les théâtres en pierre à la fin de la période. Les chantiers sont organisés et financés par l’État, donc surtout les cités, et parfois par une instance supracivique (l’amphictyonie de Delphes), l'érection de grands monuments étant un symbole de prestige et de puissance. Les plus importants chantiers mobilisent des artisans venant de tout le monde grec, parfois d'au-delà, choisis par adjudication.
La reconstruction de l'Acropole d'Athènes après sa destruction par les Perses, qui débute vers 450 av. J.-C., est la manifestation la plus éclatante du « siècle de Périclès », l'expression du prestige, de la puissance et de la richesse acquis par la démocratie athénienne. Elle réunit des maîtres d’œuvres et artistes parmi les plus renommés de l'époque, réunie par Périclès autour de son ami le sculpteur Phidias. La pièce maîtresse est le Parthénon, temple d'Athéna, avec ses reliefs sculptés représentant des scènes épiques (combat d'Amazones, cycle troyen, etc.) et rituelles (frise des Panathénées), et la statue chryséléphantine de la déesse sculptée par Phidias en personne. Le reste du projet de constructions se déroule après la mort de ses initiateurs : les Propylées, entrée monumentale, l'Érechthéion avec ses cariatides, le temple d'Athéna Nikè.
La période classique est marquée par la construction de nombreux temples dans tout le monde grec, dans les villes mais aussi dans des lieux reculés. A. Spawforth a ainsi recensé 46 temples grecs à colonnes datés du Ve siècle av. J.-C. et 25 datés du IVe siècle av. J.-C., sur un total de 196 érigés du VIIe siècle av. J.-C. au IIe siècle ap. J.-C. En plus de la Grèce continentale où il s'en trouve le plus, la Grande Grèce a connu une période intense de constructions au Ve siècle av. J.-C., et compte plusieurs exemples parmi ceux qui ont le mieux survécu aux injures du temps, dont celui de style purement classique construit à Ségeste à l'initiative d'un peuple non-Grec, les Élymes.

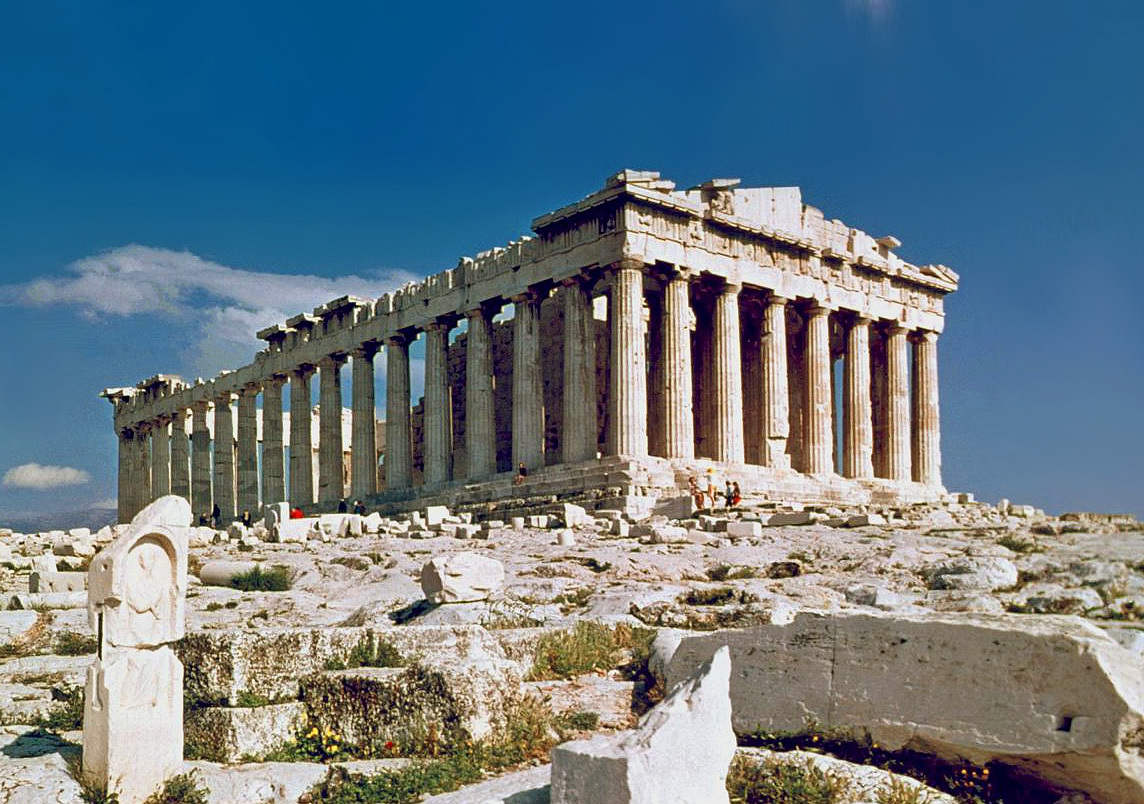
Le Parthénon, temple d'Athéna à Athènes.
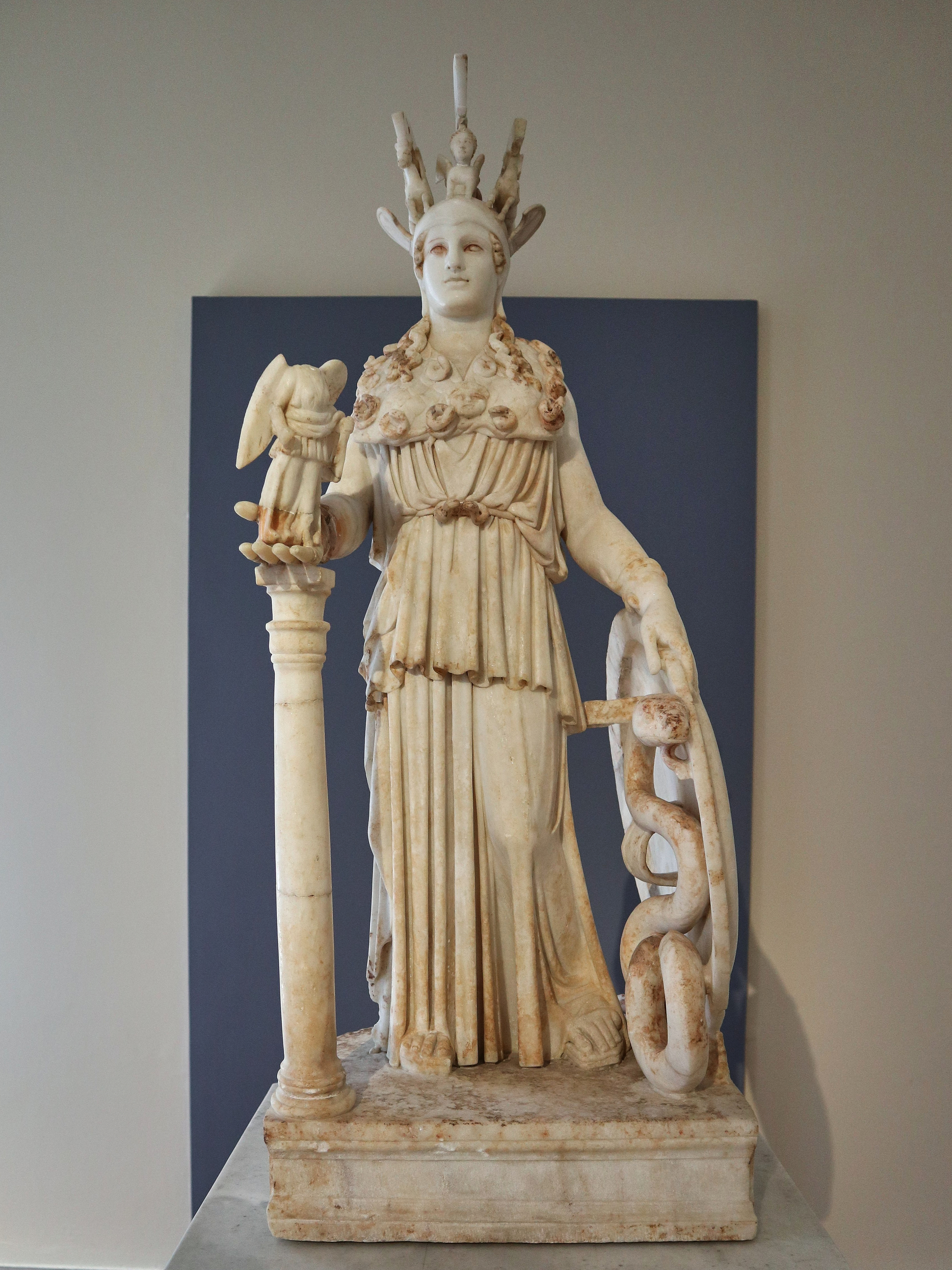
Athéna du Varvakeion, copie de la statue chryséléphantine du Parthénon.
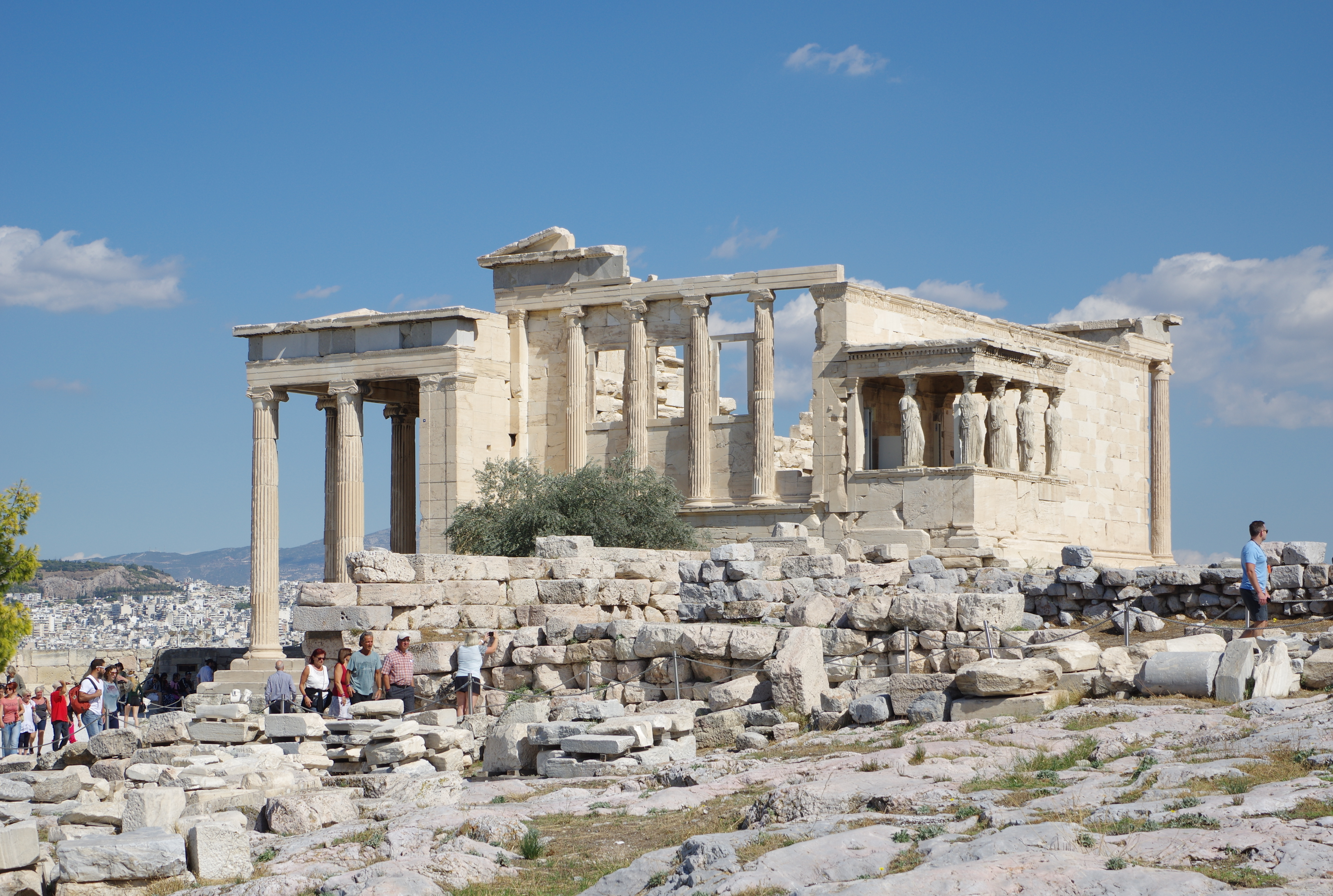
L'Érechthéion de l'Acropole d'Athènes.
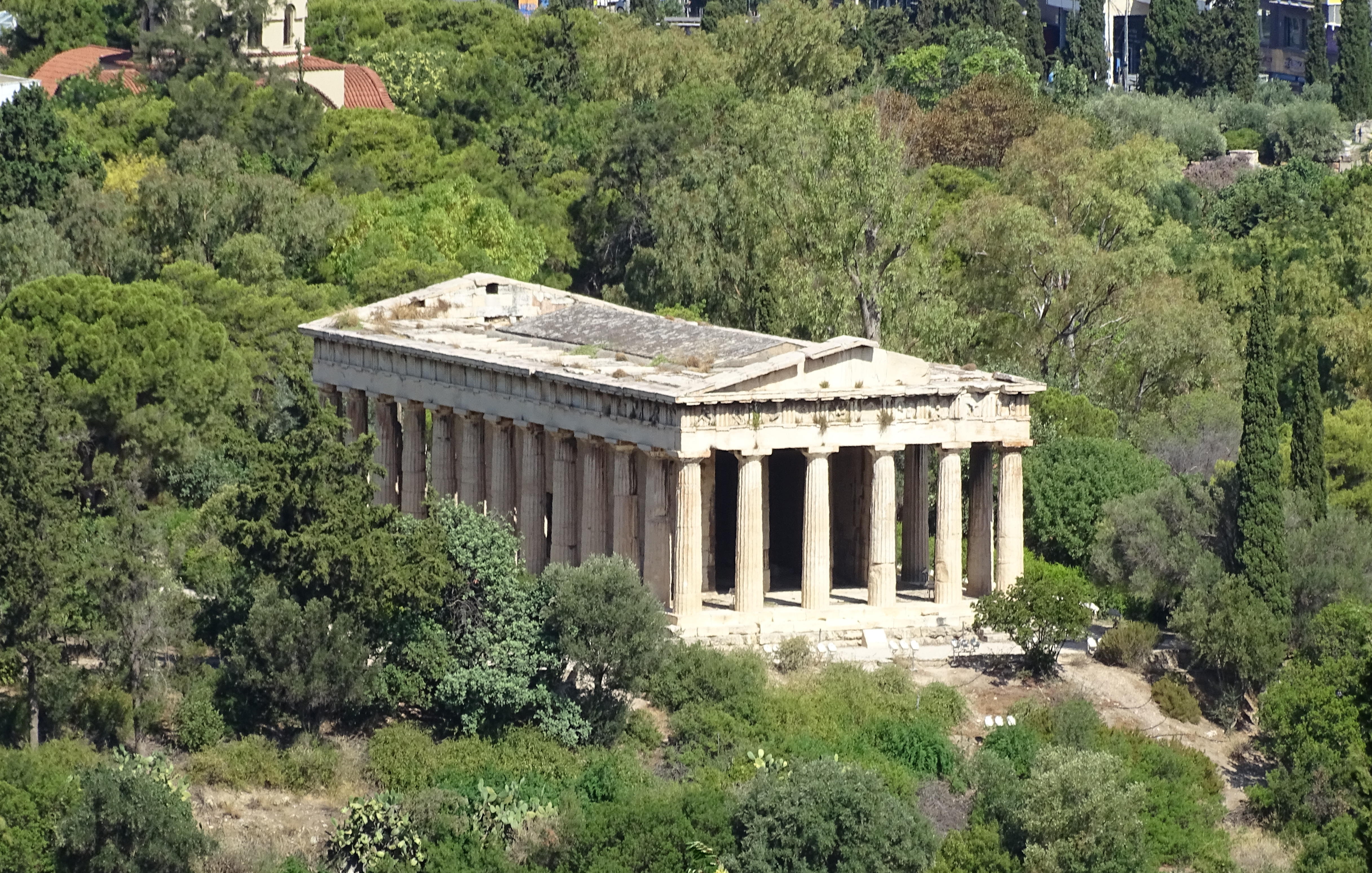
L'Héphaïstéion de l'Agora d'Athènes.
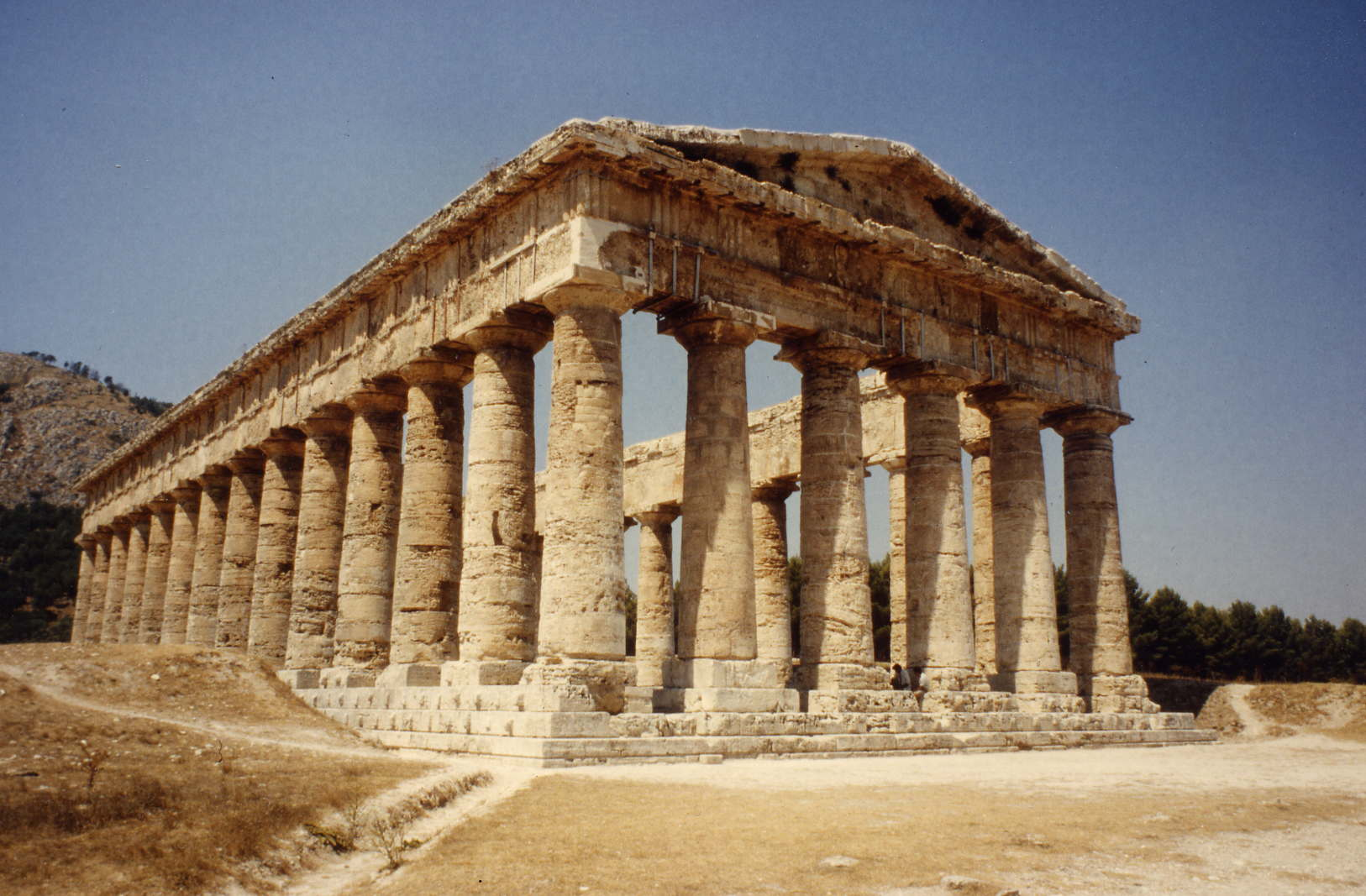
Le temple de Ségeste.

Le IVe siècle av. J.-C. voit l'essor de l'usage des chapiteaux corinthiens ornés de feuilles d'acanthe, et de nouvelles audaces architecturales conduisant en Asie Mineure à la construction du temple à ciel ouvert de Didyme, du gigantesque Artemision d'Éphèse, l'une des « merveilles du monde », ou encore du mausolée d'Halicarnasse, autre « merveille », servant de lieu de sépulture pour le satrape de Carie qui avait fait fonder cette cité, s'appropriant les traditions architecturales des temples grecs pour un tombeau monumental de monarque.
C'est plus largement tout l'espace public qui devient l'objet de grands travaux. Hippodamos de Milet développe au Ve siècle av. J.-C. le plan régulier en grille auquel il a donné son nom, censé organiser harmonieusement l'espace de la cité, qu'il met en pratique dans sa ville natale et au Pirée. Les murailles, les rues, les agoras, les ports, théâtres sont les différents éléments de l'espace public qui font l'objet de grands travaux. L'agora est un lieu central dans la vie civique, souvent doté de lieux de culte (destinés à des divinités poliades), d'édifices aux fonctions politiques (prytanées et autres bureaux et lieux de réunion de magistrats et assemblées) et d'autres bâtiments publics, où des réalisations artistiques (statues, frises, monuments) et inscriptions glorifiant la cité et affirmant son identité sont présentés au plus grand nombre. Au IVe siècle av. J.-C. la tendance à l'embellissement et la monumentalisation des espaces publics s'accentue, et concerne de plus en plus les lieux profanes, conduisant à l'apparition de l'architecture caractéristique de l'époque hellénistique. Priène, reconstruite entre 350 et 325, est dotée en son centre d'une vaste agora entourée de bâtiments à portiques (stoas), d'un temple dans sa partie haute, qui ici n'a pas concentré l'essentiel des travaux comme cela pouvait être le cas par le passé puisque la ville comprend en plus un grand théâtre dans sa partie haute, et dans sa partie basse un imposant complexe comprenant un gymnase et un stade.

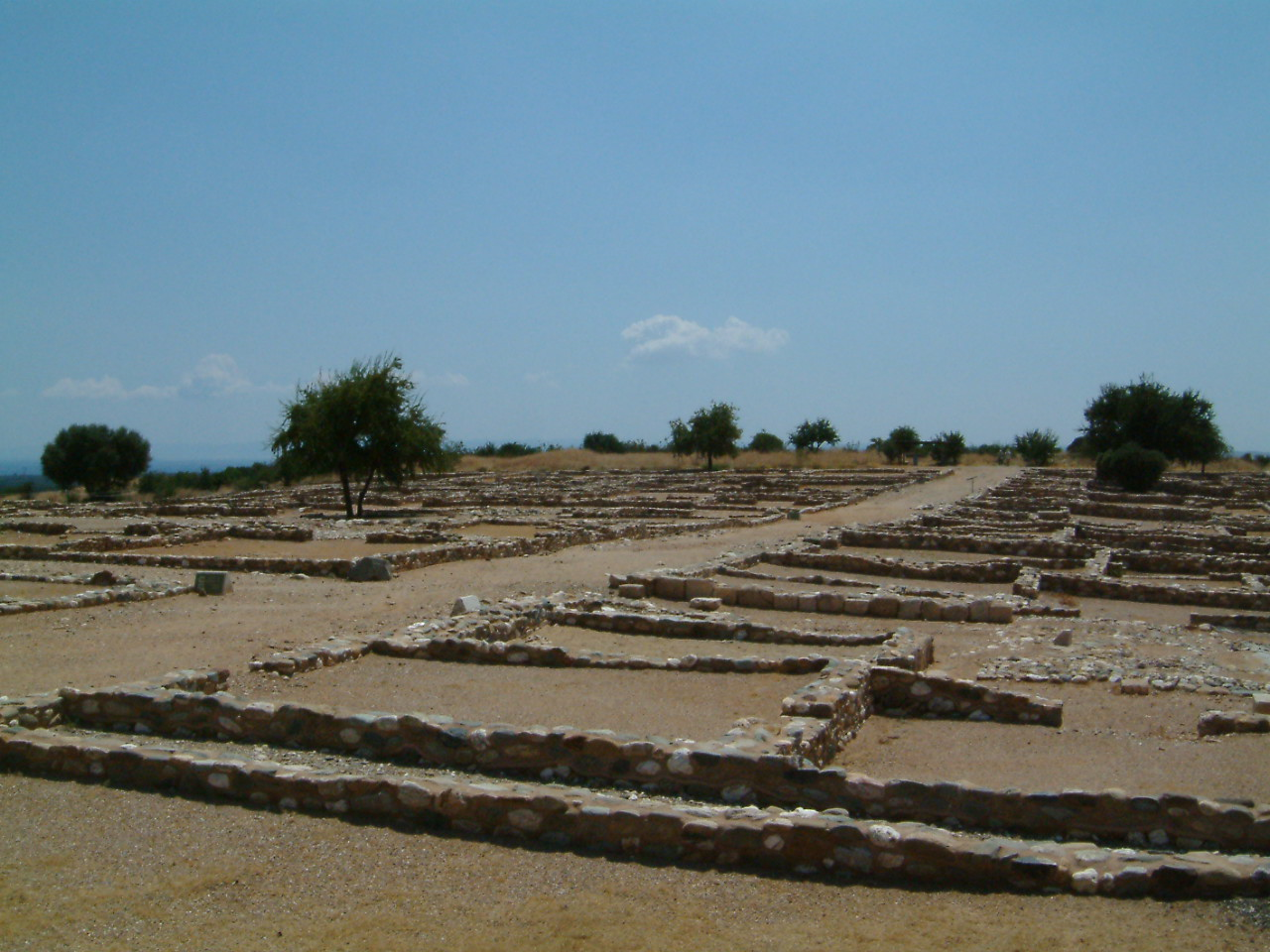
Ruines d'Olynthe, laissant apparaître le plan hippodamien.
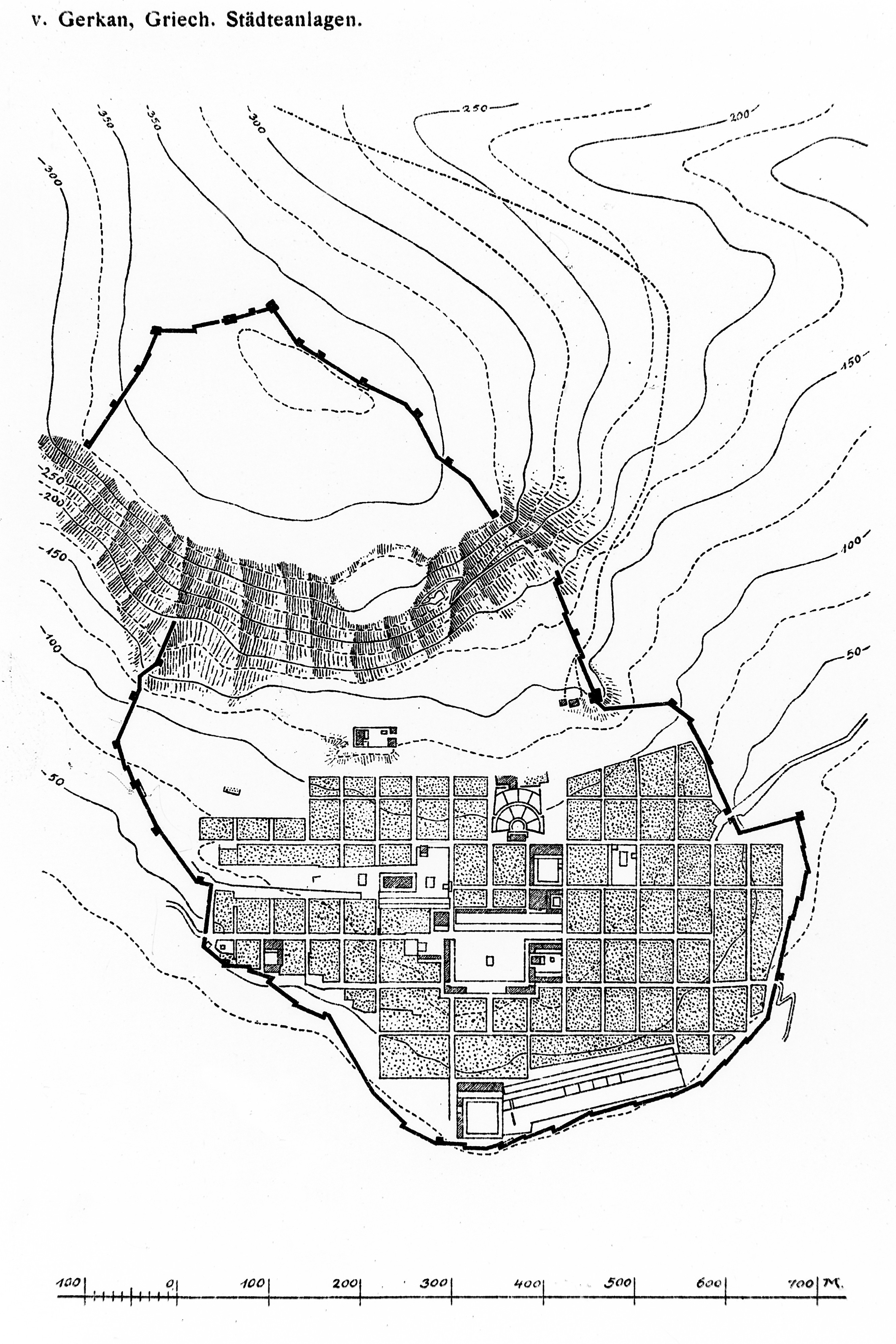
Plan de Priène (Ionie, actuelle Turquie).

Les maisons privées de l'époque classique se développent dans le cadre des nouvelles conceptions urbanistiques de la période, qui définissent des lots d'habitation qui doivent eux aussi suivre des principes harmonieux, documentés notamment par les fouilles d'Olynthe. Les maisons de l'époque occupent en général une surface qui va entre 200 et 300 m2, s'organisent autour de cours, d'un vestibule ouvrant sur celle-ci et d'une pièce de réception, disposent d'un étage. Des maisons riches plus vastes et décorées avec soin apparaissent également.

### Sculpture

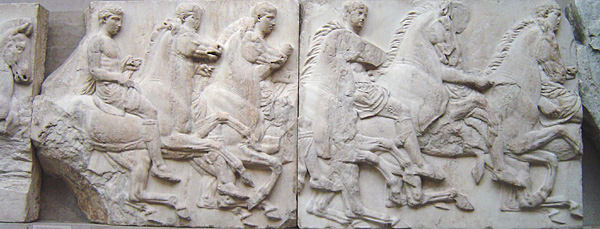
Frise des Panathénées, Parthénon d'Athènes, v. 445‑435 av. J.-C. British Museum.

Les sculpteurs classiques exercent leur art sur des blocs de marbre, ou avec du bronze suivant la technique de la cire perdue, mais les statues en métal ont généralement été fondues dans l'Antiquité, aussi peu sont parvenues jusqu'à nous, même si de belles pièces sont connues tel le Zeus du cap Artémision mis au jour dans une épave. Les copies de sculptures d'artistes majeurs réalisées à l'époque romaine sont donc des sources primordiales pour connaître l'art classique, malgré leur statut de témoin indirect ne reflétant pas forcément l'original avec exactitude. Là encore les principaux commanditaires sont à Athènes et à Syracuse. Le style des sculpteurs évolue rapidement. Le premier classicisme est marqué par le style sévère qui doit son nom aux visages calmes et sereins de leurs sujets. Le classicisme au sens strict, à partir du milieu du Ve siècle av. J.-C., est le plus renommé, marqué par le travail de Phidias, maître d’œuvre de la statue chryséléphantine de Zeus à Olympie et de celle d'Athéna au Parthénon, et les sculptures du chantier de l'Acropole. Les réalisations de la phase suivante sont plus versatiles, puisant parfois leur inspiration dans l'art de l'archaïsme final, d'autres fois « maniéristes ». Le second classicisme, en plein IVe siècle av. J.-C., durant lequel exerce Praxitèle, voit notamment le développement d'un style plus fluide, aussi du nu féminin (statue d'Aphrodite), développement qui semble avoir choqué à l'époque, avant de s'imposer. Scopas est un autre sculpteur majeur de cette période. La transition entre l'art classique et l'art hellénistique est notamment marquée par les réalisations de Lysippe de Sicyone, qui servit Alexandre le Grand.

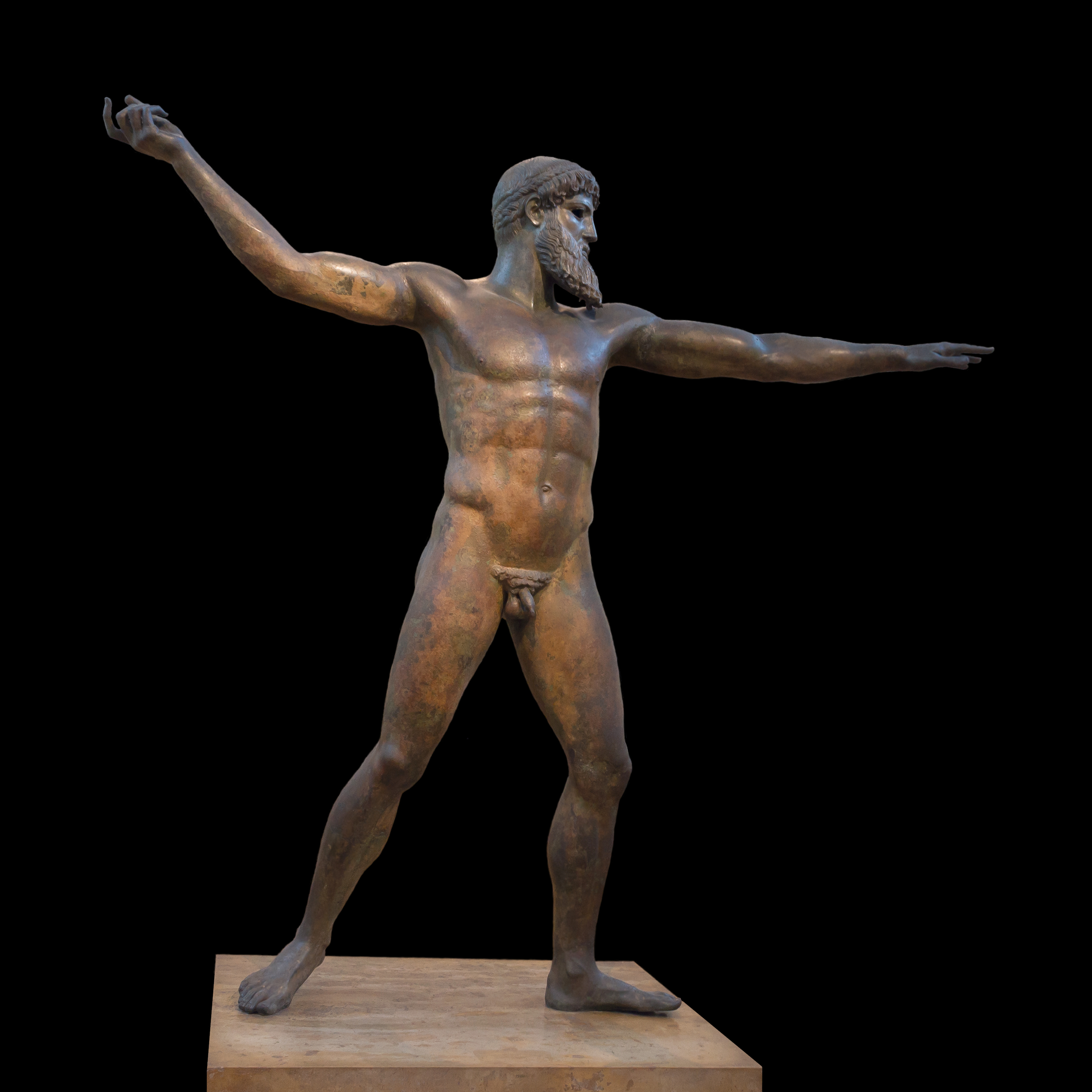
Dieu du cap Artémision, bronze, vers 460 av. J.-C.. Musée national archéologique d'Athènes.
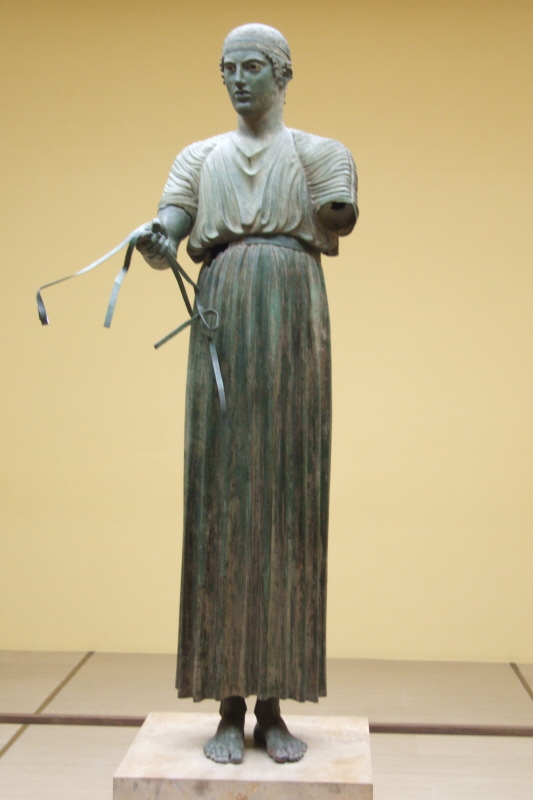
Aurige de Delphes, vers 470 av. J.-C., bronze. Musée archéologique de Delphes.
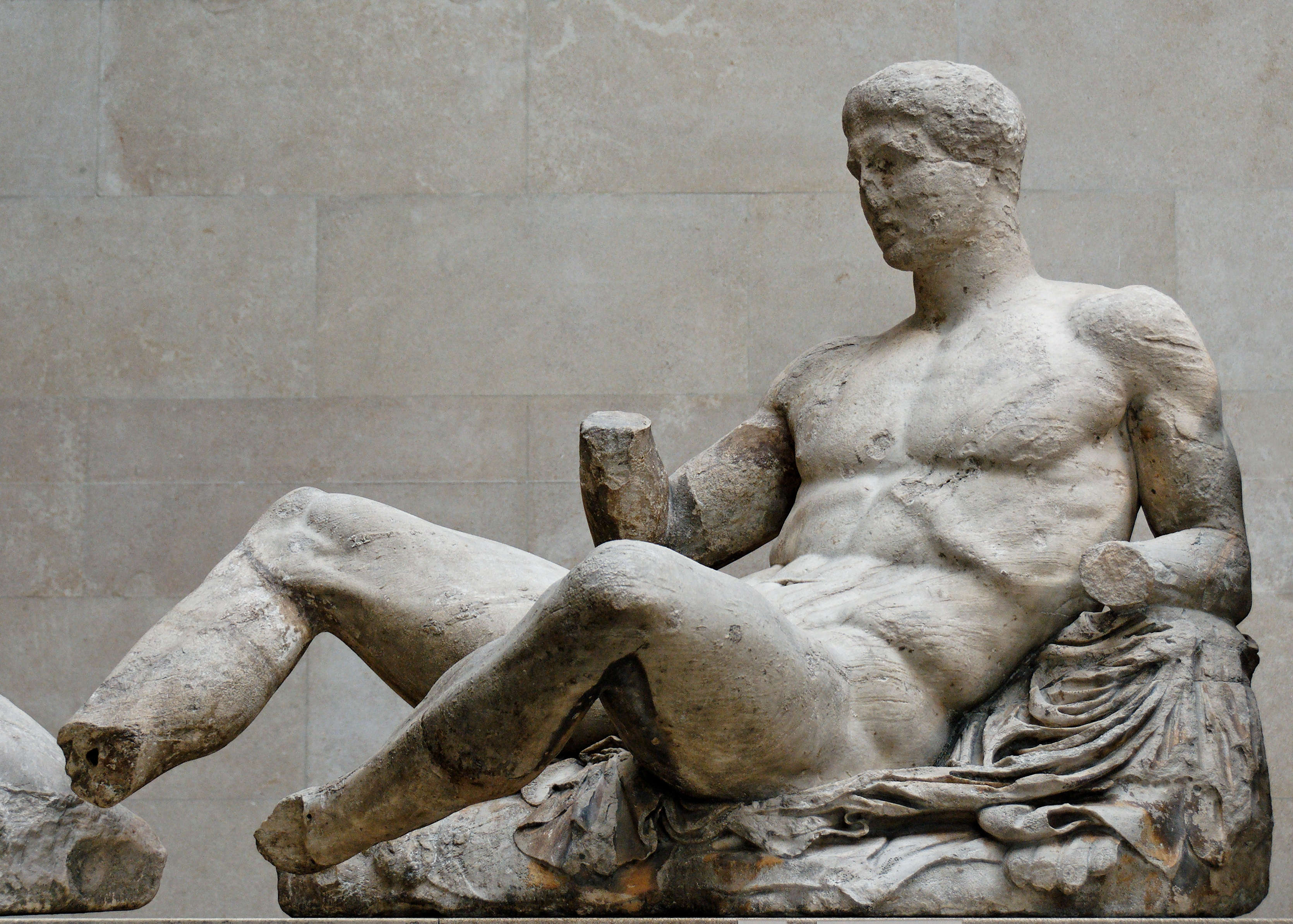
Dionysos allongé, atelier de Phidias, fronton du Parthénon, v. 447–433 av. J.-C. British Museum.
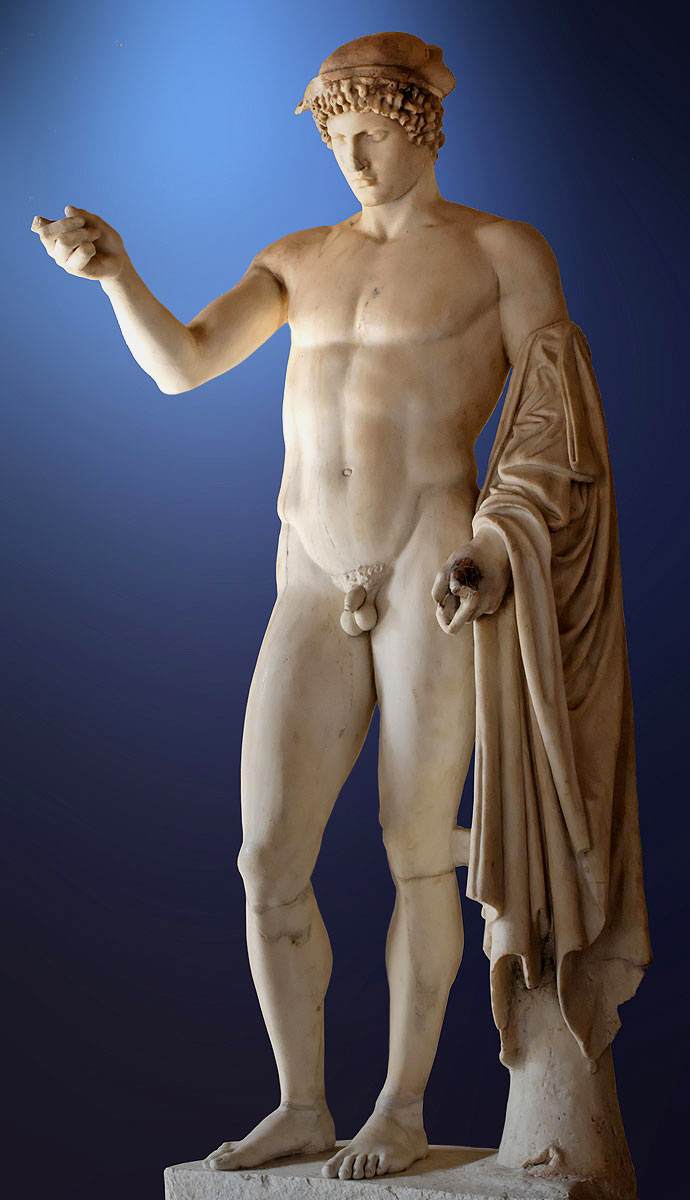
Hermès Logios, marbre, copie romaine d'après un original grec du Ve siècle av. J.-C. Collection Ludovisi.
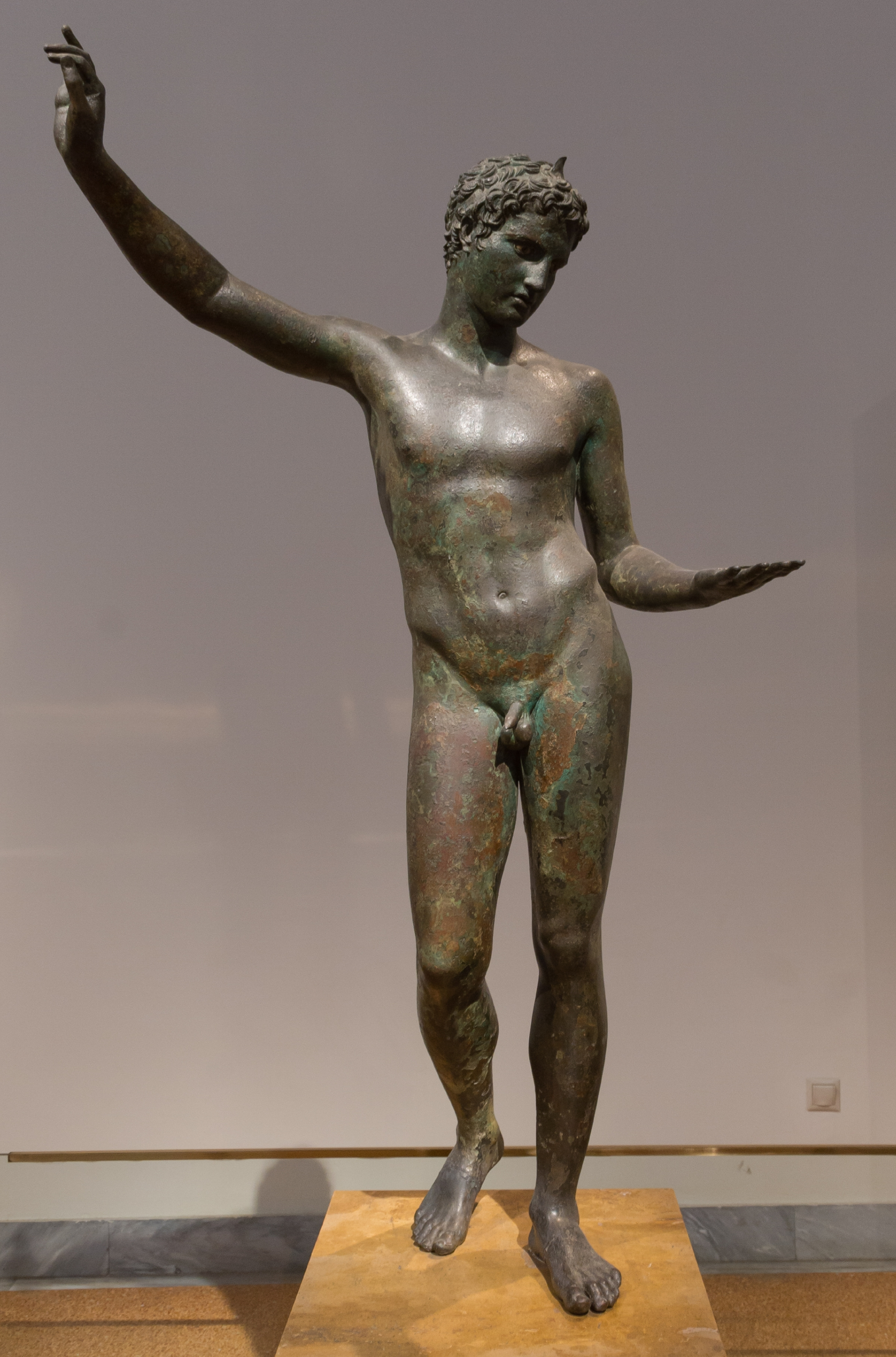
L'« éphèbe de Marathon », v. 330/325 av. J.-C., attribué à l'école de Praxitèle. Musée national archéologique d'Athènes.
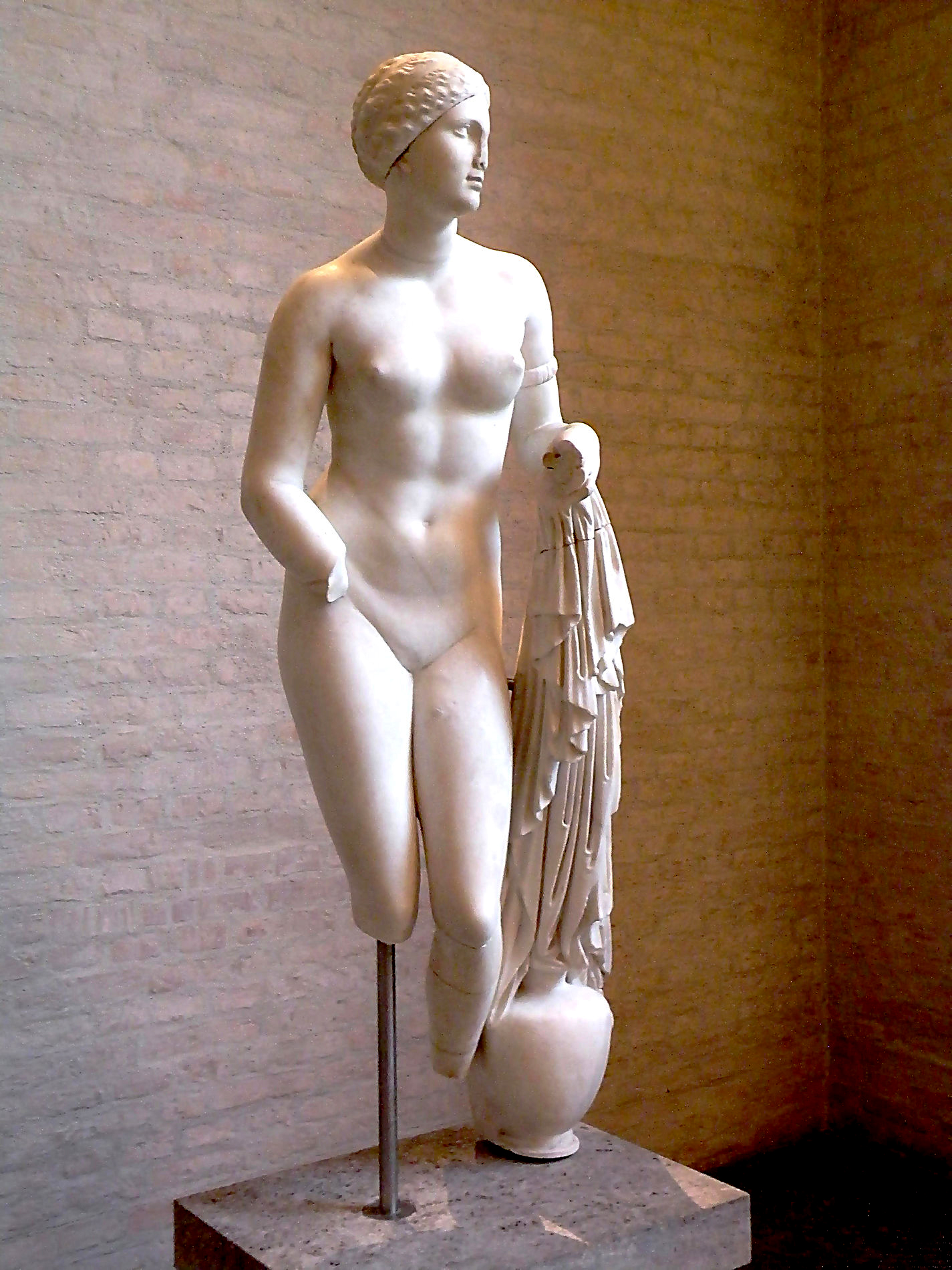
Aphrodite Braschi, du type de l'Aphrodite de Cnide, attribuée à Praxitèle. IVe siècle av. J.-C., glyptothèque de Munich.
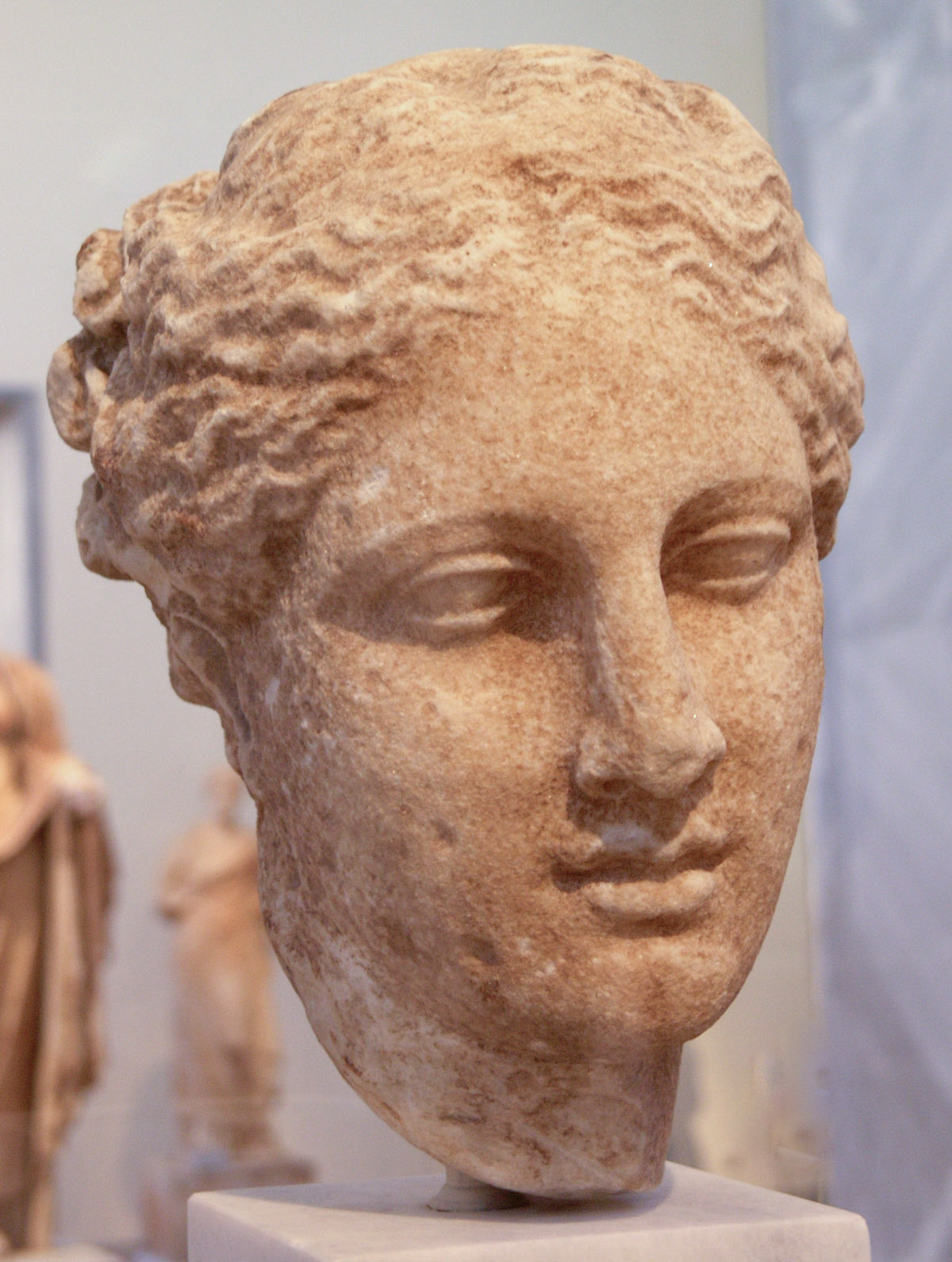
Tête d'Hygie, attribuée à Scopas, provenant du temple d'Athéna-Aléa à Tégée. Musée national archéologique d'Athènes.

### Peinture
Les textes rapportent les noms de peintres renommés de l'époque classique, notamment Polygnote de Thasos et Micon au Ve siècle av. J.-C., puis au IVe siècle av. J.-C. Zeuxis d'Héraclée, Parrhasios d’Éphèse, et l'école de Sicyone, avec notamment Apelle de Cos qui est actif à l'époque d'Alexandre. Mais leurs œuvres n'ont pas été préservées. La peinture de l'époque classique est, comme celle de l'époque archaïque, essentiellement documentée par la céramique de qualité peinte, dont l'identité des artistes est en général inconnue. Le type dominant au début de la période à Athènes est la céramique à figures rouges, puis se développe la céramique peinte sur fond blanc. Du début de la période datent aussi les peintures de la tombe du Plongeur de Poseidonia (Paestum), découverte unique en son genre dans le monde grec (mais avec des parallèles dans l’Étrurie voisine), qui offre un aperçu de la peinture murale de l'époque. Après avoir connu un nouvel élan en Grande Grèce, la céramique peinte perd en popularité et créativité au IVe siècle av. J.-C. La peinture murale de la fin de l'époque classique et du début de l'époque hellénistique est attestée par les fresques ornant les tombes royales macédoniennes de Vergina, représentent des thèmes mythologiques (rapt de Perséphone par Hadès) et de chasse,,.

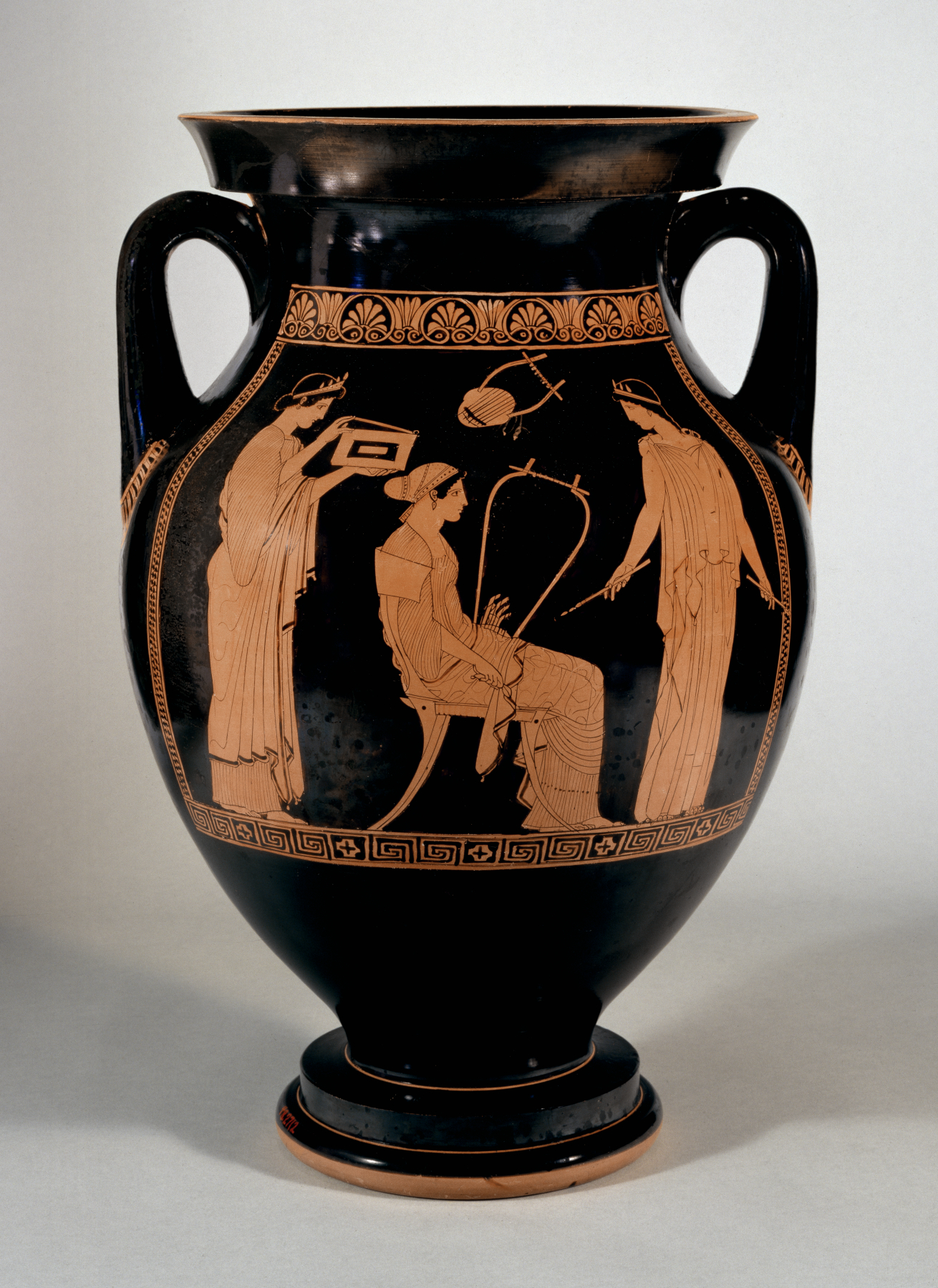
Scène musicale avec trois femmes, amphore à figures rouges, « Peintre des Niobides », v. 460-450 av. J.-C. Walters Art Museum.
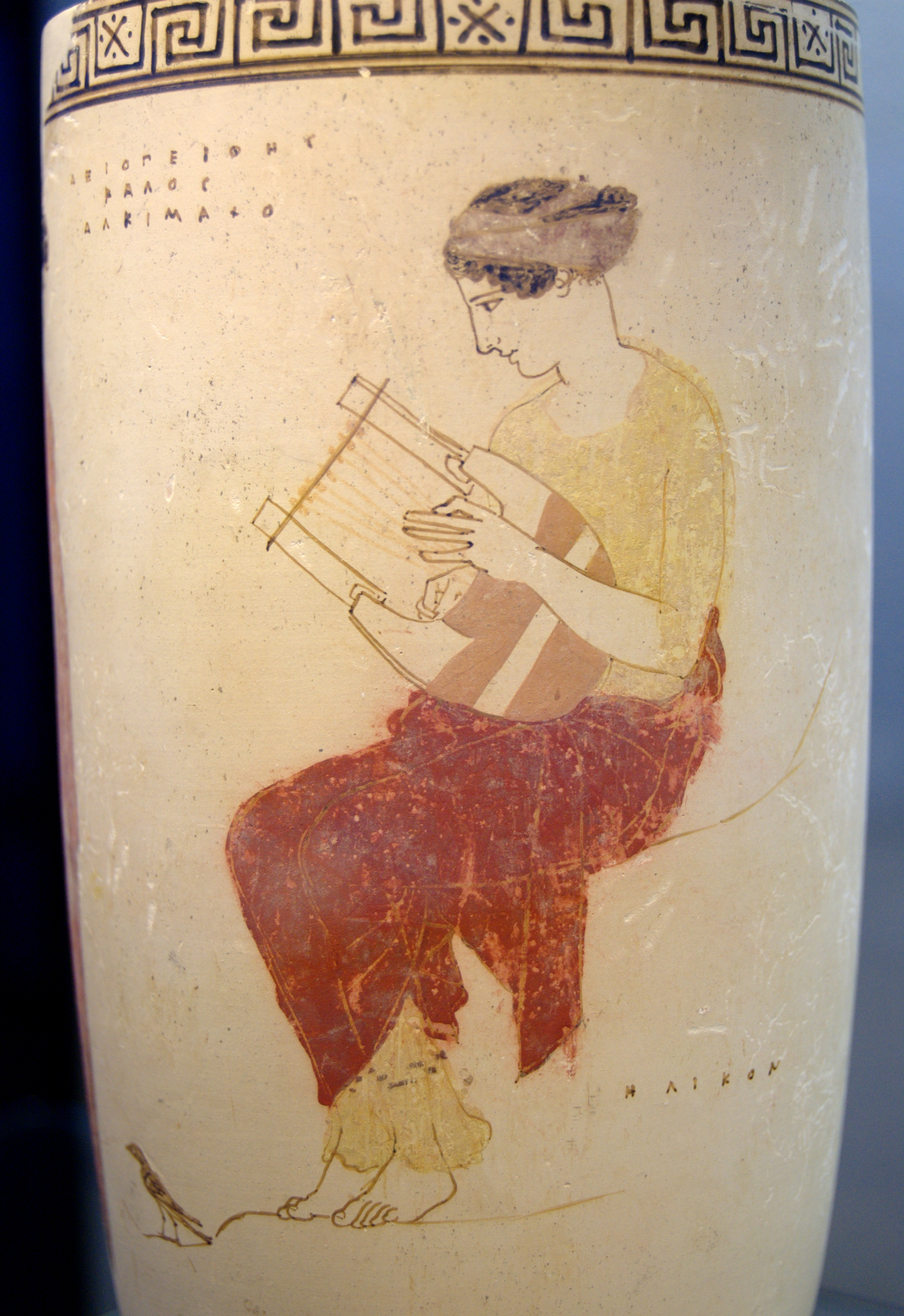
Une Muse jouant de la cithare, lécythe attique à fond blanc. « Peintre d'Achille », v. 440-430 av. J.-C. Staatliche Antikensammlungen.
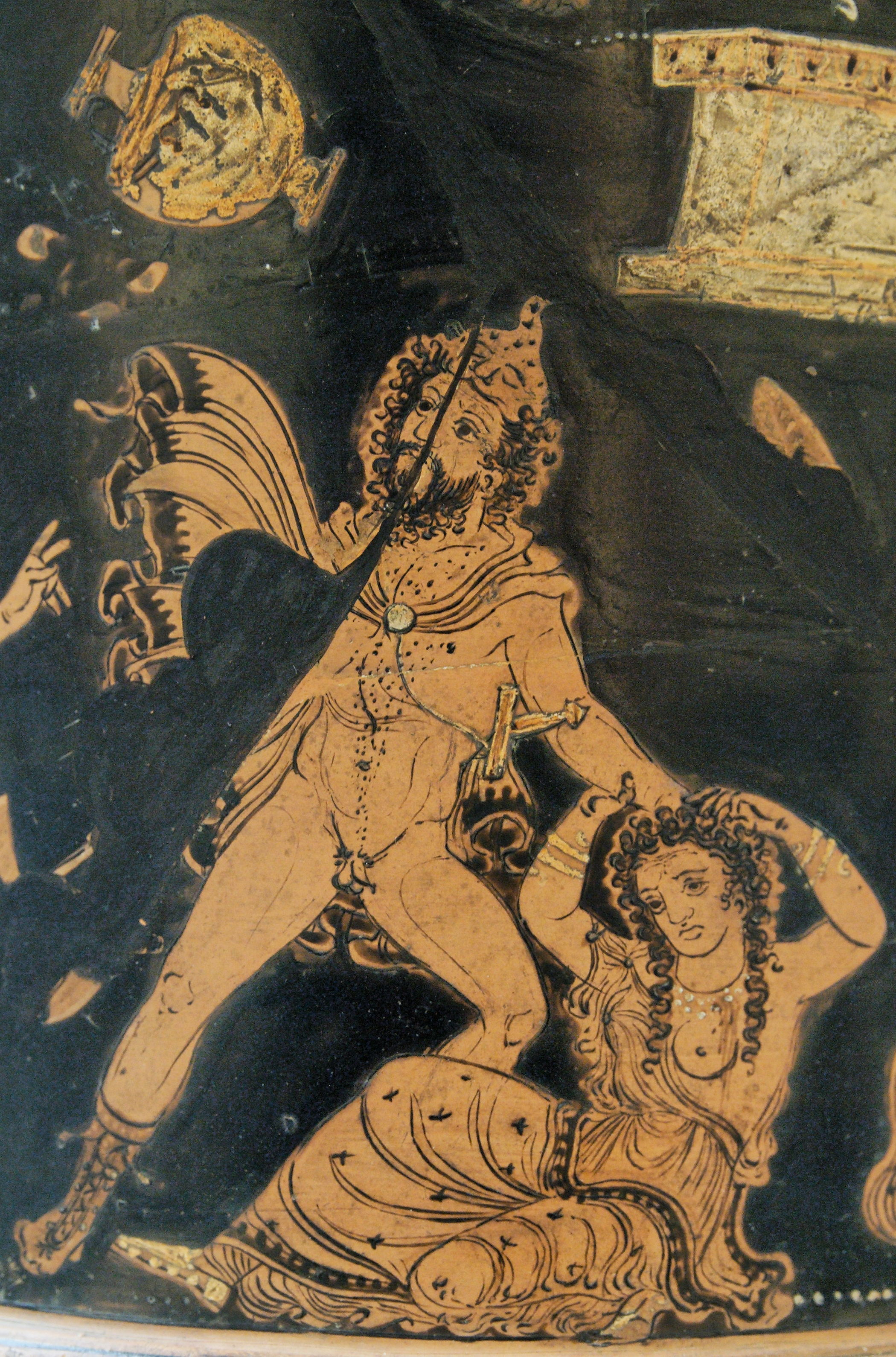
La Folie de Lycurgue, détail d'un cratère en calice apulien, v. 350-340 av. J.-C., British Museum.

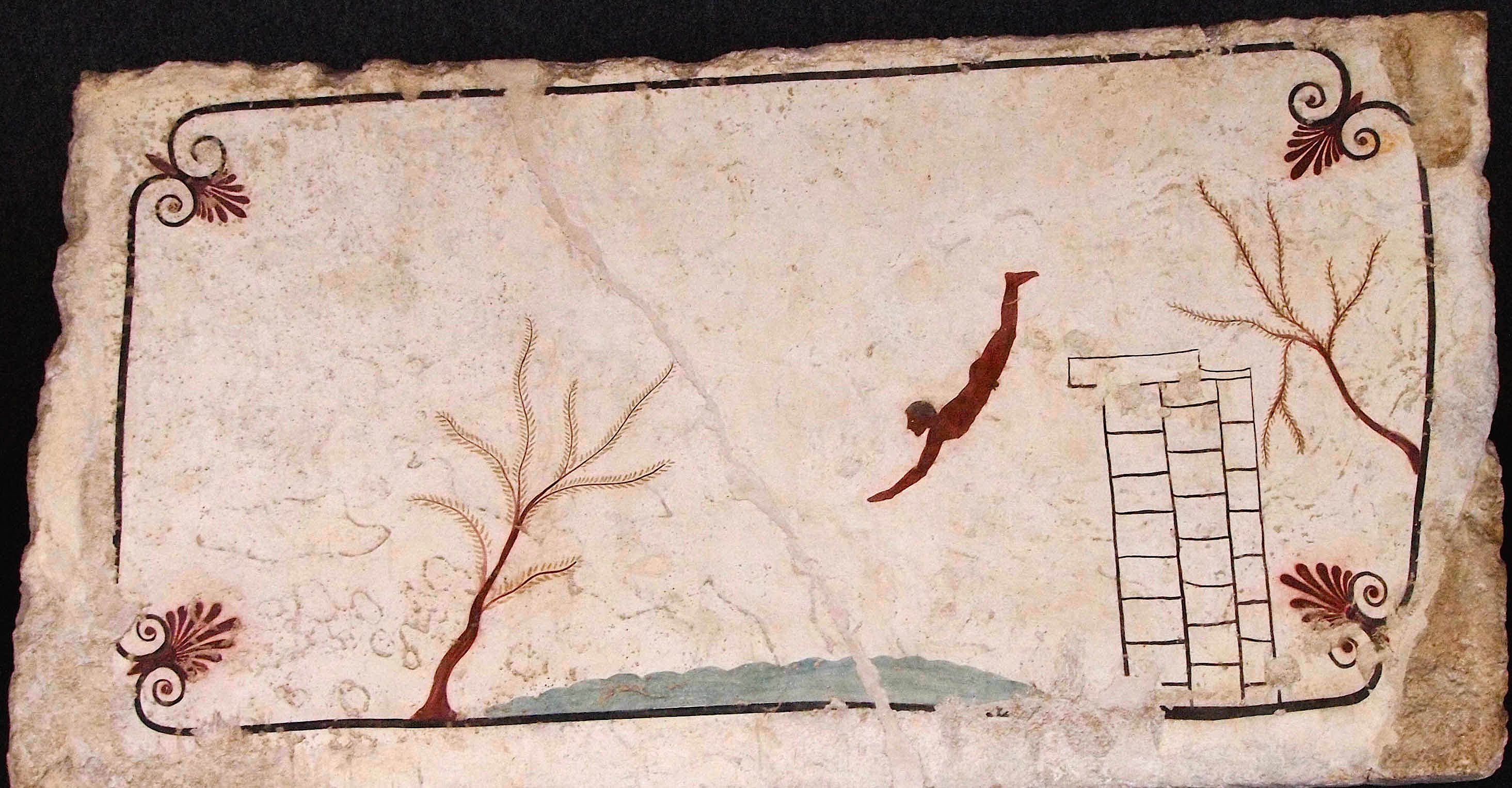
Couvercle de la « Tombe du Plongeur », v. 480-470, musée archéologique national de Paestum.
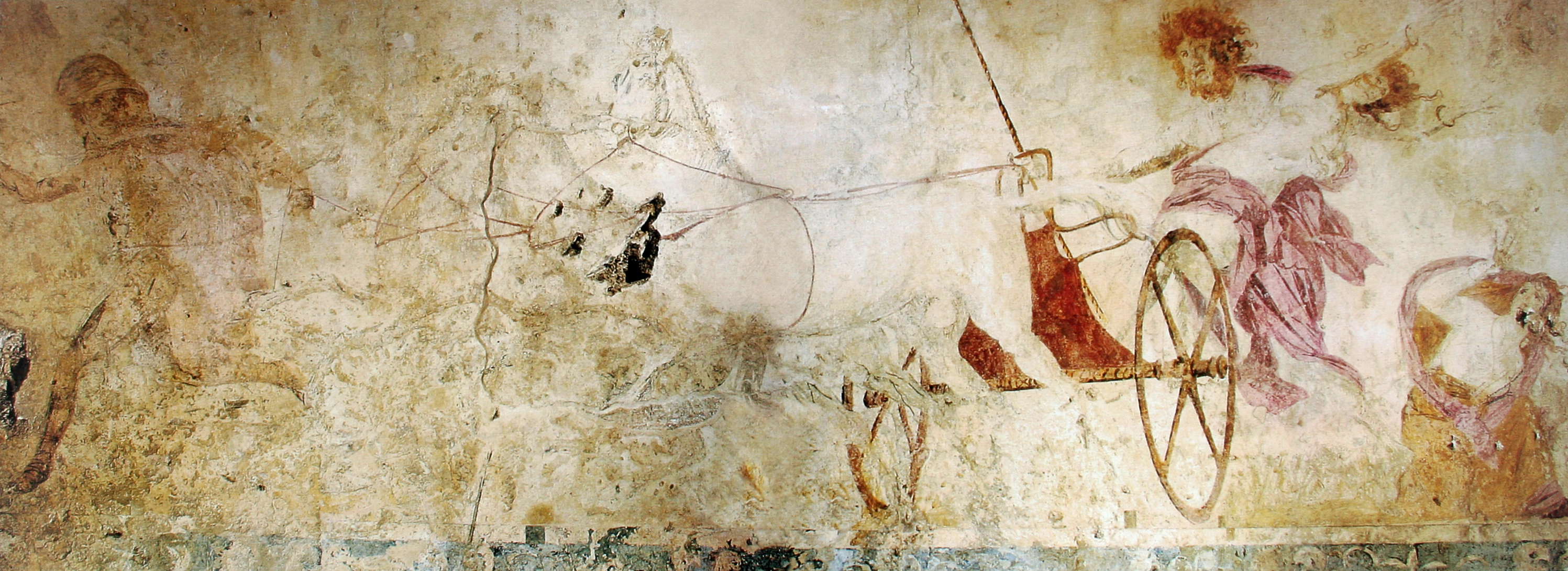
Hadès enlevant Perséphone, peinture de Vergina (Aigai), v. 340-330 av. J.-C.

### Mosaïques
L'art de la mosaïque apparaît en Grèce durant l'époque classique, peut-être à partir d'origines anatoliennes. Il s'agit alors de compositions réalisées à partir de galets, imitant peut-être les tapis décorés qui ornent les demeures des élites. Il s'en trouve dans les riches demeures d'Olynthe à la fin du Ve siècle av. J.-C., et au siècle suivant à Érétrie. Elles représentent des scènes figurées et aussi des motifs géométriques. Les mosaïques des maisons des élites de la capitale macédonienne Pella, dans la dernière partie du IVe siècle av. J.-C., témoignent des progrès de cet art, qui doit aussi emprunter à la peinture de l'époque, étendant sa gamme de couleurs et ses thématiques,.

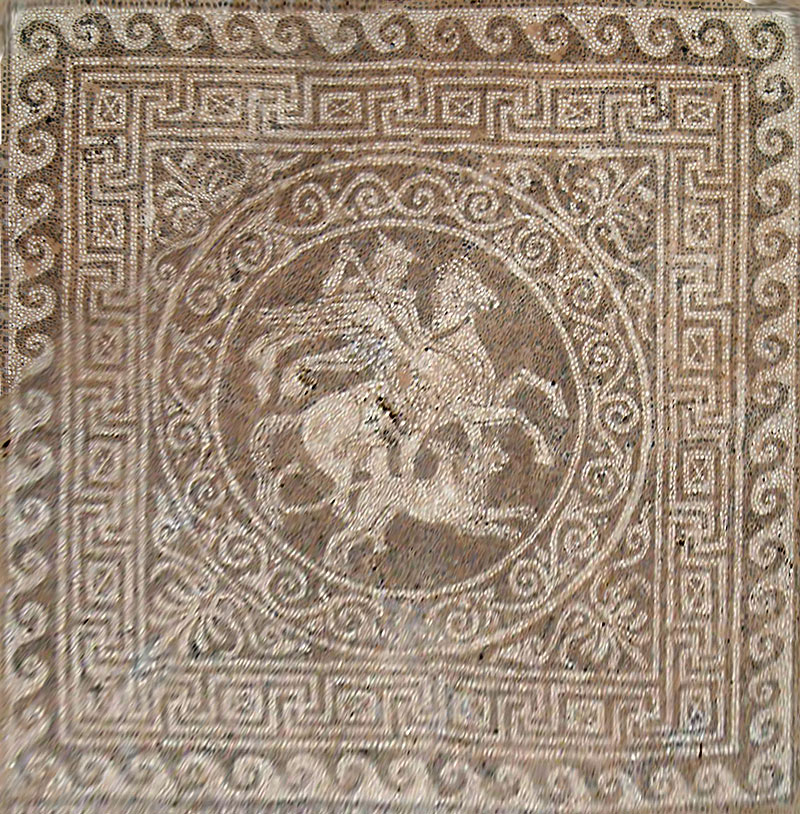
Mosaïque représentant Bellérophon, Olynthe, fin du Ve siècle av. J.-C.
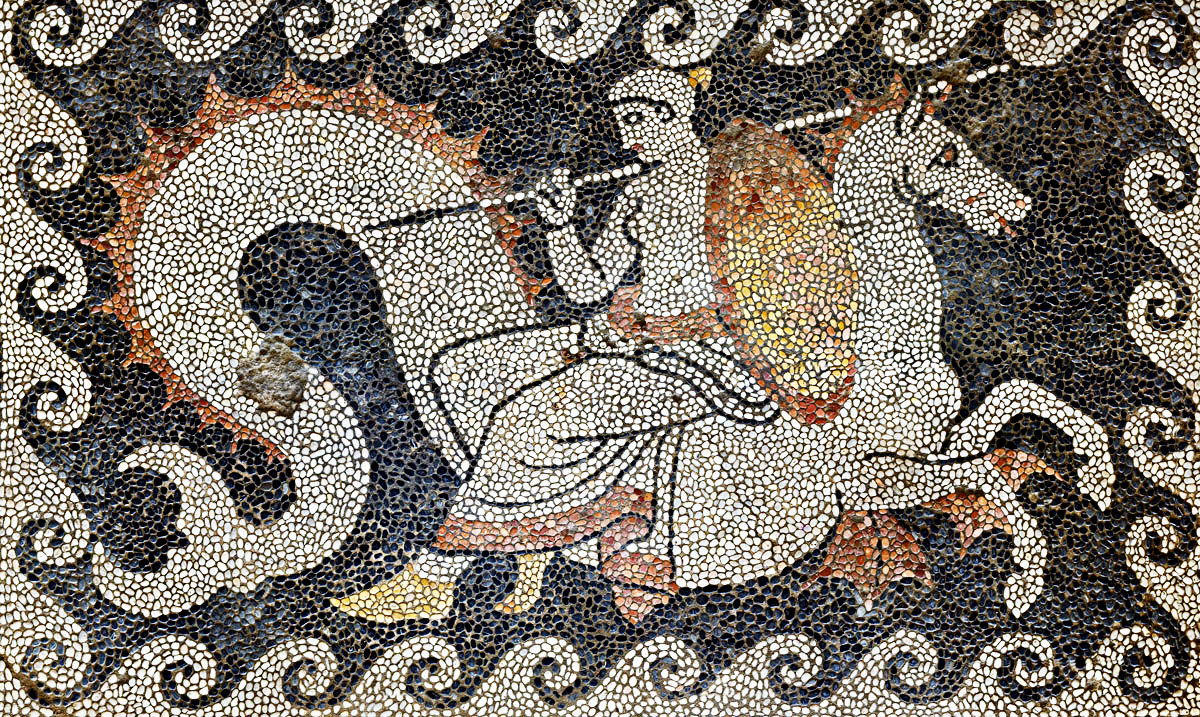
Thétis sur un hippocampe, mosaïque d'Érétrie, IVe siècle av. J.-C.
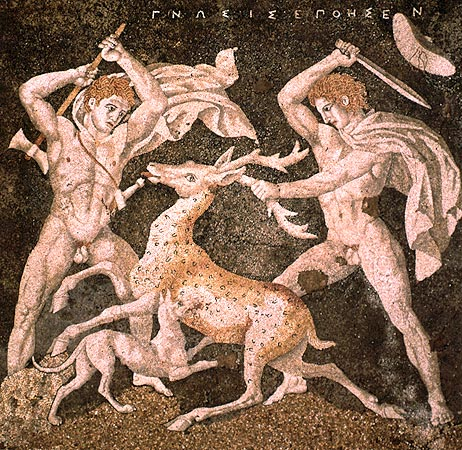
Mosaïque représentant une chasse au daim, Pella, fin du IVe siècle av. J.-C.

### Éducation
Un système scolaire (privé) est attesté à Athènes au moins à partir du Ve siècle av. J.-C., avant tout réservé aux fils de l'élite, même s'il semble s'élargir à d'autres groupes. Il permet d'acquérir une éducation, paideia, terme polysémique qui désigner aussi au sens large la culture qu'il convient d'acquérir pour être quelqu'un d'accompli. Au niveau élémentaire, l'enseignement combine gymnastique (à la palestre), musique (dont poésie) et écriture, mathématiques et littérature. Une éducation supérieure est attestée au début du IVe siècle av. J.-C., permettant de poursuivre l'enseignement autour d'un maître renommé, avec les sophistes, l'école de rhétorique d'Isocrate, l'Académie de Platon, puis le Lycée d'Aristote, peut-être la médecine à Cos. Athènes est du reste probablement une cité plus alphabétisée que la plupart des autres (jusqu'au charcutier des Cavaliers d'Aristophane qui sait lire, certes assez mal).

### Philosophie

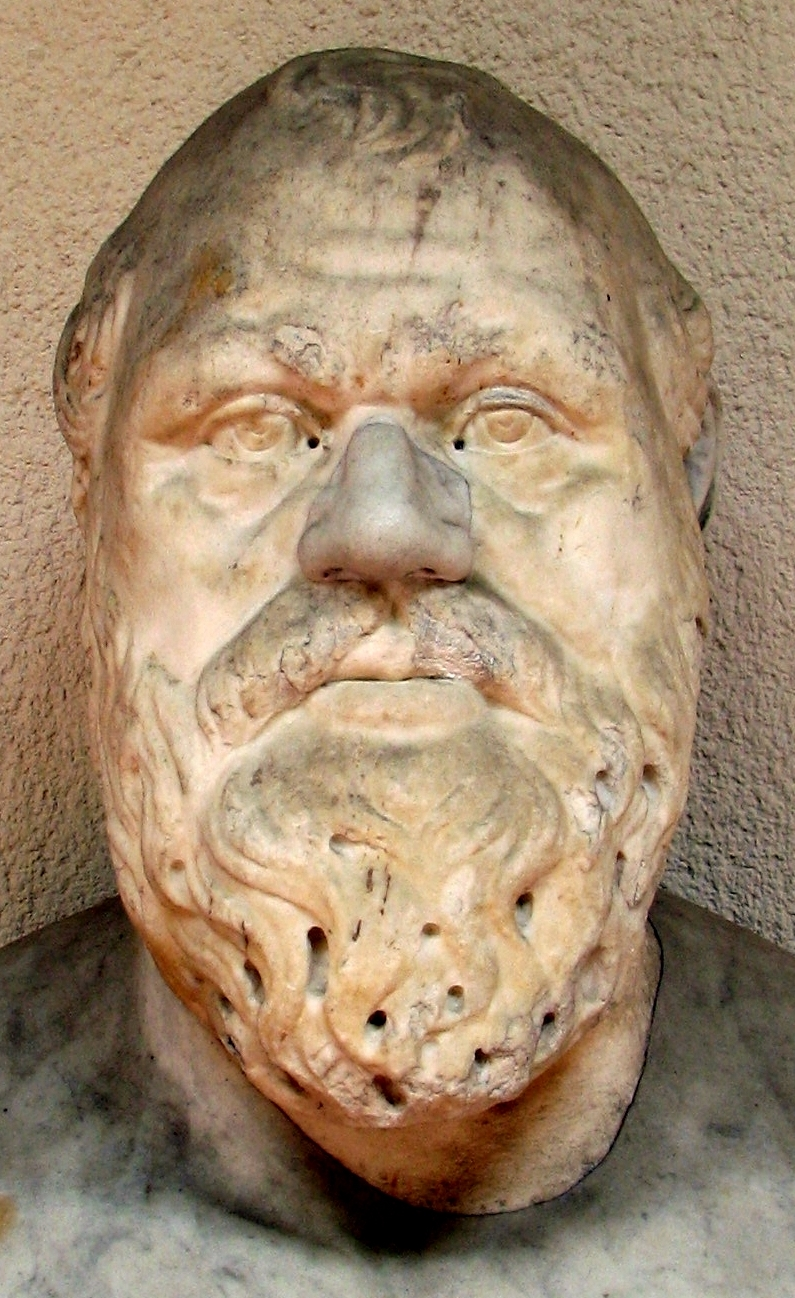
Buste de Socrate. Copie romaine du IIe siècle d'un original grec. Musée archéologique régional de Palerme.

La philosophie du Ve siècle av. J.-C., qui reste dans sa phase « présocratique », marquée par la recherche des principes à l'origine du monde, comprend encore des figures originaires de Ionie (Anaxagore), mais c'est surtout en Italie que cette discipline s'enracine, avec l'école d'Élée (Parménide, Zénon) et Empédocle, en plus de Démocrite d'Abdère et sa théorie des atomes.
Puis à compter du milieu du Ve siècle av. J.-C. une nouvelle génération s'interroge sur le rôle du philosophe et plus largement de l'homme dans la polis (c'est selon Aristote un « animal politique » qui vit mieux dans ce cadre qu'ailleurs) et à l'organisation intérieure de celle-ci : une réflexion « sur les sociétés humaines, sur les lois, sur le Juste et le Bien et les façons de les connaître » (C. Mossé). La façon dont la pensée peut aider à trouver sa place dans la société civique, par le développement de la « vertu » ou « excellence » (arété), est l'objet des interrogations des « Sophistes », qui sont des enseignants itinérants spécialisés dans l'art du discours et de la persuasion, actifs en particulier à Syracuse et à Athènes (Gorgias, Protagoras). Ils sont surtout connus par l'image péjorative qu'en a laissé Platon qui tance leur relativisme, sans doute une manière de remettre en cause les normes conformistes de la vie civique. Dans les textes de ce dernier, c'est son maître Socrate (mort en 399), qui n'a pas laissé d'écrits, qui est leur interlocuteur. Pour lui la vertu se trouve dans le savoir, et il cherche à l'obtenir en dialoguant, par l'« accouchement des esprits » (maïeutique), en usant du questionnement faussement naïf et de l'ironie, d'une méthode inductive. La maxime delphique qu'il a faite sienne, « connais-toi toi-même », enjoint à l'homme de prendre conscience de sa propre mesure, donc de sa place dans l'univers, la nature et aussi la cité. Il est généralement considéré que ce personnage marque un tournant dans l'histoire philosophique,.
Les philosophes poursuivant sa pensée sont désignés comme « socratiques ». Platon (né vers 428-423 et mort en 348/7), celui par qui Socrate est essentiellement connu, fondateur de l'Académie, produit une œuvre imposante, à l'influence considérable, qui, du point de vue métaphysique, considère que la réalité réside dans un monde immatériel intelligible, formé par les Idées, accessibles par la réflexion philosophique, et aborde aussi l'éthique, la recherche de la perfection morale, l'éducation, la politique, décrivant sa cité idéale dans La République. Écrivain brillant, expliquant ses idées par des dialogues, il érige la dialectique en méthode incontournable dans le raisonnement philosophique. Son disciple Aristote (384-322), fondateur du Lycée, est l'autre philosophe athénien à l'influence de premier ordre, qui a abordé de nombreux sujets, et plus largement marqué la pensée scientifique par sa réflexion sur la logique, sur les manières d'accéder à la vérité (raisonnement, discussion dialectique, pratique, enquête). Sa Politique traite de la vie dans la cité et des différentes formes de gouvernement,.
Un autre courant philosophique apparaissant à la fin de l'époque classique est le cynisme, dont la principale figure est Diogène de Sinope (v. 413-323). Cette école est documentée essentiellement par des sources extérieures, qui insistent en particulier sur l'aspect irrévérencieux et provocateur des cyniques. Elle repose sur la recherche d'une forme de vie primitive qui se veut en accord avec la nature, refusant de se compromettre avec les institutions sociales et politiques

### Rhétorique
L'art de la rhétorique, qui intéresse les sophistes comme Aristote, prend une grande place dans la vie civique de la démocratie athénienne où l'éloquence et l'argumentation sont cruciales pour susciter l'adhésion. Les orateurs attiques sont des figures importantes à compter des dernières décennies du IVe siècle av. J.-C., avec Isocrate, professeur de rhétorique, qui cherche à concilier art de bien penser et art de bien parler, défenseur du panhellénisme contre les Perses. La rhétorique de la fin de la période classique est marquée par les discours de Démosthène, qui cherche à susciter la résistance face à la Macédoine.

### Histoire
L'Histoire prend forme, après les premiers travaux d'Hécatée, dans les Histoires (ou l’Enquête, Historiai) d'Hérodote (v. 485-425), originaire d'Halicarnasse mais qui a sans doute rédigé la majeure partie de son travail à Thourioi, fondation athénienne en Italie. Il s'intéresse avant tout aux guerres médiques qui viennent de s'achever, et aux rapports entre Grecs et Perses, mais aussi aux peuples et régions qui les entourent, donnant un aspect ethnographique et géographique à son œuvre. Son propos principal est de raconter le triomphe des Grecs et du régime civique sur la monarchie et le despotisme. Thucydide (v. 465-400), citoyen athénien, stratège malheureux durant les guerres contre Sparte, ce qui lui vaut l'exil, entreprend de raconter ces conflits dans La Guerre du Péloponnèse, en produisant un récit le plus véridique possible et en éclairant les faits de ses réflexions, ce qui donne une nouvelle dimension au travail de l'historien. Xénophon (v. 430-350), qui cherche à prendre la suite de l’œuvre de Thucydide dans les Helléniques, est un ancien disciple de Socrate, à l’œuvre diverse, notamment des sortes de biographies exemplaires sans grand souci d'exactitude (Cyropédie, Anabase, Mémorables). Athénien mais mercenaire au service des Perses et des Spartiates, admirateur de ces derniers, ses différents écrits tirent parti de son expérience concrète.

### Théâtre
Le théâtre grec prend naissance durant l'époque classique, dans le cadre du culte religieux, puisque les pièces sont présentées lors de concours accompagnant des fêtes religieuses, les plus prestigieux étant ceux des Grandes Dionysies d'Athènes. Le financement en est assuré par des riches citoyens, qui jouent le rôle de chorège. Les théâtres sont en bois au début de la période, puis en pierre, et prennent parfois de très grandes dimensions (celui d'Athènes pouvait accueillir 17 000 spectateurs). Un concours théâtral est un moment d'affirmation de la puissance de la cité athénienne, plusieurs œuvres renvoyant à ses moments de gloire, mais aussi à des débats déchirant la communauté, suscitant des réactions passionnées chez leur auditoire. On distingue la tragédie, dont les principaux auteurs classiques sont Eschyle, Sophocle et Euripide, et la comédie, où excelle Aristophane.
Au IVe siècle av. J.-C. se développe dans les cités grecques de Grande Grèce et de Sicile une sorte de farce, le jeu de Phlyax.

### Médecine
Du point de vue médical, la grande figure de l'époque classique est Hippocrate (v. 460-377), en fait la figure de proue d'un groupe de médecins liés au sanctuaire d'Asclépios de Cos et à d'autres régions du monde grec (notamment en Grande Grèce), qui produit un ensemble de traités médicaux, le corpus « hippocratique », fixé à l'époque romaine. Il se caractérise, dans la lignée des réflexions philosophiques du temps, par une recherche de l'origine des maladies dans des phénomènes naturels, tout en cherchant précisément à définir l'art du médecin en le séparant de celui des autres formes de savoir s'intéressant à l'art de la guérison,.

### Musique
La musique grecque antique est surtout développée pour servir au culte (péans, dithyrambes) et accompagner la poésie et les chants, et est intégrée dans les concours artistiques. Elle repose notamment sur l'aulos, instrument à vent qui se rapproche de la flûte, et la cithare, instrument à cordes qui se rapproche de la lyre. L'ajout de trous au premier et de cordes au second permet le développement de mélodies plus complexes et sophistiquées. Les compositeurs et musiciens les plus accomplis connaissent une grande popularité, sont réputés pour leur virtuosité technique et leur capacité à exprimer des émotions, émancipant progressivement la musique des rites et de la poésie pour en faire un art à part entière. Parmi les principaux noms se trouvent les joueurs de cithare Cinésias et Timothée de Milet, et l'école d'aulètes de Thèbes (Pronomos, Antigenidas). L'approche théorique de la musique est marquée par l'influence du pythagorisme qui approche cet art par les mathématiques et dans une optique de recherche d'harmonie avec le cosmos, qui conduit à la beauté musicale. D'autres approches s'éloignent de l'approche mathématique pour s'intéresser surtout à l'expérience auditive produite par la musique. Il est alors courant de concevoir que la musique elle influence les caractères et les mœurs des gens. La principale figure de la théorie musicale de la Grèce classique, Aristoxène, développe une œuvre théorique d'une importance majeure, qui décrit les structures mélodiques et les organise en systèmes.

## La Grèce classique et le reste du monde
Les conflits contre les Perses et les Carthaginois, ainsi que les nombreuses interactions établies avec des peuples non-Grecs dans les différentes zones d'implantations de cités grecques datées surtout de l'époque archaïque (nord de l’Égée, Asie Mineure, mer Noire, Cyrénaïque, Adriatique, Sicile et Italie, Méditerranée occidentale) ont été évoquées plus haut. Les conséquences culturelles de ces échanges, qui s'inscrivent dans des phénomènes plus vastes aussi bien par leur ampleur géographique que chronologique, sont diverses et loin d'être négligeables.

### Les «Barbares»
Les textes grecs de l'époque classique mettent souvent en avant une opposition, fondamentalement culturelle, entre les Grecs et le reste de l'humanité, qui sont des « Barbares ». Le Barbare est avant tout celui dont la langue est incompréhensible, comparée aux cris d'animaux. Il existe divers autres préjugés négatifs sur lui et sa morale, comme sa tendance au despotisme et à la servilité, qui servent surtout dans les discours à présenter une image flatteuse des Grecs, par opposition. D'un autre côté Hérodote présente une vision plus balancée des Barbares, s'intéressant à leur histoire et à leurs coutumes. Les interactions entre Grecs et Barbares incitent à fortement nuancer l'opposition, qui dépend beaucoup des circonstances politiques, au premier chef les Guerres médiques et les conflits entre Siciliens et Carthaginois. Pourtant bien des Grecs ont voyagé dans l'empire perse, et plusieurs ont servi leurs rois, y compris Thémistocle qui s'est exilé auprès du pouvoir perse après avoir été le commandant de la flotte qui l'a vaincu à Salamine,. Selon K. Vlassopoulos : « quand on se souvient que davantage de Grecs combattirent du côté des Perses en 480 ou en 334, que des dirigeants lydiens et thraces reçurent des honneurs dans des sanctuaires panhelléniques comme Delphes, que des satrapes perses reçurent la citoyenneté athénienne, que des dirigeants cariens répandirent les institutions de la polis grecque, ou encore de la saga de la famille gréco-persane d'Artabaze, il devient évident que les interactions entre Grecs et non-Grecs se sont déroulées dans un monde infiniment plus complexe que toute distinction simpliste entre Occident et Orient. »

### Rapports avec le monde perse

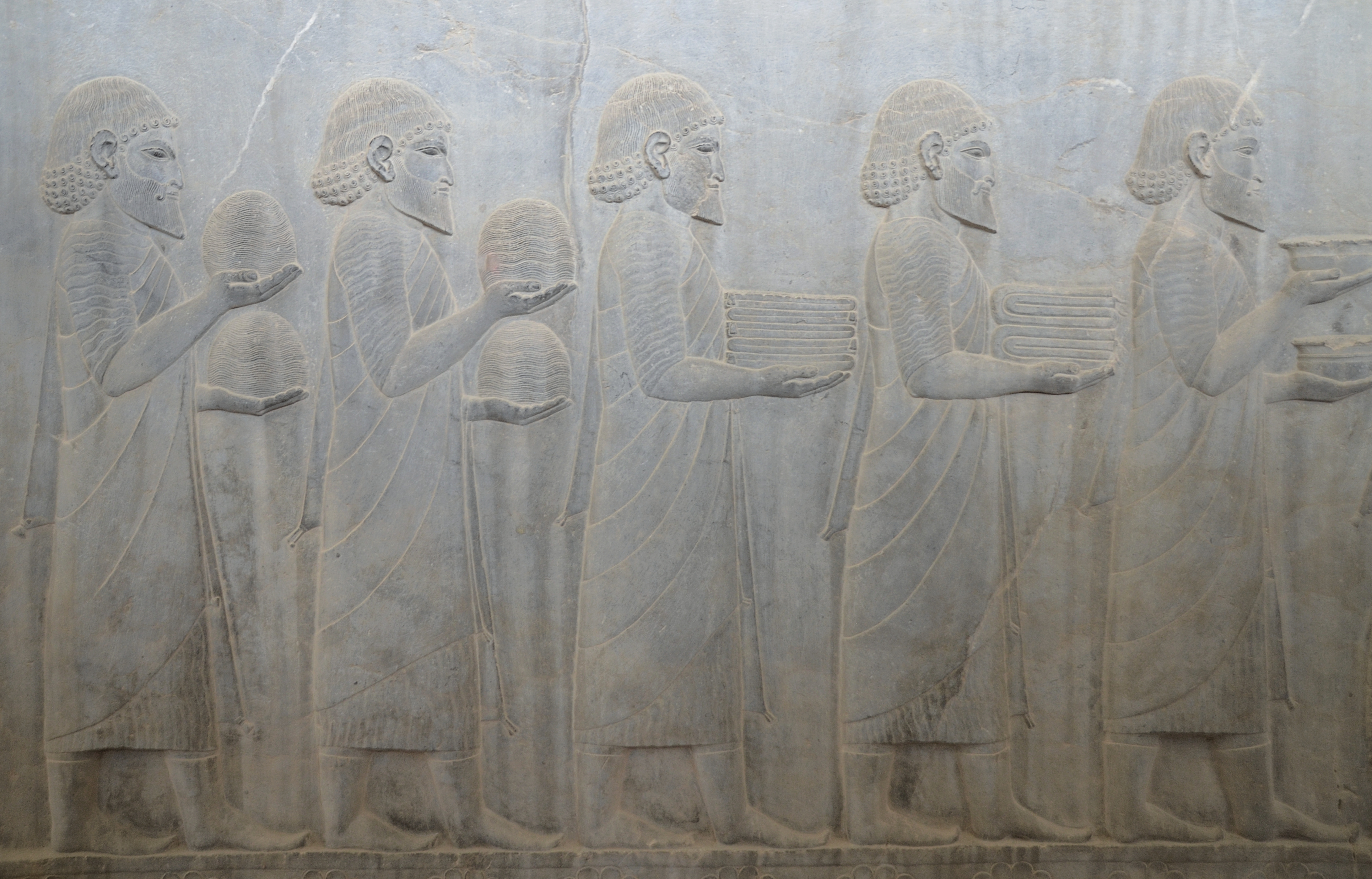
Délégation de tributaires « Ioniens » sur l'escalier de l'Apadana de Persépolis.

Le « Barbare » par excellence de l'époque classique est le Perse, qui est souvent un ennemi depuis l'époque des conflits de la fin du VIe siècle av. J.-C. et du début du Ve siècle av. J.-C. Cette époque est marquée par la déportation de vaincus Grecs dans l'empire perse, par exemple des groupes de Milésiens, Érétriens et Béotiens installés en Babylonie, où ils auraient constitué des communautés préservant leur identité et une partie de leur culture selon les dires d'Hérodote et de Diodore de Sicile. Durant la période classique une partie du monde grec est sous la domination des rois perses, en Asie Mineure et à Chypre, et ils jouent souvent un rôle dans la vie politique des cités grecques. Des échanges culturels ont toujours lieu à cette période, certains Grecs étant taxés d'adeptes des modes perses (Perserie), surtout dérivées d'Asie Mineure, et reprises afin de manifester leur statut en invoquant le riche et puissant empire. Mais l'influence « orientale » est bien moindre que durant l'époque archaïque. Il y a quelques attestations de Perses en Grèce, mais surtout des informations sur la présence de Grecs dans les territoires de l'empire perse (en plus de ceux dont les cités ont été conquises et qui y sont restés). Il s'agit souvent de soldats, l'exemple le plus connu étant les Dix-Mille, entrés au service du prince rebelle Cyrus le Jeune, dont un des chefs, Xénophon, a laissé le récit de l'expédition. Il est loin d'être assuré qu'Hérodote ait voyagé personnellement dans les pays asiatiques qu'il décrit, mais il est au moins clair qu'il a pu s'appuyer sur les témoignages d'informateurs qui y sont allés. On retrouve des spécialistes jusqu'à la cour du roi perse, notamment des médecins, comme Ctésias de Cnide, qui a laissé un témoignage dont la majeure partie est perdue, aussi des architectes. Les textes des Perses eux-mêmes évoquent les Grecs, qu'ils nomment Yauna, « Ioniens », le peuple grec qui est traditionnellement en contact avec les pays asiatiques, au point qu'il en est arrivé à désigner la totalité des Grecs dans les langues asiatiques depuis l'époque archaïque, et par attraction peut-être aussi d'autres peuples de la limite occidentale de l'empire. Ils sont représentés sur les bas-reliefs des tributaires de Persépolis, et ils sont évoqués dans des inscriptions royales commémorant la construction de palais royaux auxquelles ils ont contribué en fournissant des matériaux et artisans. La documentation administrative cunéiforme atteste également de la présence d'individus « Ioniens » au cœur de l'empire : à Sippar et Babylone en Babylonie, et surtout à Persépolis dans l'archive des fortifications, où sont mentionnés des travailleurs ioniens et des personnes au nom à consonance grecque (hommes et femmes, mais aucun artisan n'est évoqué), qui reçoivent des rations d'entretien (qui fonctionnent comme un salaire). Cette présence se décèle aussi par la trouvaille de monnaies grecques en Perse, et de motifs apparemment inspirés de l'art grec dans la glyptique babylonienne,. Les ambassades des cités grecques à la cour des rois perses, ou à celles de leurs satrapes, se développent avec l'établissement de relations régulières entre Grecs et Perses tout au long de l'époque classique. Elles sont souvent l'occasion de se confronter aux rites et fastes impériaux, comme la prosternation (proskynèse) que refusent de nombreux Grecs, car ils considèrent qu'un tel égard n'est dû qu'aux dieux, et l'échange de présents, qui peut s'avérer périlleux puisqu'un ambassadeur athénien est mis à mort dans sa cité pour avoir accepté trop de cadeaux et d'égards de la part du roi perse.

### Contacts et échanges dans les pays méditerranéens
L'époque classique prend place dans un phénomène de long terme qui voit la mise en connexion progressive des différentes régions situées sur les rives de la Méditerranée, qui ont connu un long processus de complexification sociale et politique, et ont procédé à de nombreux échanges culturels. Avec les Phéniciens, les Grecs sont des acteurs importants de ces évolutions puisqu'ils se sont implantés dans de nombreuses régions et les ont toutes fréquentées, et ont participé aux échanges culturels aussi bien en tant qu'émetteurs que récepteurs,,.
Pour le commun des Grecs, en dehors des anciennes implantations coloniales les contacts avec les non-Grecs sont limités, et il s'agit surtout d'individus isolés : des mercenaires, des marchands dans les grands ports comme Le Pirée, voire des artistes, et essentiellement des esclaves, avant tout des Thraces et des Scythes, mais aussi des gens venus d'Asie Mineure, de Syrie, d’Égypte, voire d'Arabie. La littérature et l'art mettent à plusieurs reprises en évidence les différences, notamment physiques et vestimentaires, que révèlent le contact avec ces individus. Quant aux Grecs qui séjournent plus ou moins longtemps dans les pays non-grecs, ils sont peu : des mercenaires, des marchands, des artistes, des médecins, des ambassadeurs, ou de simples voyageurs. Ils se confrontent aux coutumes de leurs hôtes qui leur paraissent souvent étranges, confortant ainsi l'opposition entre Grec et « Barbare ».

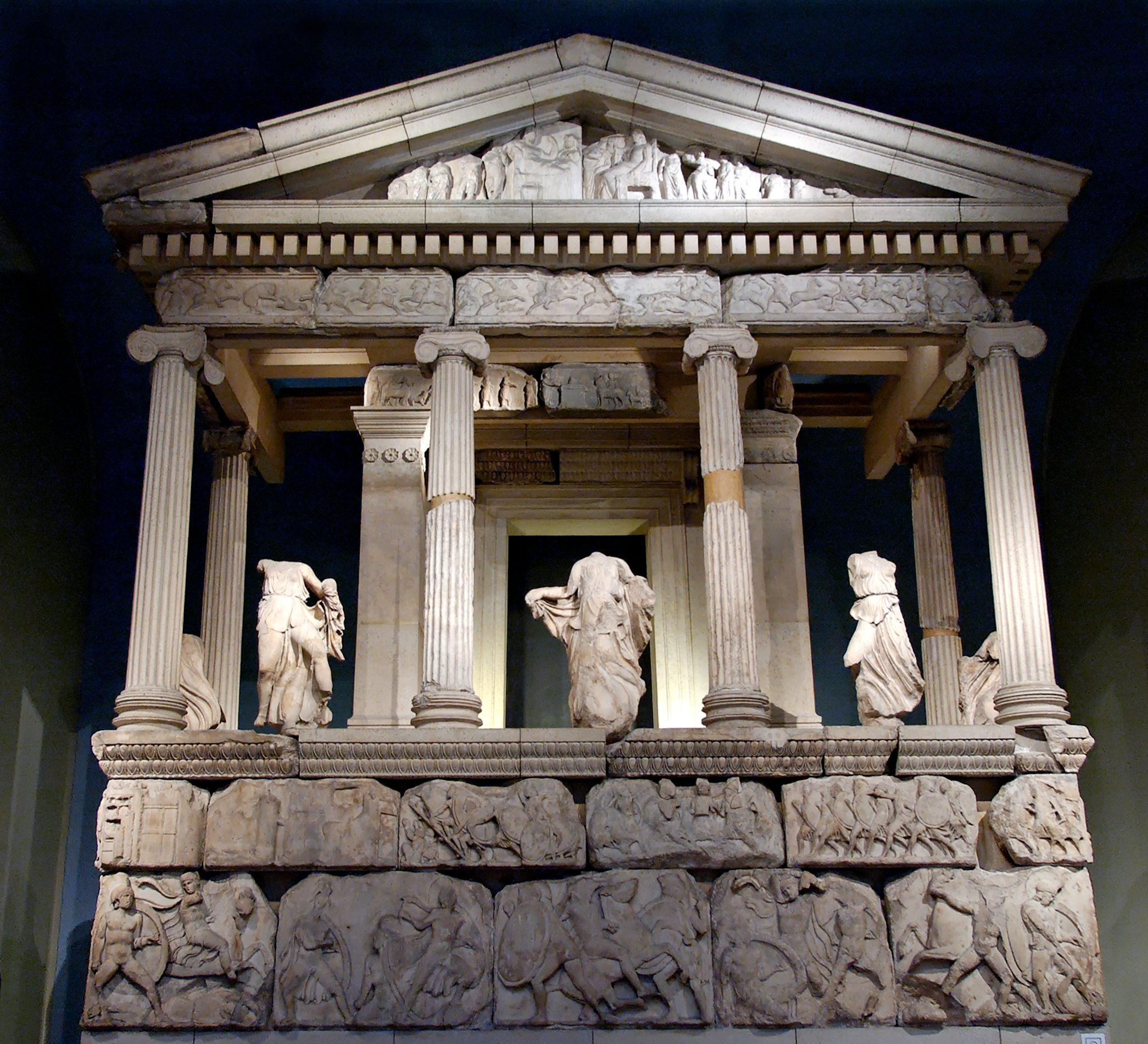
La façade du monument des Néréides de Xanthos, début du British Museum.

L'Asie Mineure est un important point de contact entre Grecs et non-Grecs qui voit un développement des phénomènes d'« hellénisation », surtout étudiés pour l'époque hellénistique mais assez prononcés dès le début du IVe siècle av. J.-C. Cela se voit en Lycie avec l'élaboration d'un art et d'une architecture funéraires très marqués par l'influence grecque, comme le monument des Néréides de Xanthos, daté du début du IVe siècle av. J.-C.. En Carie, le satrape Mausole entreprend d'importantes constructions, dont son célèbre tombeau, le mausolée d'Halicarnasse, élevé au rang de « merveille du monde », et fait appel à des artistes grecs (notamment Scopas) pour ces chantiers. Les progrès de la présence grecque et de l'hellénisme en Asie Mineure se voient aussi par l'apparition d'inscriptions en grec au-delà des territoires des cités grecques de la région, souvent accompagnées de versions en langues anatoliennes ou araméen, par exemple l'« inscription des sacrilèges » de Sardes ou l'inscription trilingue (grec-lycien-araméen) du Létôon de Xanthos.
Les relations avec l'autre grand ennemi non-grec des cités grecques de l'époque classique, Carthage, s'apaisent après la défaite de cette dernière à Himère en 480. Cela est propice au développement des échanges entre marchands puniques (et phéniciens) et grecs, notamment à Agrigente. La reprise des conflits à partir de la fin du Ve siècle av. J.-C. ne met pas fin aux échanges. Les fouilles de Carthage ont révélé l'existence de relations commerciales, notamment des imports d'huile et de vin, venus des cités grecques de Sicile et d'Italie, de Massalia, et de cités égéennes. Les attestations d'exportations puniques vers le monde grec sont moins courantes, mais elles semblent comprendre des produits finis comme des tapis et coussins, et des productions agricoles. Une inscription thébaine du milieu du IVe siècle av. J.-C., aujourd'hui perdue, évoquait les honneurs octroyés par la ligue béotienne à un marchand carthaginois. Du point de vue culturel les Carthaginois sont ouverts aux influences grecques : plusieurs de leurs productions céramiques imitent des modèles grecs, le culte de Déméter et de Korè est introduit dans la cité punique en 396, avec l'aide de Grecs installés sur place.
Les échanges commerciaux dans les pays non-grecs peuvent se repérer par la présence de monnaies grecques hors de pays grecs. Un papyrus daté du début du Ve siècle av. J.-C. mis au jour à Éléphantine en Égypte montre ainsi que des marchands grecs échangent de la monnaie contre du natron. Les monnaies athéniennes sont imitées en Égypte, en Asie Mineure, peut-être en Syrie, même si ces régions s'en tiennent pour l'essentiel de leurs échanges à des formes de monnaies pesées, et non des pièces de monnaie. À l'ouest, la diffusion des monnaies de Massalia pourrait être un bon indicateur de son rôle économique, mais en fait elles ont une diffusion assez limitée, et semblent plutôt concerner des échanges de faible valeur. Un autre exemple des interactions entre Grecs et non-Grecs en Occident est la lettre sur plomb mise au jour à Pech Maho en France, datée du Ve siècle av. J.-C., écrite en ibérique et en grec ionien, qui est un contrat commercial entre Grecs, avec des témoins indigènes.
Plusieurs divinités non-grecques voient leur culte adopté dans des cités grecques : Bendis la thrace, Cybèle l'anatolienne, Adonis le syrien. Les penseurs grecs sont également ouverts aux idées venues de l'extérieur, comme l'illustre le fait que Platon et Aristote connaissent Zoroastre et ont au moins une vague idée de ses enseignements (alors qu'il est paradoxalement absent des sources de la Perse achéménide). La question de savoir si Platon a voyagé en Égypte comme le prétend une tradition à son sujet, et/ou s'est inspiré d'idées venues d’Égypte, est discutée. Ce pays et sa culture exercent en tout cas une certaine fascination chez ce philosophe et d'autres écrivains grecs, en raison de leur passé vénérable.

### Dictionnaires
- Jean Leclant (dir.), Dictionnaire de l'Antiquité, Presses universitaires de France, coll. « Quadrige », 2005, 2464 p. (ISBN 2-13-055018-5).
- (en) Simon Hornblower, Antony Spawforth et Esther Eidinow (dir.), The Oxford Classical Dictionary, Oxford, Oxford University Press, 2012, 4e éd.
- Claude Mossé, Dictionnaire de la civilisation grecque, Paris, Complexe, 1992
- Maurice Sartre, Anne Sartre-Fauriat et Patrice Brun (dir.), Dictionnaire du monde grec antique, Paris, Larousse, coll. « In extenso », 2009 (ISBN 978-2-03-584834-5)

### Grèce antique
- Marie-Claire Amouretti et Françoise Ruzé, Le Monde grec antique, Hachette, coll. « U », 2011 (ISBN 2-01-145541-3).
- Pierre Cabanes, Le monde grec, Paris, Armand Colin, coll. « 128 », 2015, 2e éd.
- Aurélie Damet, Le monde grec : De Minos à Alexandre (1700-323 av. J.-C.), Paris, Armand Colin, coll. « Portail », 2020
- Roland Étienne, Christel Müller et Francis Prost, Archéologie historique de la Grèce antique, Paris, Ellipses, 2014, 3e éd.
- (en) Edith Hall, The Ancient Greeks : Ten Ways They Shaped The Modern World, Londres, Vintage, 2016 (1re éd. 2015).
- (en) Ian Morris et Barry B. Powell, The Greeks : History, Culture, and Society, Harlow, Pearson, 2014, 2e éd.
- Claude Mossé et Annie Schnapp-Gourbeillon, Précis d'histoire grecque, Paris, Armand Colin, coll. « U », 2020
- Claude Orrieux et Pauline Schmitt-Pantel, Histoire grecque, Paris, Presses universitaires de France, coll. « Quadrige », 2013.

### Époque classique
- Pierre Lévêque et Pierre Briant (dir.), Le monde grec aux temps classiques : Tome 1 Le Ve siècle, Paris, Presses universitaires de France, coll. « Nouvelle Clio », 1995
- Pierre Brulé et Raymond Descat (dir.), Le monde grec aux temps classiques : Tome 2 Le IVe siècle, Paris, Presses universitaires de France, coll. « Nouvelle Clio », 2004
- Patrice Brun, Le monde grec à l'époque classique 500-323 avant J.-C., Paris, Armand Colin, coll. « U », 2020, 4e éd.
- Anne-Marie Buttin, La Grèce classique, Paris, Les Belles Lettres, coll. « Guide des civilisations », 2000 (EAN 9782251410128)
- (en) Simon Hornblower, The Greek World 479-323 BC, Londres et New York, Routledge, 2011, 4e éd.
- Anne Jacquemin, La Grèce classique 510-336 av. J.-C., Paris, Ellipses, 2016 (1re éd. 2002)
- (en) Konrad H. Kinzl (dir.), A companion to the classical Greek world, Malden et Oxford, Blackwell, 2006
- Nicolas Richer, Atlas de la Grèce classique : Ve – IVe siècle av. J.-C., l'âge d'or d'une civilisation fondatrice, Paris, Autrement, 2017
- Catherine Grandjean (dir.), Gerbert S. Bouyssou, Véronique Chankowsky, Anne Jacquemin et William Pillot, La Grèce classique : D'Hérodote à Aristote, 510-336 avant notre ère, Paris, Belin, coll. « Mondes anciens », 2022